# Alliance franco-ottomane

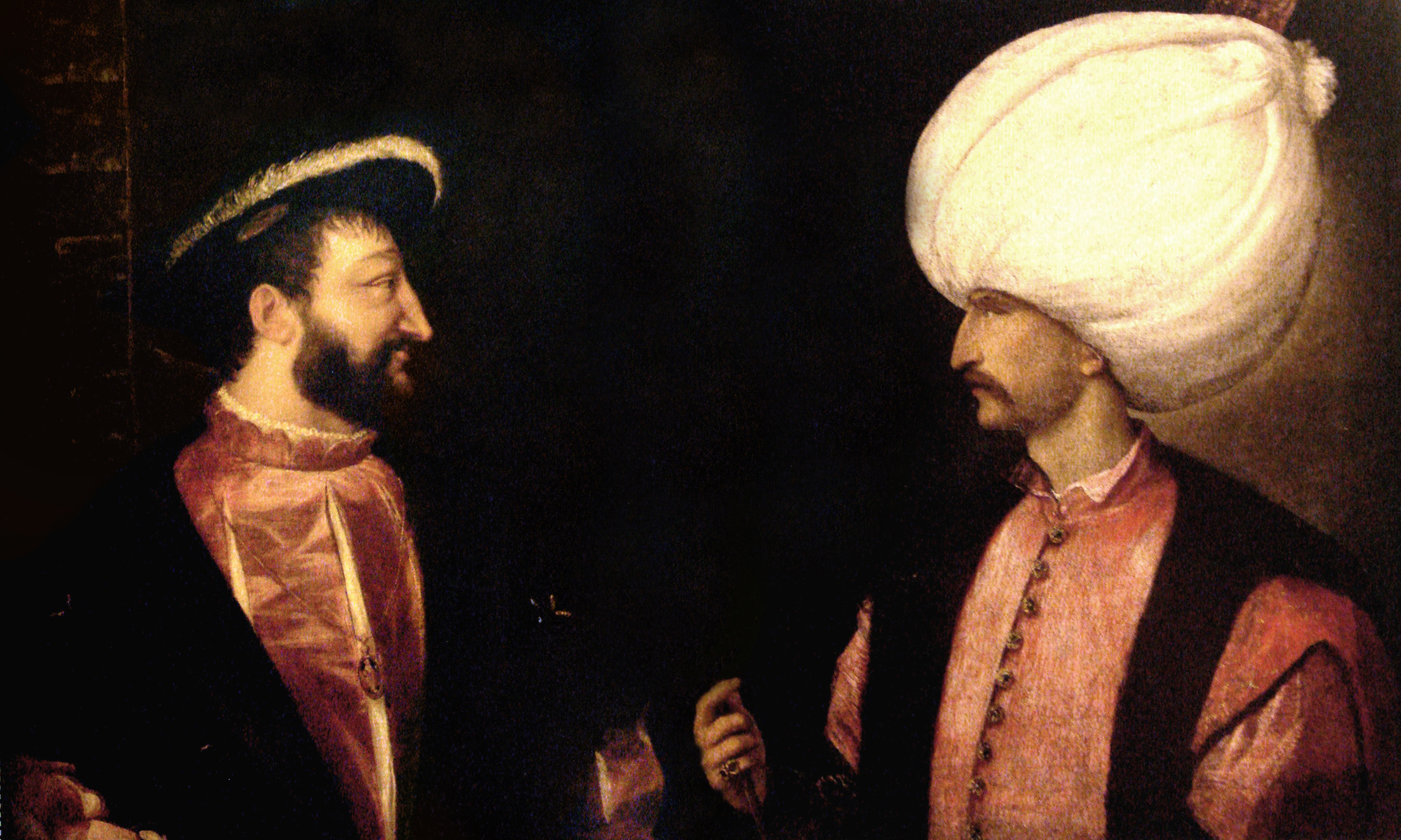
Les pères de l'alliance franco-ottomane, François Ier (à gauche) et Soliman le Magnifique (à droite), peints séparément par Titien vers 1530.

L’alliance franco-ottomane, ou alliance franco-turque, est une alliance établie en 1536 entre le roi de France François Ier et le souverain turc de l'Empire ottoman, Soliman le Magnifique. Elle a été mentionnée comme la « première alliance diplomatique non idéologique de ce genre entre un empire chrétien et un empire non chrétien ». Elle cause cependant un certain émoi dans le monde chrétien, et est qualifiée d'« alliance impie », ou d'« union sacrilège de la fleur de lys et du croissant ». Elle subsiste cependant, dans l'intérêt objectif des deux parties. Cette alliance stratégique et parfois tactique est alors l'une des plus importantes alliances de la France, et dure plus de deux siècles et demi, jusqu'à la campagne d'Égypte, qui voit les troupes napoléoniennes envahir un territoire ottoman en 1798-1801, bien que Bonaparte proclame n'en avoir qu'après les Mamelouks, qui selon lui « ne sont point soumis au Sultan et se sont révoltés contre son autorité ». L'alliance franco-ottomane est également un épisode important des relations entre la France et l'Orient.

## Contexte
À la suite de la prise de Constantinople en 1453 par le Turc Mehmed II et à l'unification du Moyen-Orient sous Sélim Ier, Soliman, le fils de Selim, parvient à étendre l'emprise ottomane à la Serbie en 1522. L'empire des Habsbourg entre alors en conflit direct avec les Ottomans[réf. nécessaire].

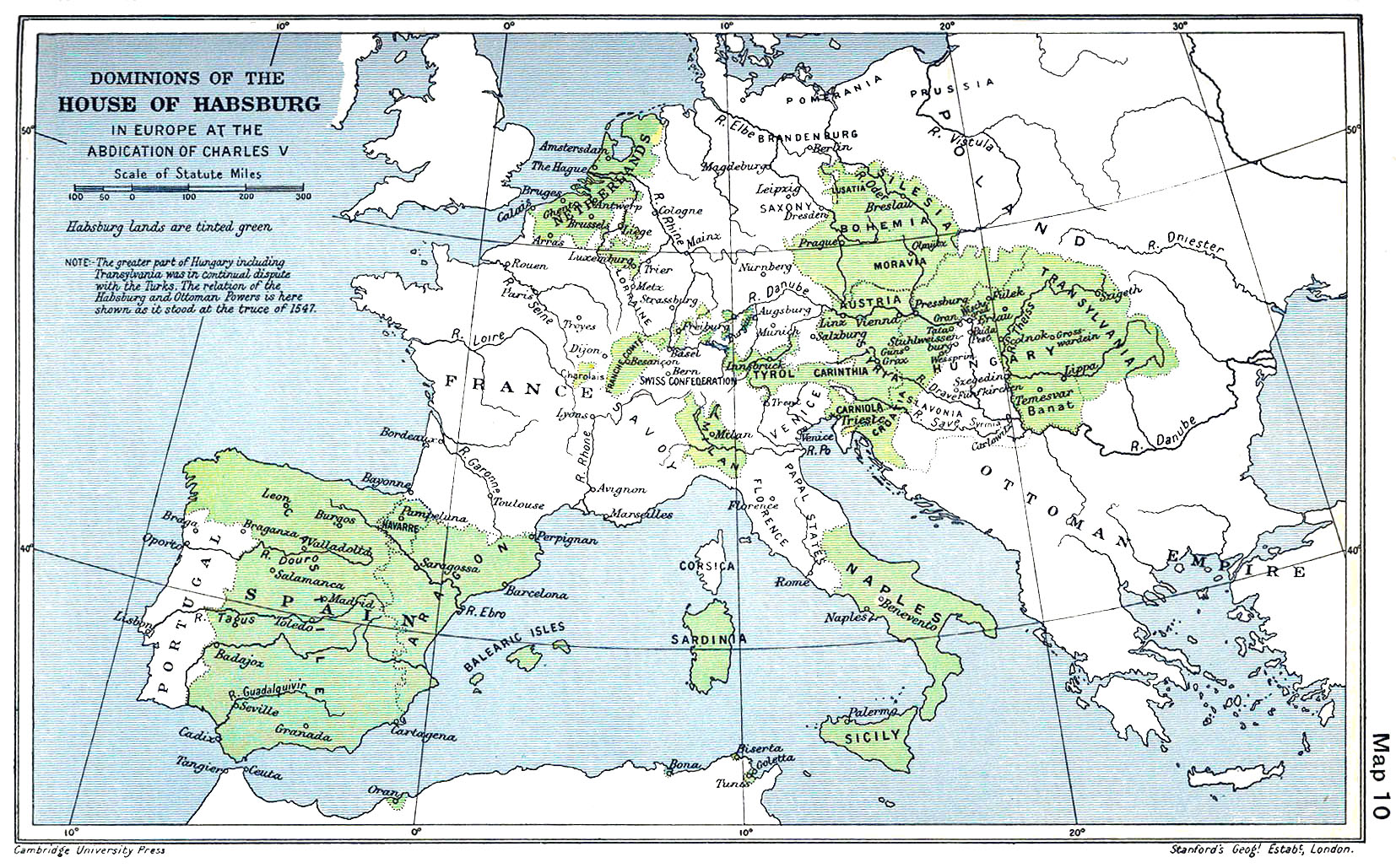
Carte des possessions des Habsbourg après la Bataille de Muehlberg (1547) d'après The Cambridge Modern History Atlas (1912). En vert rayé, les possessions des Habsbourg, en plein, les terres du Saint-Empire romain germanique, dirigé par les Habsbourg.

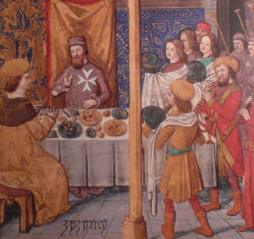
Le prince ottoman Zizim avec Pierre d'Aubusson à Bourganeuf, 1483-89.

Des contacts précoces semblent être pris entre les Ottomans et les Français. Philippe de Commines relate que Bajazet II envoie une ambassade à Louis XI en 1483, tandis que Zizim, son frère et rival pour le trône ottoman, est détenu en France, dans différents châteaux dont Monteil-au-Vicomte puis en 1486 à Bourganeuf par Pierre d'Aubusson. Louis XI refuse de rencontrer les émissaires, mais une somme importante et un grand nombre de reliques chrétiennes sont offertes par ces derniers, afin que Zizim reste enfermé en France. Zizim est transféré à la surveillance du pape Innocent VIII en 1489.
La France signe un premier traité ou Capitulation avec l’Empire ottoman en 1500, sous les règnes de Louis XII et du sultan Bajazet II,, dans lequel le sultan d'Égypte fait des concessions aux Français et aux Catalans.
La France a déjà cherché des alliés en Europe centrale. L'ambassadeur de France, Antoine de Rincon, a été envoyé par François Ier en mission à plusieurs reprises en Pologne et en Hongrie entre 1522 et 1525. À cette époque, à la suite de la bataille de la Bicoque, François Ier cherche à s'allier au roi Sigismond Ier de Pologne. Finalement, en 1524, une alliance franco-polonaise est signée entre François Ier et le roi de Pologne Sigismond Ier.
Après la défaite française à Pavie, le 24 février 1525, face aux troupes de l'empereur Charles Quint, la recherche d'alliés en Europe centrale s'intensifie. Après plusieurs mois en prison, François Ier est contraint de signer l'humiliant traité de Madrid, par lequel il abandonne le duché de Bourgogne et le Charolais à l'Empire, renonce à ses ambitions italiennes, et rend ses possessions et ses honneurs à l'ancien connétable de France Charles III de Bourbon. Cette situation amène le souverain français à trouver en la personne de Soliman le Magnifique un allié face au puissant empereur Habsbourg.

## Alliance deFrançoisIeret Soliman

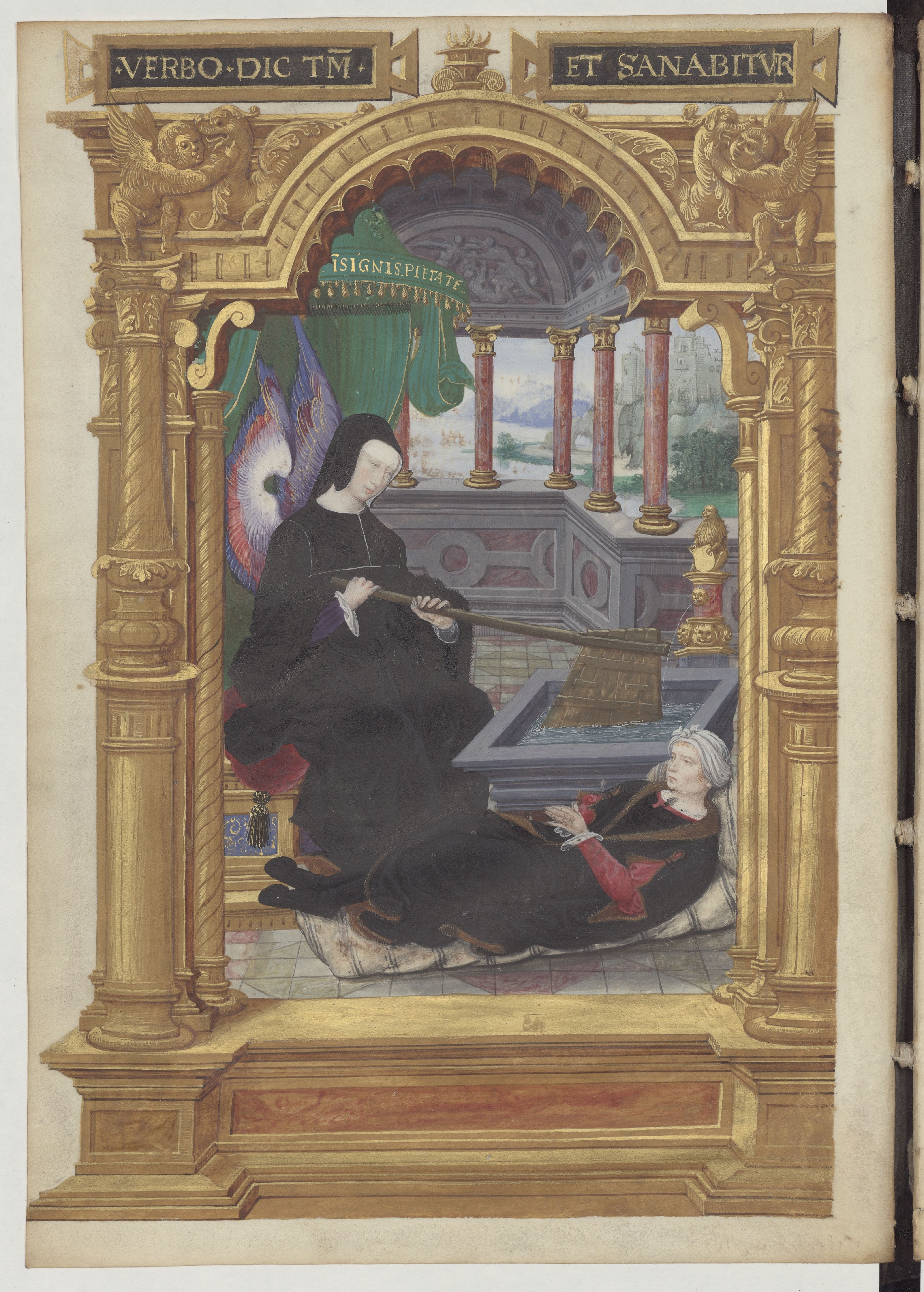
Louise de Savoie, la mère de François Ier, prenant symboliquement le gouvernail en 1525, et demandant l'aide de Soliman le Magnifique, montré allongé à ses pieds, enturbanné.

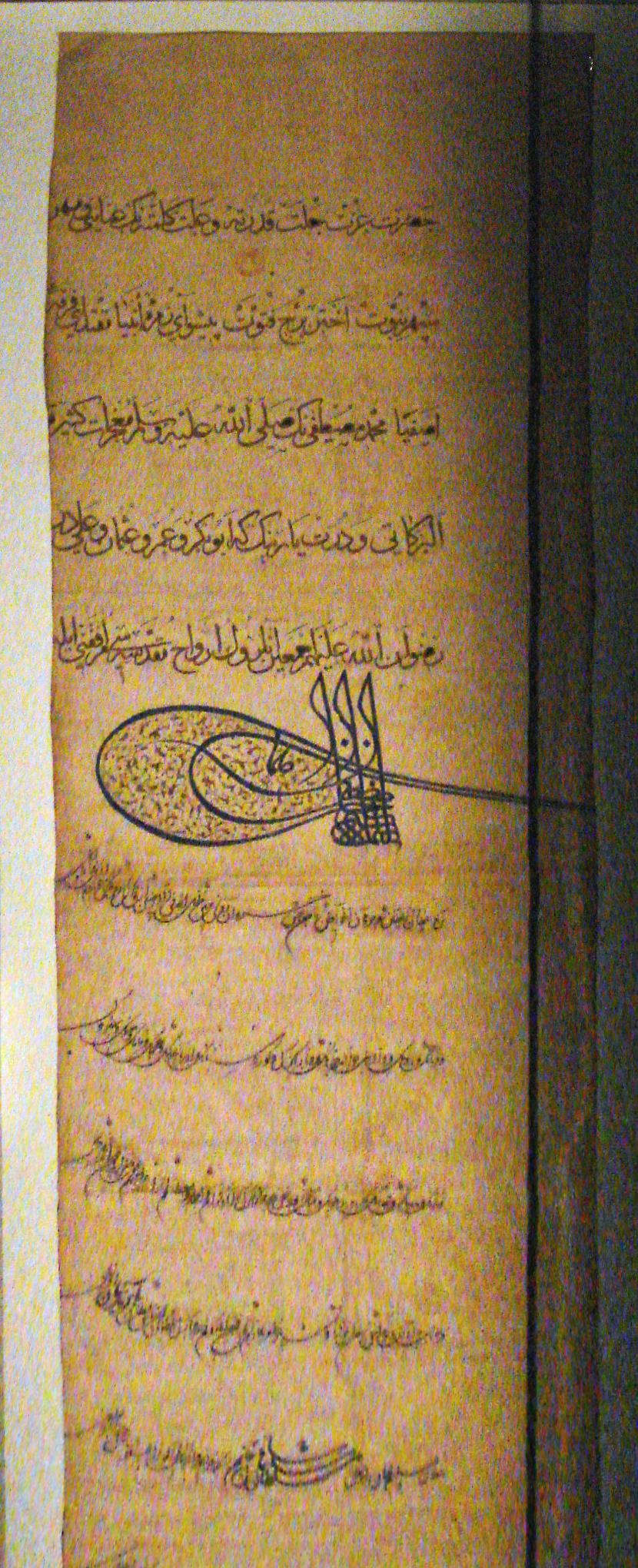
Première lettre de Soliman à François Ier en février 1526.

L'alliance est une occasion pour les deux souverains de lutter contre les puissants Habsbourg. L'objectif pour François Ier est clairement de trouver un allié dans son combat contre les velléités de domination de la Maison de Habsbourg, bien que cette politique d'alliance soit contraire à celle menée par ses prédécesseurs. François Ier utilise le prétexte de la protection des chrétiens des terres ottomanes pour conclure une alliance avec une puissance musulmane, au travers d'accords intitulés « Capitulations de l'Empire ottoman ».
François Ier est prisonnier à Madrid lorsque les premiers efforts visant à établir une alliance sont engagés. Une première mission française auprès de Soliman semble avoir été envoyée immédiatement après la bataille de Pavie par la mère de François Ier, Louise de Savoie, mais la mission se perd sur le chemin de la Bosnie. En décembre 1525, une deuxième mission est envoyée, sous la direction de Jean Frangipani, et parvient à atteindre Constantinople, la capitale ottomane, avec des lettres secrètes demandant la libération du roi François Ier et l'attaque des Habsbourg. Frangipani revient avec une réponse de Soliman le 6 février 1526 :

« [...] Lui [Dieu] est élevé, le riche, le généreux, le secourable
Moi qui suis, par la grâce de celui dont la puissance est glorifiée et dont la parole est exaltée, par les miracles sacrés de Mohammed (que sur lui soient la bénédiction de Dieu et le salut), soleil du ciel de la prophétie, étoile de la constellation de l'apostolat, chef de la troupe des prophètes, guide de la cohorte des élus, par la coopération des âmes saintes de ses quatre amis Aboubekr, Omar, Osman et Ali (que la satisfaction de Dieu très-haut soit sur eux tous), ainsi que tous les favoris de Dieu ; moi, dis-je, qui suis le sultan des sultans, le souverain des souverains, le distributeur des couronnes aux monarques de la surface du globe, l'ombre de Dieu sur la terre, le sultan et le padichah de la mer Blanche, de la mer Noire, de la Romélie, de l'Anatolie, de la Caramanie, du pays de Roum, de Zulcadrié, du Diarbekr, du Curdistan, de l'Azerbaïdjan, de la Perse, de Damas, d'Alep, du Caire, de la Mecque, de Médine, de Jérusalem, de toute l'Arabie, du Yémen et de plusieurs autres contrées que mes nobles aïeux et mes illustres ancêtres (que Dieu illumine leurs tombeaux) conquirent par la force de leurs armes, et que mon auguste majesté a également conquises avec mon glaive flamboyant et mon sabre victorieux, sultan Suleiman-Khan, fils de sultan Sélim-Khan, fils de sultan Bayezid-Khan.
Toi qui es François, roy du pays de France, vous avez envoyé une lettre à ma Porte, asile des souverains, par votre fidèle agent Frankipan [L'ambassadeur Frangipani], vous lui avez aussi recommandé quelques communications verbales ; vous avez fait savoir que l'ennemi s'est emparé de votre pays, et que vous êtes actuellement en prison, et vous avez demandé ici aide et secours pour votre délivrance. Tout ce que vous avez dit ayant été exposé au pied de mon trône, refuge du monde, ma science impériale l'a embrassé en détail, et j'en ai pris une connaissance complète.
Il n'est pas étonnant que des empereurs soient défaits et deviennent prisonniers. Prenez donc courage, et ne vous laissez pas abattre. Nos glorieux ancêtres et nos illustres aïeux (que Dieu illumine leur tombeau) n'ont jamais cessé de faire la guerre pour repousser l'ennemi et conquérir des pays. Nous aussi nous avons marché sur leurs traces. Nous avons conquis en tout temps des provinces et des citadelles fortes et d'un difficile accès. Nuit et jour notre cheval est sellé et notre sabre est ceint.
Que Dieu très-haut facilite le bien ! À quelque objet que s'attache sa volonté, qu'elle soit exécutée ! Du reste, en interrogeant votre susdit agent sur les affaires et les nouvelles, vous en serez informé. Sachez-le ainsi.
Écrit au commencement de la lune de rebiul-akhir 932 (15-24 février 1526), à la résidence de la capitale de l'empire, Constantinople le bien gardé. [...] »

— Soliman Ier, Réponse à François Ier de France, février 1526
La demande du roi de France rencontre les ambitions de Soliman en Europe, et l'incite à attaquer la Hongrie en 1526, ce qui aboutit à la bataille de Mohács. 
Pendant ce temps, Charles Quint manœuvre pour former une alliance avec la Perse, afin de prendre l’Empire ottoman à revers. Des émissaires sont envoyés au shah Tahmasp Ier en 1525, puis à nouveau en 1529, plaidant pour une attaque de l’Empire ottoman.

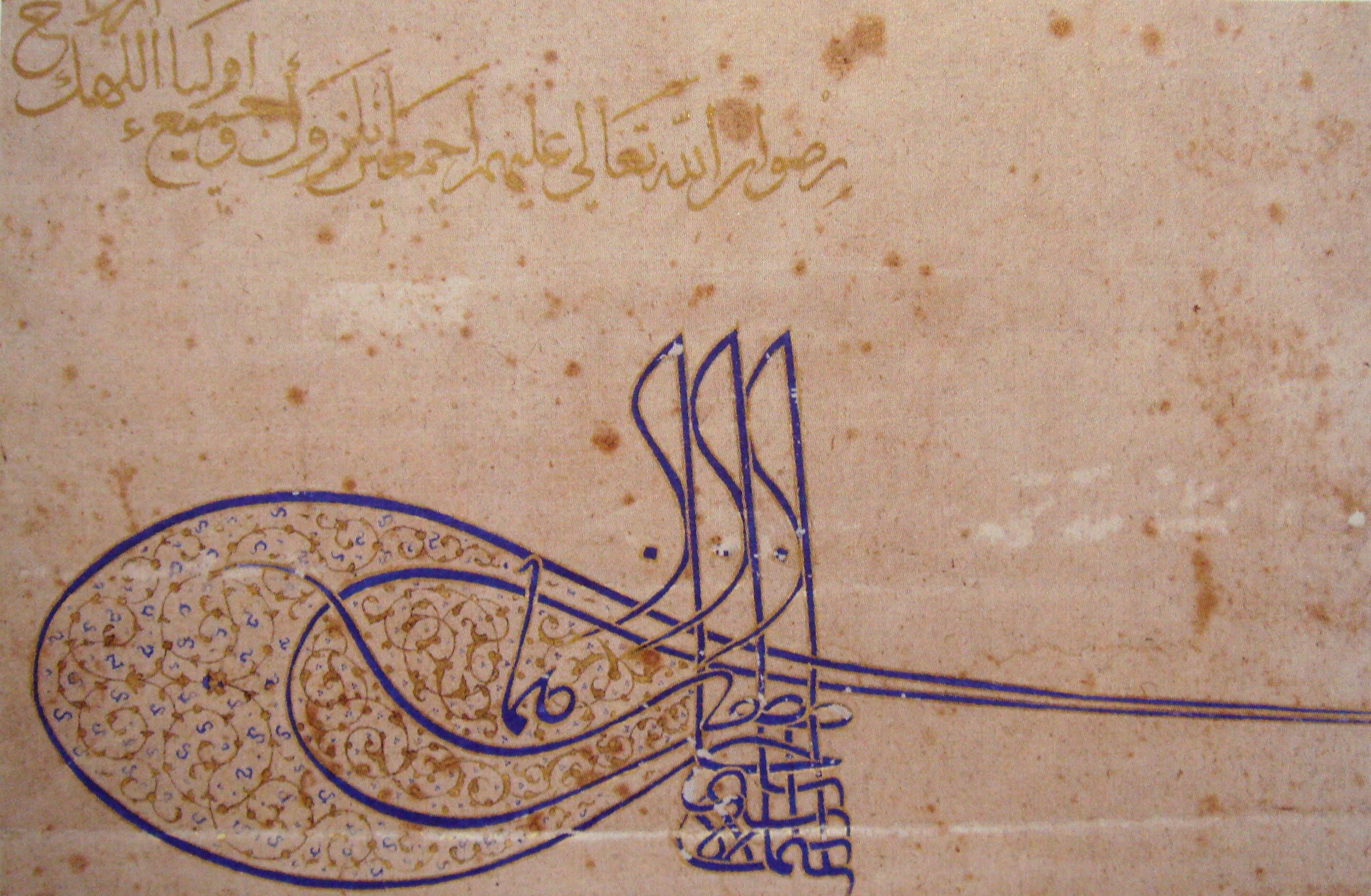
Lettre de Soliman le Magnifique à François Ier sur la protection des chrétiens dans ses États. Septembre 1528, Bibliothèque nationale (Supplément turc).

La septième guerre d'Italie (1526–1530) amène François Ier à continuer à chercher des alliés en Europe centrale. Il forme une alliance en 1528 avec le roi hongrois Jean Ier, devenu vassal de l'Empire ottoman la même année.
En 1528 également, François Ier utilise le prétexte de la protection des chrétiens dans l’Empire ottoman pour renouer contact avec Soliman, lui demandant de refaire d'une mosquée une église chrétienne. Dans sa lettre à François Ier de 1528, Soliman refuse poliment, mais garantit la protection des chrétiens dans ses États. Il renouvelle aussi les privilèges des marchands français obtenus en 1517 en Égypte[réf. nécessaire].
François Ier perd ses guerres européennes et la France doit signer la paix des Dames en août 1529. Il est même contraint de fournir des galères à Charles Quint dans sa lutte contre les Ottomans. Cependant, les Ottomans continuent leurs combats en Europe centrale, et, par deux fois, assiègent Vienne, la capitale des Habsbourg, en 1529 et en 1532[réf. nécessaire].

### Échange d'ambassades

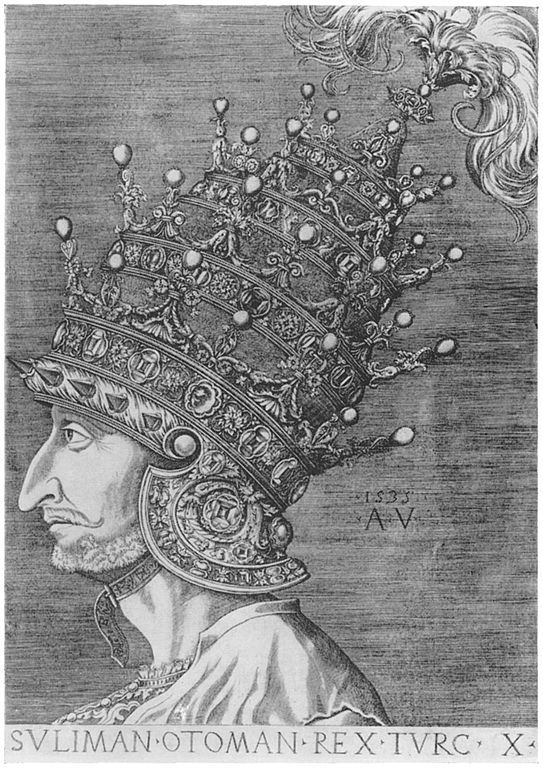
En 1532, l'ambassadeur français Antoine de Rincon offre à Soliman cette riche tiare, faite à Venise pour 115000 ducats.

Début juillet 1532, Soliman est rejoint par l'ambassadeur français Antoine de Rincon à Belgrade. Antoine de Rincon offre à Soliman une riche tiare à quatre niveaux faite à Venise pour 115 000 ducats. Rincon décrit également le camp ottoman :

« Un ordre étonnant, pas de violence. Des marchands, et même des femmes, vont et viennent en toute sécurité, comme dans une ville européenne. La vie est aussi sûre, aussi agréable et facile qu'à Venise. La justice est dite avec tant de justesse qu'on est tenté de croire que les Turcs sont désormais devenus chrétiens, et que les chrétiens sont désormais devenus Turcs. »

— Antonion Rincon, 1532
François Ier explique à l'ambassadeur vénitien Giorgio Gritti en mars 1531 sa stratégie envers les Turcs :

« Je ne peux nier que je veux voir le Turc tout-puissant et prêt à la guerre, non pour lui-même — car il est un infidèle et nous sommes tous chrétiens — mais pour affaiblir le pouvoir de l'empereur, pour le contraindre à faire d'importantes dépenses, et pour rassurer tous les autres gouvernements qui sont opposés à un si formidable ennemi. »

— François Ier à l'ambassadeur de Venise

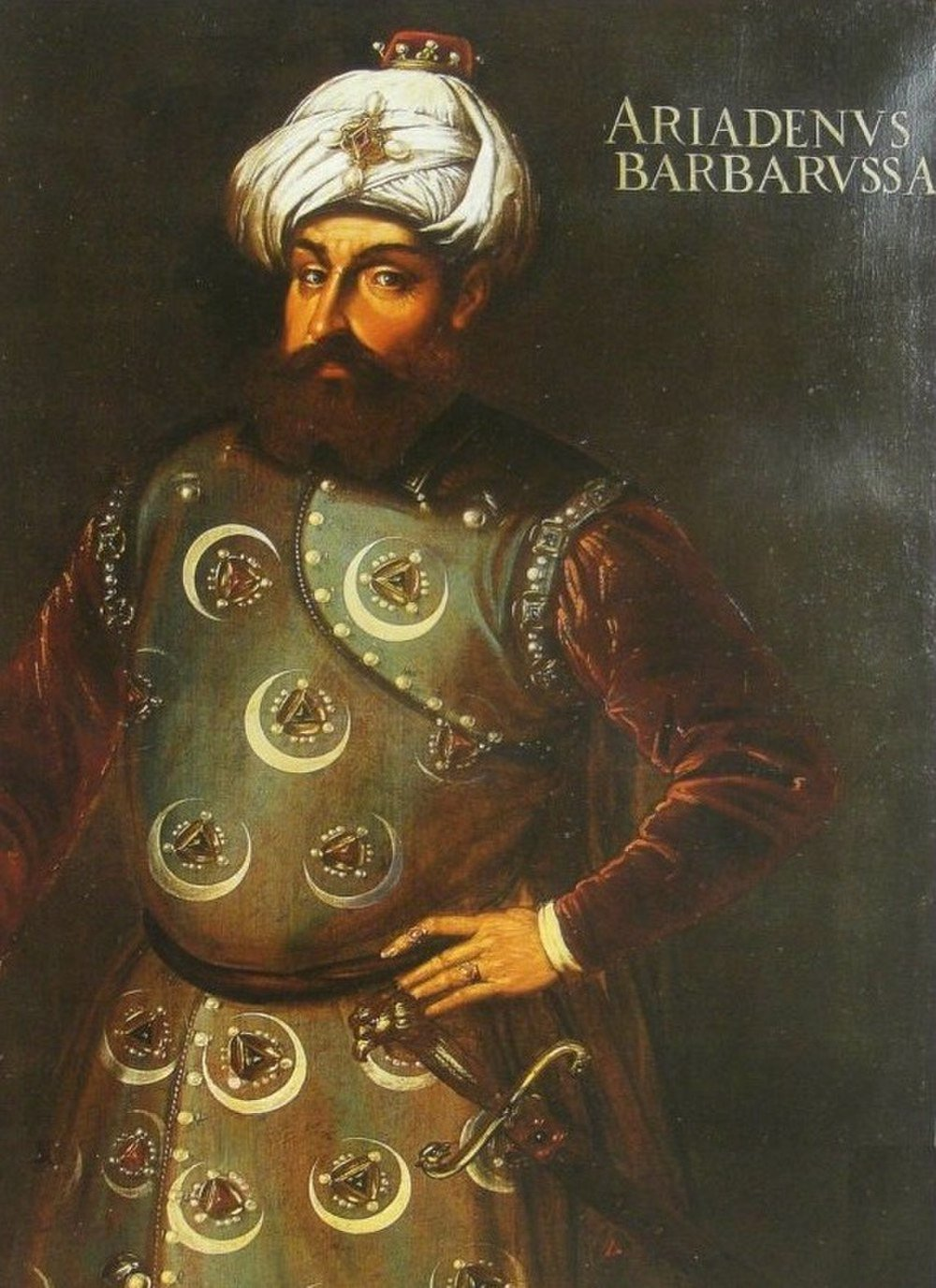
L'amiral ottoman Barberousse a combattu dans le cadre de l'alliance avec la France.

Des ambassades ottomanes sont envoyées en France, l'une en 1533, menée par Khayr ad-Din Barberousse, et l'autre en 1534, menée par des représentants de Soliman.

#### Opérations conjointes (1534-1535)
Soliman ordonne à Barberousse de mettre sa flotte à la disposition de François Ier pour attaquer Gênes et les Milanais. En juillet 1533, le souverain français reçoit des représentants ottomans au Puy, et envoie en retour Antoine de Rincon à Barberousse à Alger, puis en Asie Mineure. Soliman explique qu'il « ne peut en aucun cas abandonner le roi de France, qui est son frère ». L'alliance franco-ottomane est alors effectivement en place.
En 1534, une flotte turque s'oppose à l'empire des Habsbourg à la demande de François Ier, attaquant la côte italienne avant de rencontrer des représentants du roi français dans le sud de la France. La flotte prend ensuite Tunis le 16 août 1534 et mène de nouveaux raids contre la côte italienne avec le soutien de François Ier. Néanmoins, une contre-attaque de Charles Quint les force à abandonner Tunis à la suite de la bataille de Tunis en 1535.

#### Ambassade permanente de Jean de La Forest (1535-1537)

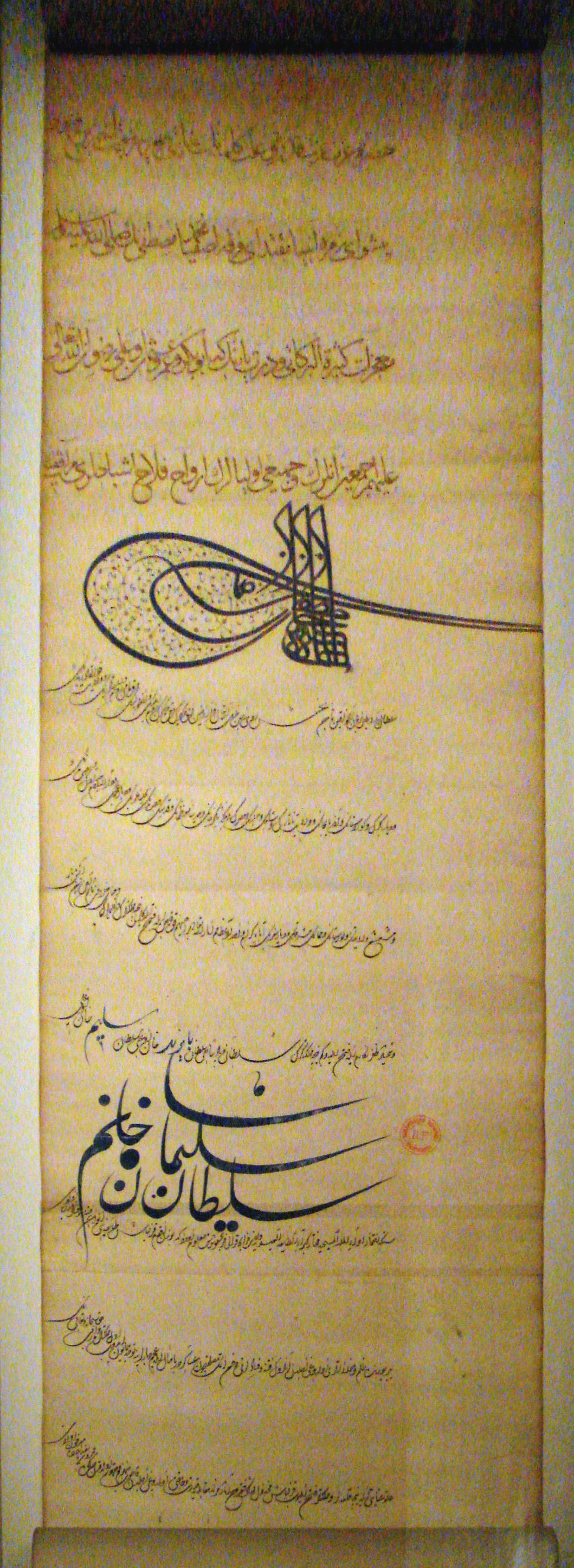
Lettre de Soliman à François Ier en 1536, qui informe François Ier de la réussite de la campagne d'Irak, et reconnaît l'ambassade française permanente de Jean de La Forest (Forêt) à la cour ottomane.

##### Accords commerciaux et religieux

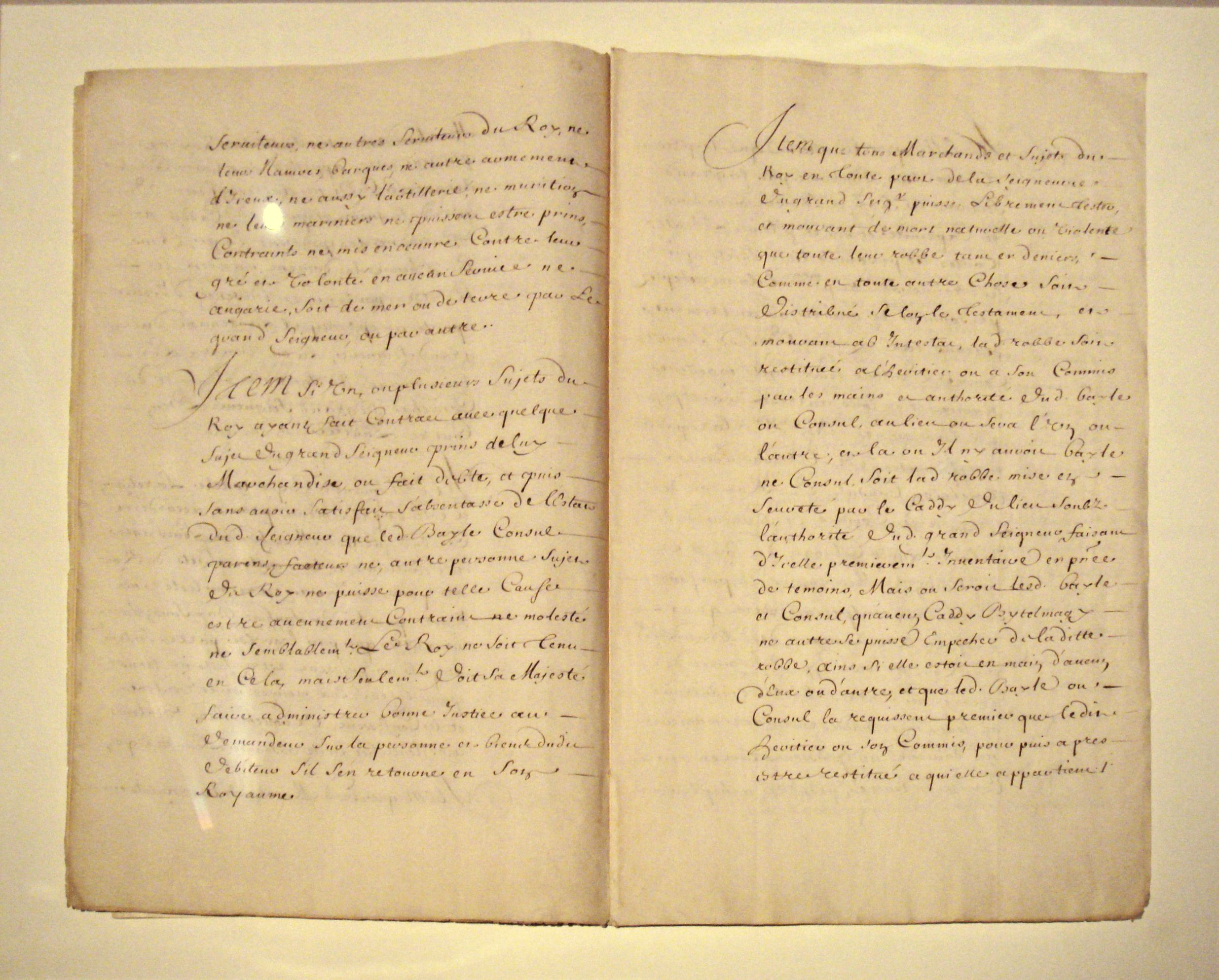
Ébauche du traité de 1536 négocié entre Jean de La Forest et Ibrahim Pasha, quelques jours avant son assassinat, qui étend à tout l'Empire ottoman les privilèges obtenus des Mamelouks en Égypte avant 1518.

Des traités, ou capitulations, sont passés entre les deux pays à partir de 1528 et 1536. La large défaite à la bataille de Tunis face à Andrea Doria encourage l’Empire ottoman à s'engager dans une alliance formelle avec la France. L'ambassadeur Jean de La Forest (Forêt) est envoyé à Constantinople, et devient le premier ambassadeur permanent à la cour ottomane, chargé de négocier des traités.
Jean de La Forest négocie des capitulations le 18 février 1536, sur le modèle des accords commerciaux précédemment signés par les Ottomans avec Venise et Gênes, bien qu'elles n'aient vraisemblablement été ratifiées par les Ottomans que plus tard, en 1569, sous l'ambassadeur Claude du Bourg. Ces capitulations permettent aux Français d'obtenir d'importants privilèges, tels que la sécurité des biens et des personnes, l'extraterritorialité ou la liberté de transporter et de vendre des biens à condition de payer le selamlik et les taxes douanières. Ces capitulations donnent en réalité aux Français un quasi-monopole sur le commerce en Orient. Les vaisseaux étrangers ne pouvaient commercer avec la Turquie que sous bannière française, après s'être acquittés du paiement d'un certain pourcentage de leur cargaison[réf. nécessaire].
Une ambassade française et une chapelle chrétienne sont établies dans le quartier de Galata à Constantinople, et des privilèges commerciaux sont également consentis aux marchands français au sein de l’Empire turc. Par les capitulations de 1535, les Français se voient accorder le privilège de commercer librement dans tous les ports ottomans. Une alliance formelle est signée en 1536. Les Français peuvent pratiquer leur religion dans l’Empire ottoman, et les catholiques français se voient confier la garde des lieux saints. Les capitulations sont encore renouvelées en 1604, et durent jusqu'à l'établissement de la République de Turquie en 1923.

##### Accords militaires et financiers
Jean de la Forest a aussi des instructions militaires secrètes visant à organiser une offensive conjointe contre l'Italie en 1535 : les négociations de La Forêt avec le vizir Ibrahim Pasha aboutissent à la planification d'opérations militaires conjointes contre l'Italie, au cours desquelles la France doit attaquer la Lombardie, tandis que l’Empire ottoman doit mener son offensive depuis Naples,. L’Empire ottoman fournit aussi un soutien financier considérable à François Ier. En 1533, Soliman envoie à François Ier 100 000 pièces d'or, afin qu'il puisse former une coalition avec l'Angleterre et des États allemands contre Charles Quint. En 1535, François Ier demande un million de ducats supplémentaire. Les instructions militaires confiées à Jean de la Forest sont très précises :

« Jean de la Forest, que le Roi envoie rencontrer le Grand Signor [Soliman le Magnifique], ira d'abord de Marseille à Tunis, aux Barbaresques, pour rencontrer le sieur Haradin, roi d'Alger, qui le dirigera vers le Grand Signor. À cette fin, l'été prochain, il [le roi de France] enverra les forces militaires qu'il prépare pour recouvrer ce qui est injustement occupé par le duc de Savoie, et depuis là, attaquera les Génois. Ce roi François Ier prie instamment le sieur Haradin, qui a une puissante force navale ainsi qu'un emplacement propice [la Tunisie], d'attaquer l'île de Corse et les autres terres, lieux, villes, navires et sujets de Gênes, et de ne pas cesser avant qu'ils aient accepté et reconnu le roi de France. Le roi, outre la force terrestre ci-dessus, aidera également avec sa force navale, qui sera faite d'au moins 50 vaisseaux, dont 30 galères, et le reste de galéasses et autres vaisseaux, accompagnés d'une des plus grandes et des plus belles caraques qui ait jamais été sur la mer. Cette flotte accompagnera et escortera l'armée du sieur Haradin, qui sera aussi rafraîchi et fourni en nourriture et munitions par le roi qui, par ces actions, pourra atteindre ses buts, ce pour quoi il sera hautement reconnaissant au sieur Haradin.[…]

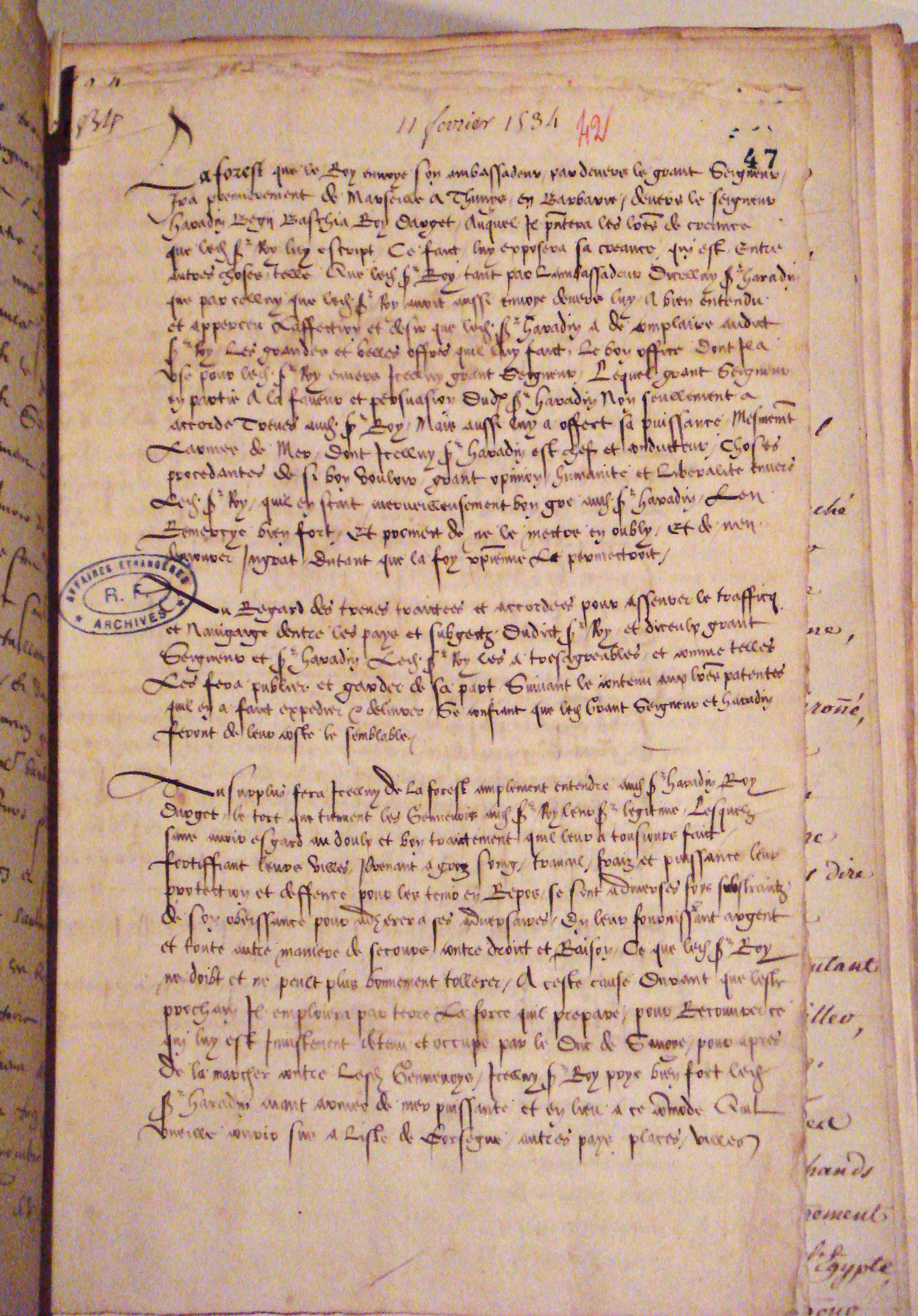
Instructions militaires faites à Jean de La Forest, par le chancelier Antoine Duprat (copie), 11 février 1535.

Au Grand Signor, Monsieur de La Forest doit demander un million en or, et que son armée entre d'abord en Sicile et en Sardaigne, et y établisse un roi que La Forest nommera, une personne qui a du crédit et connaît bien ces îles qu'il prendra en sa dévotion, et sous l'égide et avec le soutien du roi [de France]. En outre, il reconnaîtra cette bénédiction, et enverra tribut et pension au Grand Signor pour le récompenser du soutien financier qu'il aura apporté au roi, ainsi que du support de sa marine, qui sera pleinement soutenue par le roi [de France]. »

— Instructions militaires de François Ier à Jean de La Forest, 1535
Finalement, Soliman intervient diplomatiquement en faveur de François Ier sur la scène européenne. Il est certain qu'il a envoyé au moins une lettre aux princes protestants d'Allemagne pour les encourager à s'allier à François Ier contre Charles Quint.

### Huitième guerre d'Italie (1536–1538)
À la suite du traité de 1536 négocié par Jean de La Forêt, la huitième guerre d'Italie est marquée par une coopération militaire franco-ottomane.

#### Campagne de 1536

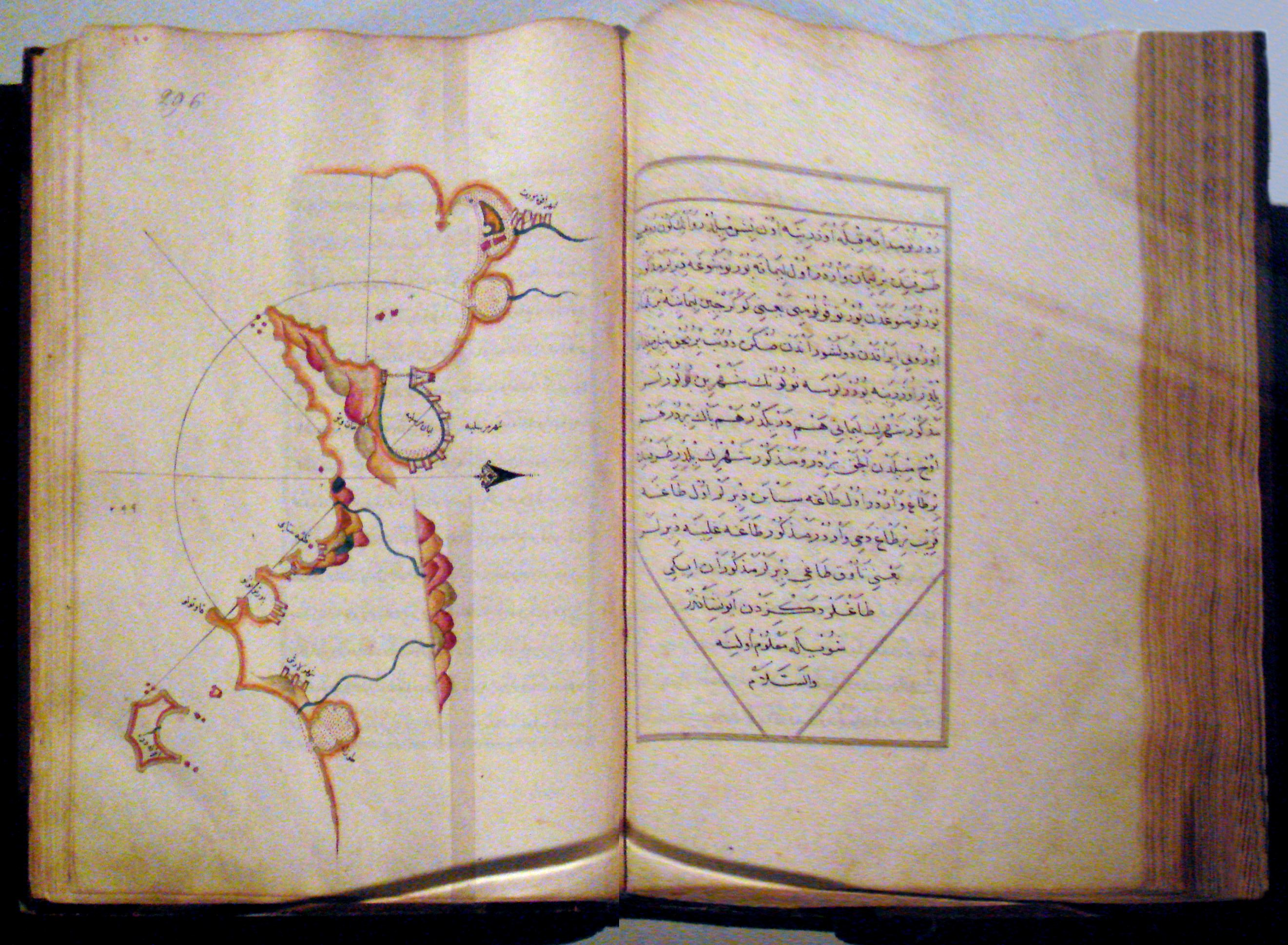
Le port de Marseille par l'amiral ottoman Piri Reis en 1526.

François Ier entame la guerre en envahissant la Savoie en 1536. Une flotte franco-turque est stationnée à Marseille dès la fin de 1536, menaçant Gênes. Pendant que François Ier attaque Milan et Gênes en avril 1536, Barberousse mène des offensives contre les possessions de Habsbourg en Méditerranée.
En 1536, l'amiral français Bertrand d'Ornézan unit ses douze galères françaises à une petite flotte ottomane appartenant à Barberousse à Alger, faite d'une galère ottomane et de 6 galiotes, et attaque l'île d'Ibiza, dans les Baléares. Après avoir échoué dans la prise de la tour de Salé, la flotte attaque la côte espagnole entre Tortosa et Collioure, puis prend ses quartiers d'hiver à Marseille avec 30 galères à partir du 15 octobre 1536. C'est la première fois qu'une flotte turque séjourne pour l'hiver à Marseille[réf. nécessaire].

#### Campagne conjointe de 1537

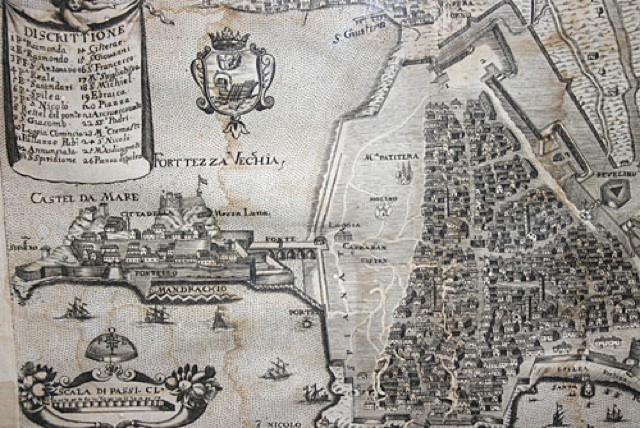
Les flottes française et ottomane se rejoignent au siège de Corfou début septembre 1537.

Il est convenu d'importantes opérations conjointes pour 1537, au cours desquelles les Ottomans doivent attaquer l'Italie du sud et Naples sous la direction de Barberousse, et François Ier doit attaquer l'Italie du Nord avec 50 000 hommes. Soliman mène une armée de 300 000 hommes de Constantinople en Albanie, avec l'objectif de les emmener jusqu'en Italie avec la flotte. La flotte ottomane se retrouve à Avlona avec 100 galères, accompagnée par l'ambassadeur français Jean de La Forêt. Ils abordent à Castro à la fin de juillet 1537, qu'ils quittent deux semaines plus tard avec de nombreux prisonniers. Barberousse laisse la région d'Otrante dévastée, emmenant près de 10 000 personnes en esclavage. François, en revanche, ne remplit pas son engagement, et s'attaque à la Hollande à la place.

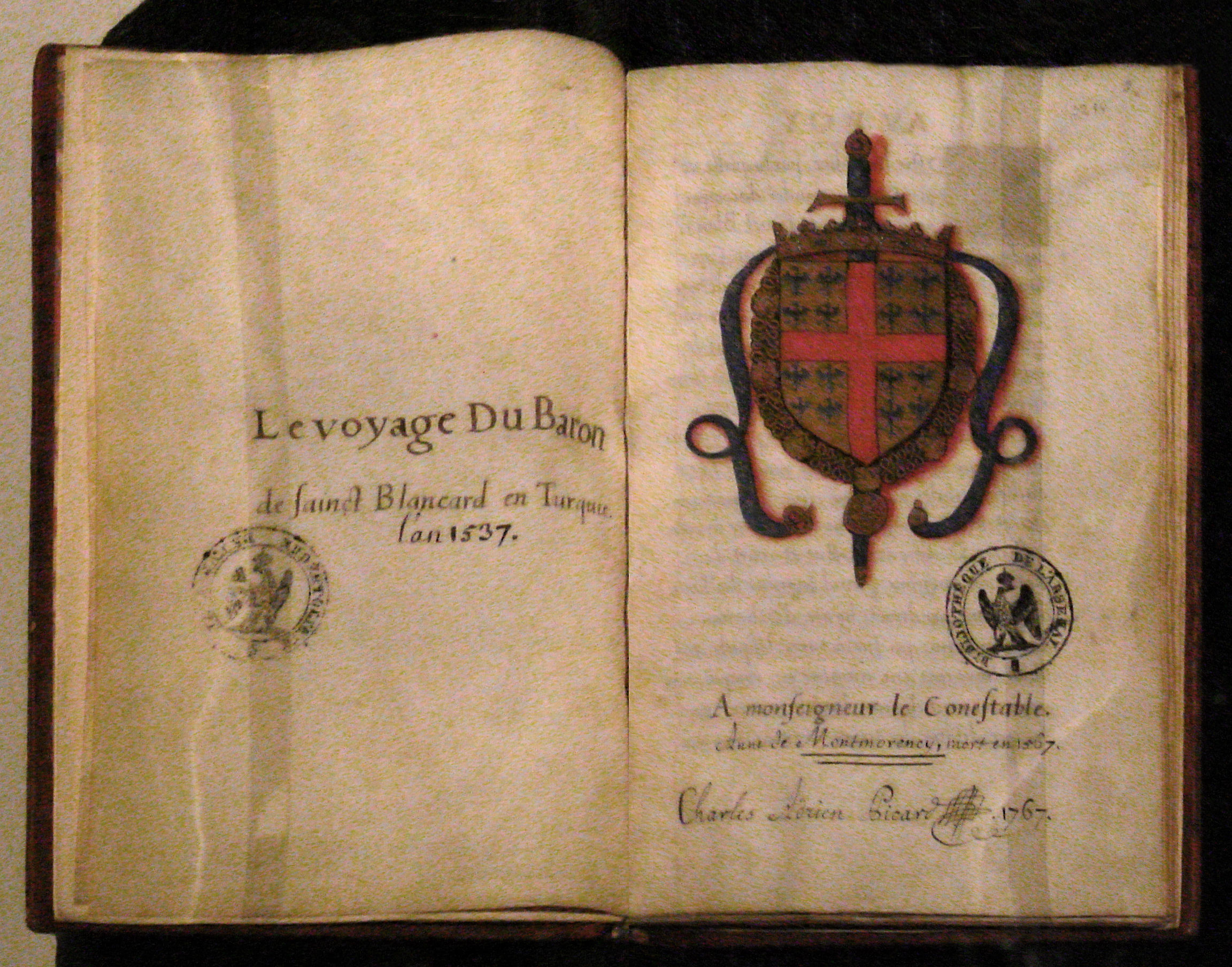
Le Voyage du Baron de Saint Blancard en Turquie, par Jean de la Vega, après 1538.

Les Ottomans quittent alors l'Italie du Sud, et assiègent Corfou en août 1537, où ils sont rejoints par l'amiral français Bertrand d'Ornézan, baron de Saint-Blancard, avec 12 galères au début de septembre 1537. Saint-Blancard cherche en vain à convaicre les Ottomans de mener une nouvelle offensive contre les côtes des Pouilles, la Sicile et la Marche d'Ancône, et Soliman retourne avec sa flotte à Constantinople mi-septembre, sans avoir pris Corfou. L'ambassadeur français, Jean de La Forêt, tombe gravement malade et meurt à cette époque. François Ier, de son côté, entre finalement en Italie et atteint Rivoli le 31 octobre 1537.
Pendant deux ans, jusqu'en 1538, Saint-Blancard accompagne la flotte de Barberousse. Il hiverne à Constantinople pendant l'hiver 1537-38 et rencontre Soliman. Pendant cette période, Barberousse finance Saint-Blancard. La campagne de Saint-Blancard avec les Ottomans est rapportée dans Le Voyage du Baron de Saint Blancard en Turquie de Jean de la Vega, qui accompagne Saint-Blancard dans sa mission. Bien que les Français accompagnent la plupart des campagnes de Barberousse, ils prennent rarement part aux exactions commises par les Turcs, et sont même souvent horrifiés par la violence de ceux-ci, massacrant et capturant des chrétiens.

#### Trêve de Nice entre la France et les Habsbourg (1538)

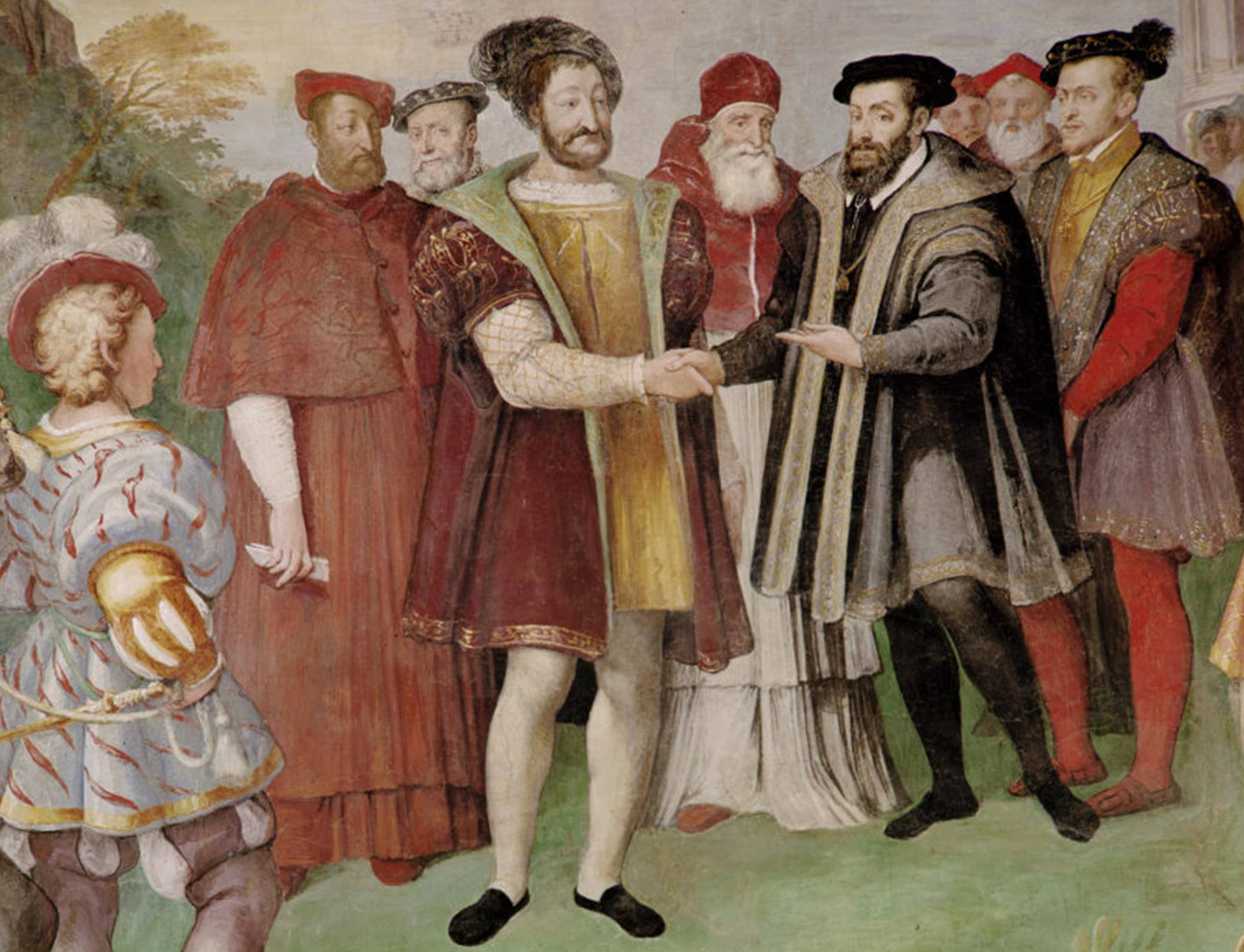
François Ier et Charles Quint mettent un terme aux hostilités lors de la Paix de Nice en 1538. En réalité, François Ier refuse de rencontrer Charles Quint en personne, et le traité est signé dans des pièces séparées.

Manquant de réussite sur le champ de bataille, pris en tenaille entre l'invasion française et les Ottomans, Charles Quint et François Ier s'accordent à signer la Paix de Nice le 18 juin 1538. La trêve voit Charles et François s'accorder pour s'allier contre les Ottomans, afin de les expulser de Hongrie. Charles Quint se concentre sur la lutte contre les Ottomans, mais ne peut lancer de forces importantes en Hongrie à cause du conflit qui l'oppose aux princes allemands de la Ligue de Smalkalde. Le 28 septembre 1538, Barberousse remporte l'importante Bataille de Préveza contre la flotte impériale. À la fin du conflit, Soliman exige de Charles Quint qu'il rende à François Ier les terres qui lui revenaient de droit.
Cependant, l'alliance franco-ottomane est un temps grippée par le changement d'alliance officiel de François Ier à Nice en 1538. Le conflit ouvert entre Charles Quint et François Ier reprend en 1542, et la collaboration franco-ottomane avec lui, lorsque l'ambassadeur français auprès de la cour ottomane, Antoine de Rincon, est assassiné le 4 juillet 1541 par les troupes impériales, alors qu'il traverse l'Italie près de Pavie[réf. nécessaire].

### Neuvième guerre d'Italie (1542-1546) et campagne de Hongrie de 1543

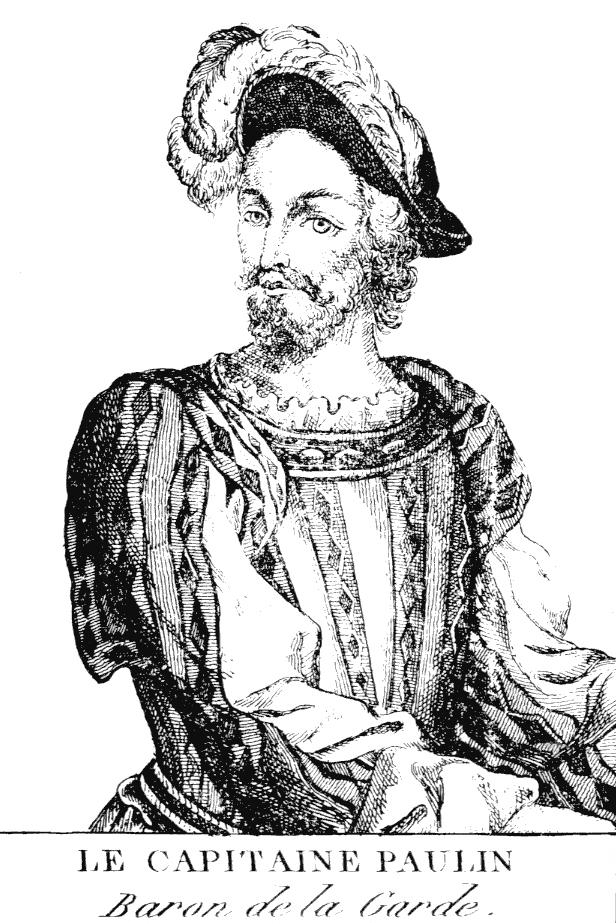
Antoine Escalin des Aimars.

Pendant la neuvième guerre d'Italie, François Ier et Soliman Ier sont de nouveau opposés au saint empereur romain Charles Quint et à Henri VIII. La guerre voit se dérouler d'importants combats en Italie, en France, et dans les Pays-Bas, ainsi que des tentatives d'invasion de l'Espagne et de l'Angleterre. Cependant, bien que le conflit soit extrêmement cher pour les principaux belligérants, il ne débouche sur aucun résultat décisif. En mer Méditerranée, une collaboration navale active a lieu entre les deux puissances pour combattre les forces espagnoles, à la suite d'une demande de François Ier transmise par Antoine Escalin des Aimars, connu également sous le nom de Capitaine Polin[réf. nécessaire].

#### Échec de la coordination lors de la campagne de 1542

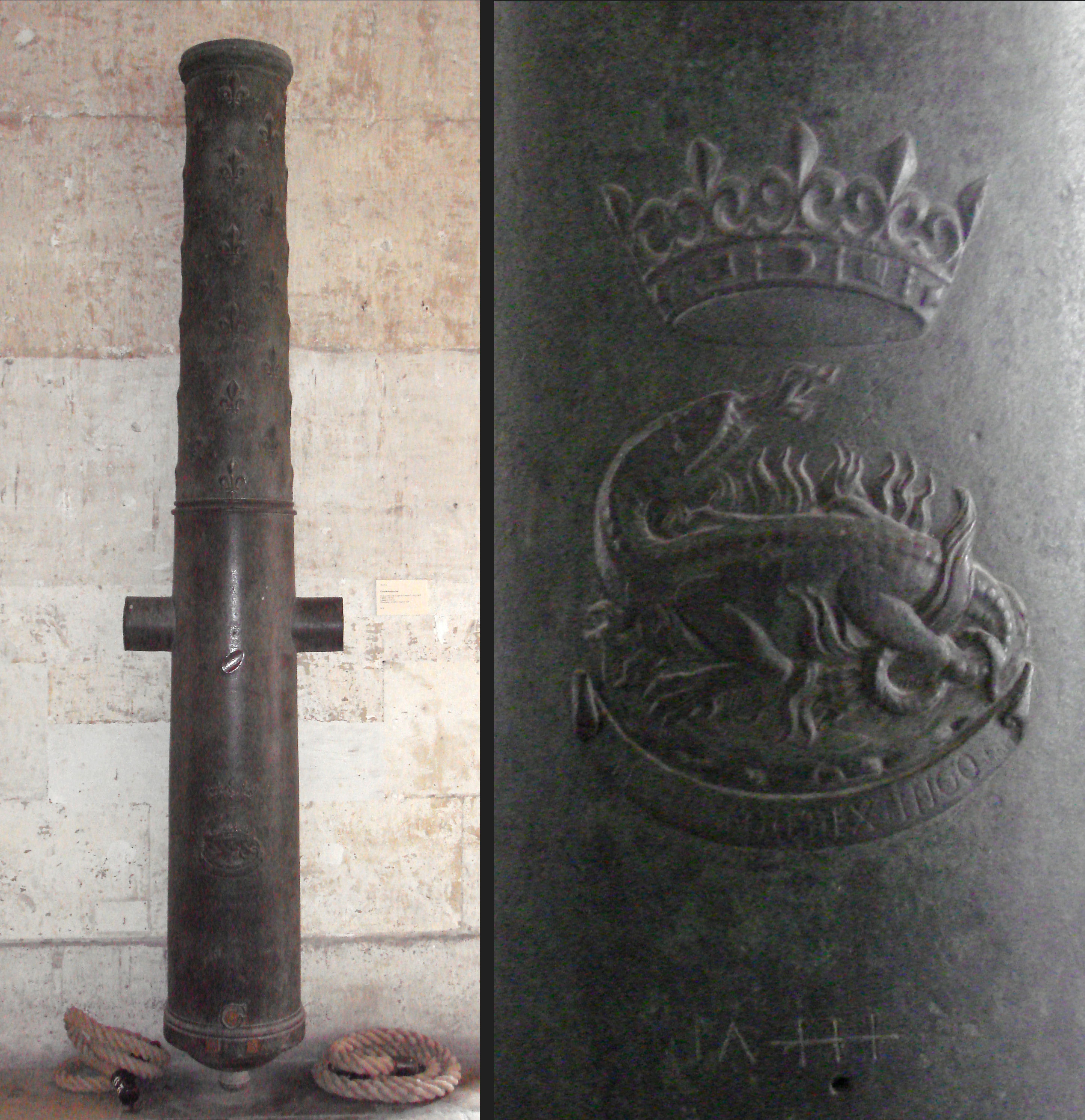
Grande couleuvrine de François Ier, de calibre 140 mm, et long de 307 cm, récupéré à l'occasion de la prise d'Alger. Musée de l'Armée, Paris.

Au début de 1542, Polin négocie avec succès les détails de l'alliance. L’Empire ottoman promet d'envoyer 60 000 hommes contre les territoires du roi d'Espagne Ferdinand, ainsi que 150 galères contre Charles Quint, tandis que la France promet d'attaquer les Flandres, de harceler les côtes d'Espagne avec ses forces maritimes, et d'envoyer 40 galères pour appuyer les Turcs dans des opérations dans le Levant.
Un port de relâche au nord de l'Adriatique est préparé pour Barberousse à Marano. Le port est pris pour la France par Pierre Strozzi le 2 janvier 1542.
Polin quitte Constantinople le 15 février 1542 avec un contrat signé de Soliman et soulignant les détails de l'engagement ottoman pour 1542. Il arrive à Blois le 8 mars 1542, où il obtient la ratification de l'accord par François Ier. En conséquence, François Ier désigne la ville de Perpignan comme objectif pour l'expédition ottomane, afin d'ouvrir une voie maritime vers Gênes. Polin, après avoir été retenu à Venise, parvient finalement à prendre une galère pour Constantinople le 9 mai 1542, mais y arrive trop tard pour que les Ottomans puissent lancer une campagne maritime.
Pendant ce temps, François Ier entame les hostilités avec Charles Quint le 20 juillet 1542, et tient sa part de l'accord en assiégeant Perpignan et en attaquant les Flandres. André de Montalembert est envoyé à Constantinople pour s'assurer de l'offensive ottomane, mais il s'avère que Soliman, en partie sous l'influence anti-alliance de Süleyman Pacha, n'est pas disposé à envoyer une armée cette année-là, mais promet d'envoyer une armée deux fois plus forte l'année suivante, en 1543.
Lorsque François Ier apprend d'André de Montalembert que les Ottomans ne viendront pas, il lève le siège de Perpignan.

#### Siège conjoint de Nice (1543)

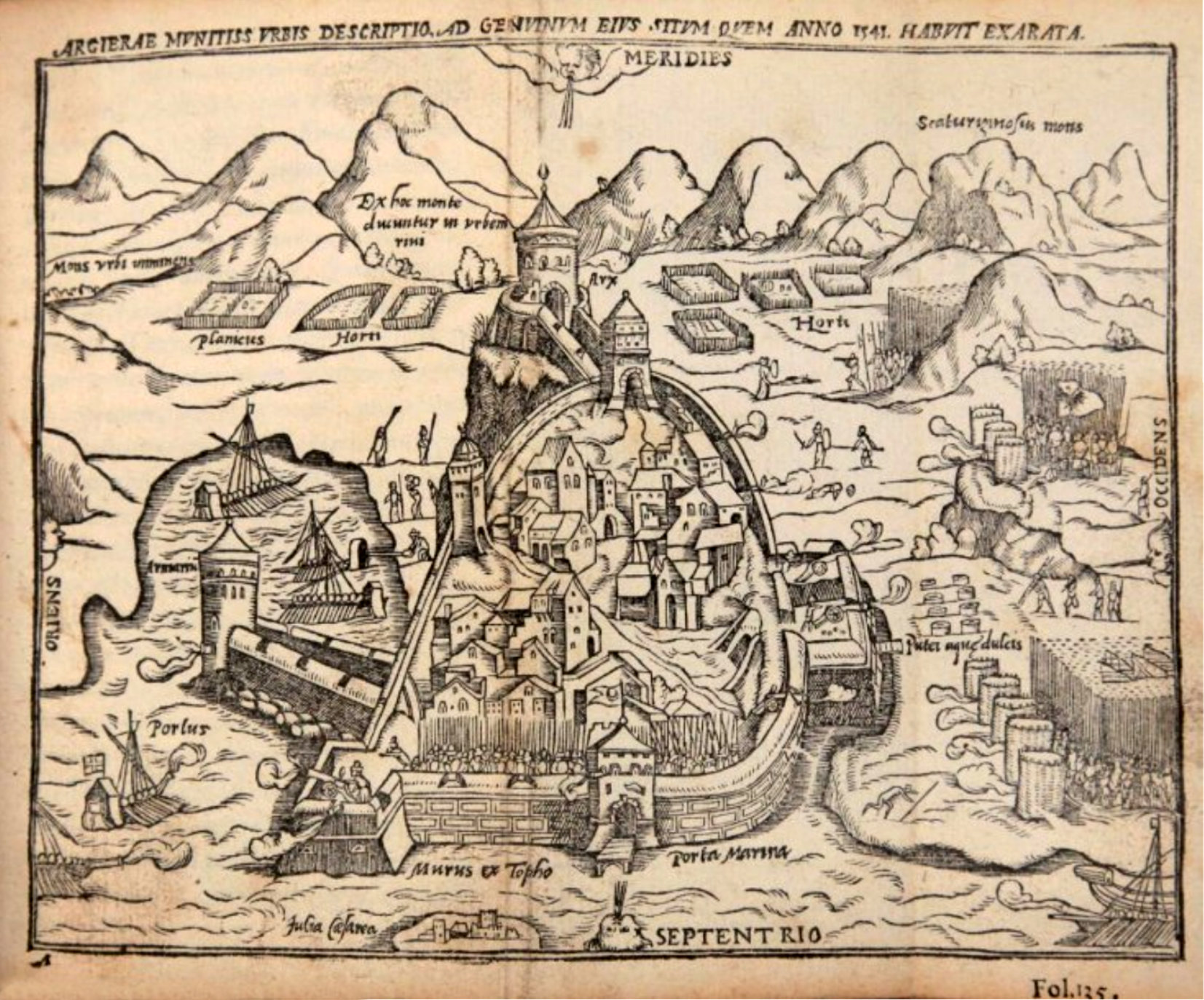
Le siège d'Alger par Charles Quint (1541)

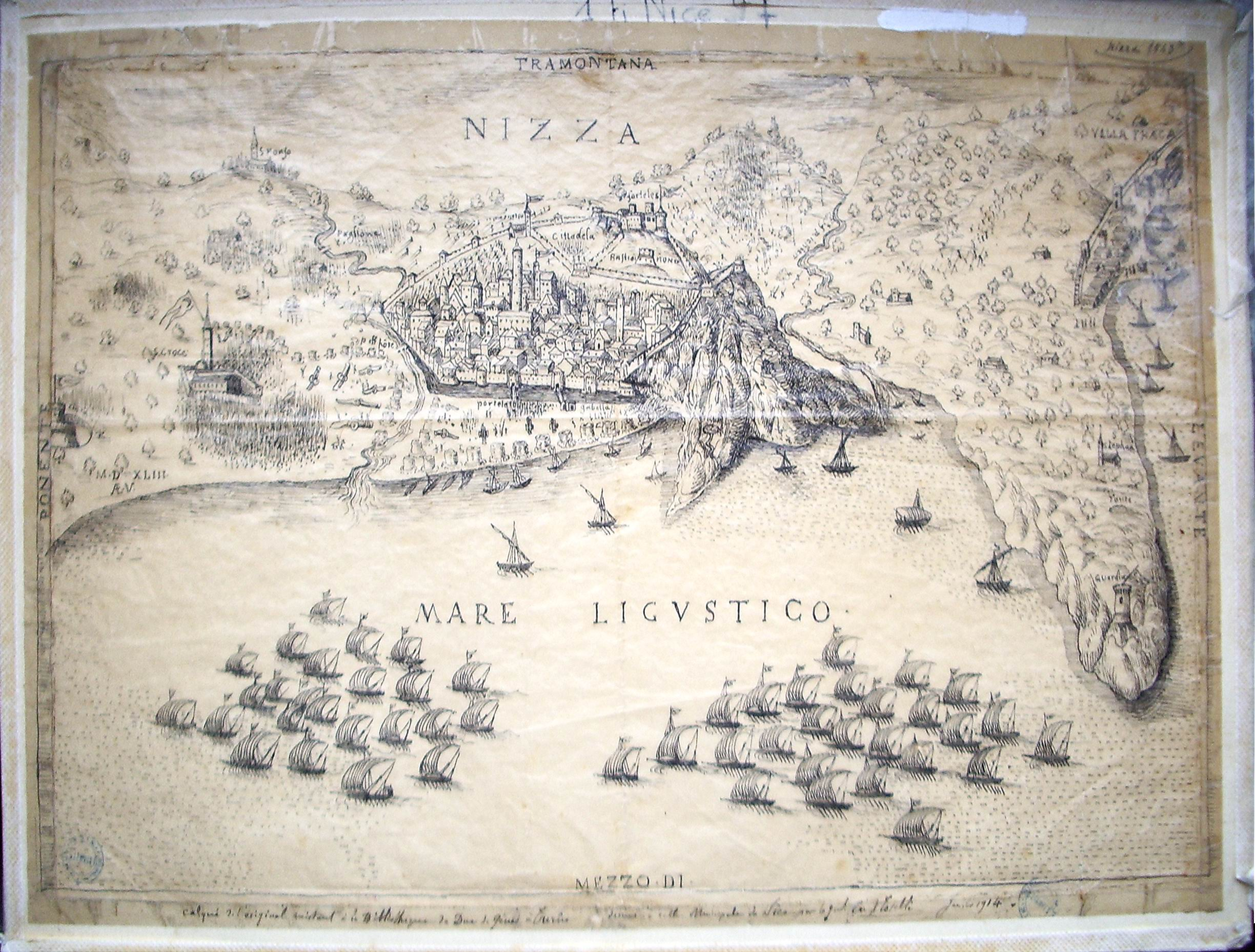
Au siège de Nice en 1543, une force conjointe franco-turque parvient à prendre la ville.

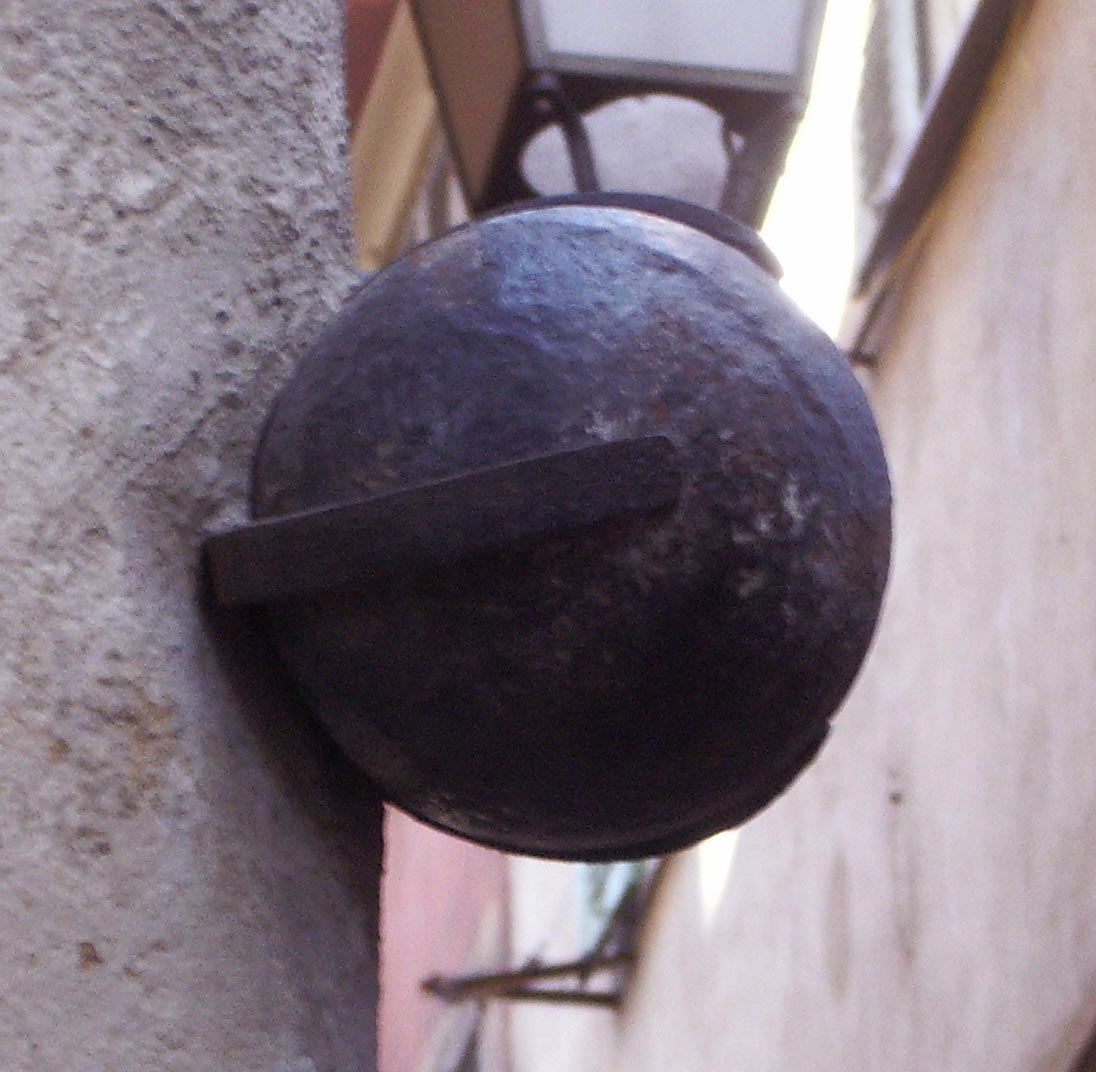
Un boulet tiré par la flotte franco-turque qui se trouve désormais dans une rue de Nice.

Les forces françaises, dirigées par François de Bourbon et les forces ottomanes, dirigées par Barberousse, se retrouvent à Marseille en août 1543, et s'entendent pour bombarder la ville de Nice. Cette offensive voit réunies 110 galères ottomanes, qui représentent 30 000 hommes et 50 galères françaises. Les franco-ottomans dévastent la ville de Nice, mais doivent faire face à une farouche résistance, au cours de laquelle s'illustre Catherine Ségurane. Après le siège de Nice, François Ier propose aux Ottomans de passer l'hiver à Toulon :

« Logez le Sieur Barberousse, envoyé au roi par le Grand Turc, avec son Armée Turque et ses grands seigneurs au nombre de 30 000 combattants pour l'hiver dans ses ville et port de Toulon… pour le logement de ladite armée, ainsi que pour le bien-être de toute sa côte, il ne sera pas possible pour les habitants de Toulon de rester et se mêler à la nation turque, à cause des difficultés qui pourraient se présenter. »

— Instruction de François Ier au Lieutenant de Provence

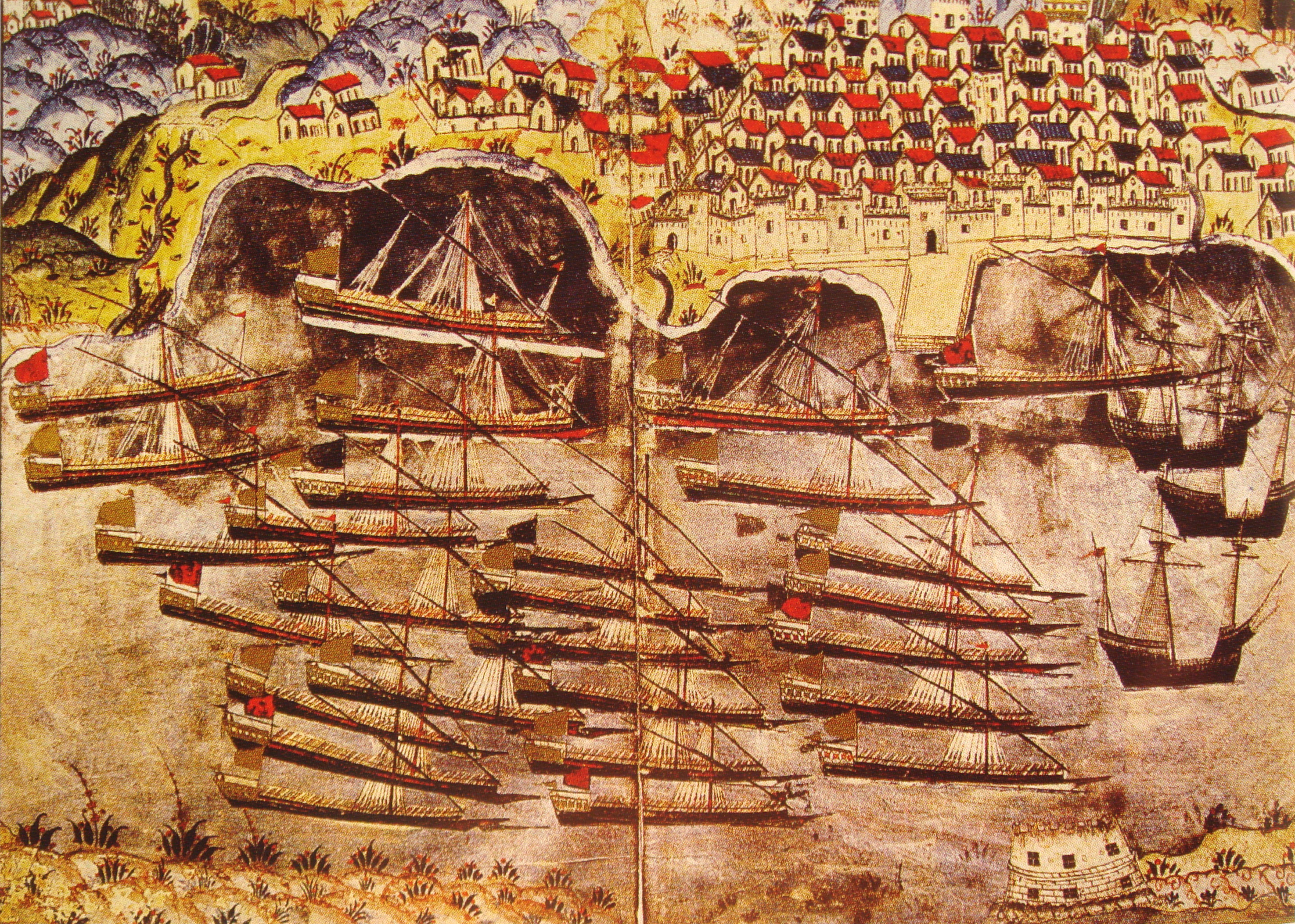
La flotte de Barberousse hiverne dans le port français de Toulon en 1543.

Au cours de l'hivernage de Barberousse, la cathédrale de Toulon est transformée en mosquée, l'appel à la prière a lieu cinq fois par jour, et les pièces ottomanes ont cours. Un observateur rapporte : « Pour imaginer Toulon, il faut s'imaginer à Constantinople. »
Tout au long de l'hiver, les Ottomans peuvent utiliser Toulon comme base arrière pour attaquer les côtes espagnoles et italiennes. Ils mènent des offensives contre San Remo, Borghetto Santo Spirito et Ceriale, et repoussent les attaques maritimes italo-espagnoles. Naviguant avec toute sa flotte jusqu'à Gênes, Barberousse y négocie avec Andrea Doria la libération de Dragut. Les Ottomans quittent leur base de Toulon en mai 1544, après que François Ier ait payé 800 000 écus à Barberousse.

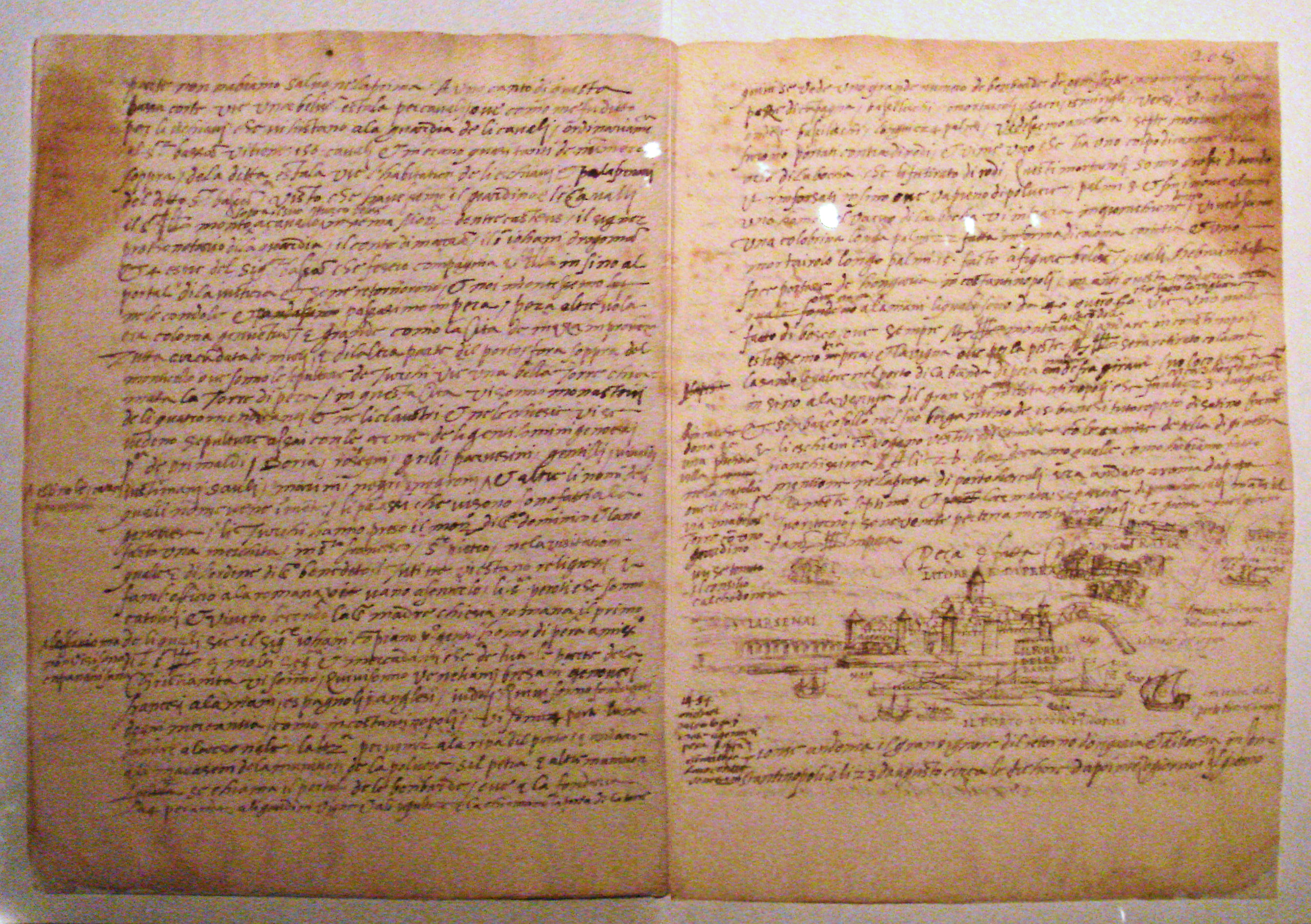
Itinéraire d'Antibes à Constantinople de Jérôme Maurand, prêtre d'Antibes, qui accompagnait Polin et la flotte ottomane en 1544, page comprenant un dessin de Constantinople (manuscrit conservé à la Bibliothèque Inguimbertine, Carpentras).

Une mission diplomatique auprès de Soliman faite de cinq galères françaises menées par le Capitaine Polin, dont la magnifique Réale, accompagne la flotte de Barberousse. La flotte française accompagne Barberousse au cours de ses attaques sur la côte occidentale de l'Italie, sur le chemin de Constantinople, tandis qu'il dévaste les villes de Porto Ercole, Giglio, Talamona et Lipari, et prend environ 6 000 prisonniers. Elle se sépare de la flotte de Barberousse en Sicile et poursuit seule sa route jusqu'à la capitale ottomane. Jérôme Maurand, un prêtre d'Antibes qui accompagne Polin et la flotte ottomane en 1544, rédige un rapport détaillé intitulé Itinéraire d'Antibes à Constantinople. Ils parviennent à Constantinople le 10 août 1544, y rencontrent Soliman, et lui rendent compte de la campagne. Polin est de retour à Toulon le 2 octobre 1544.

#### Campagne conjointe en Hongrie (1543)

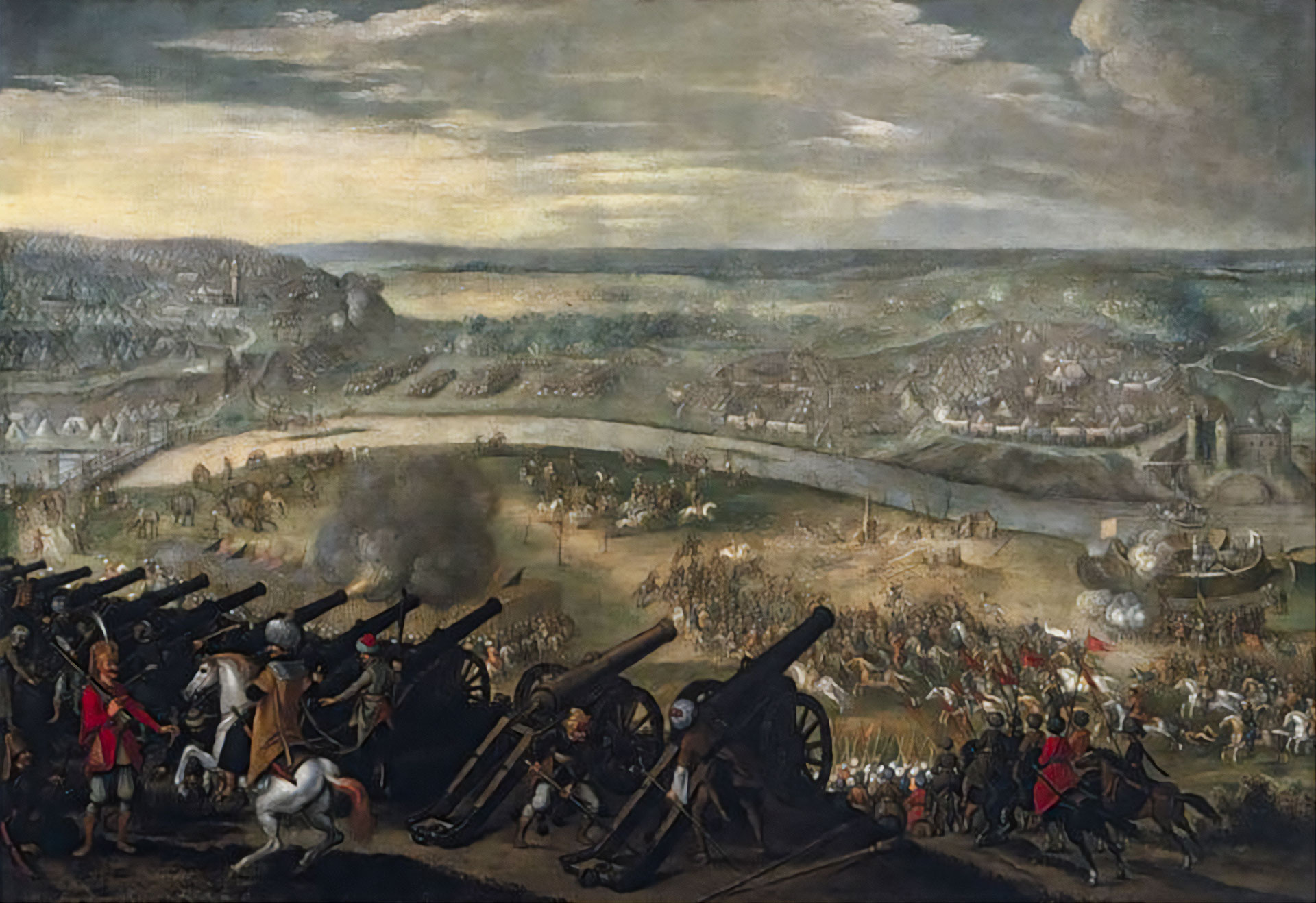
Des troupes d'artillerie françaises sont fournies à Soliman pour sa campagne hongroise. Ici, le siège d'Esztergom (1543)

Sur terre, Soliman se lance simultanément à la conquête de la Hongrie en 1543, dans le cadre de la Petite Guerre de Hongrie. Des troupes françaises sont fournies aux Ottomans sur le front d'Europe Centrale : en Hongrie, une unité d'artillerie française est déployée en 1543-1544 et rattachée à l'armée ottomane,,. Après plusieurs sièges importants, notamment le siège d'Esztergom en 1543, Soliman prend la direction des opérations en Hongrie, et obtient la signature du traité d'Édirne (1547) avec les Habsbourg.

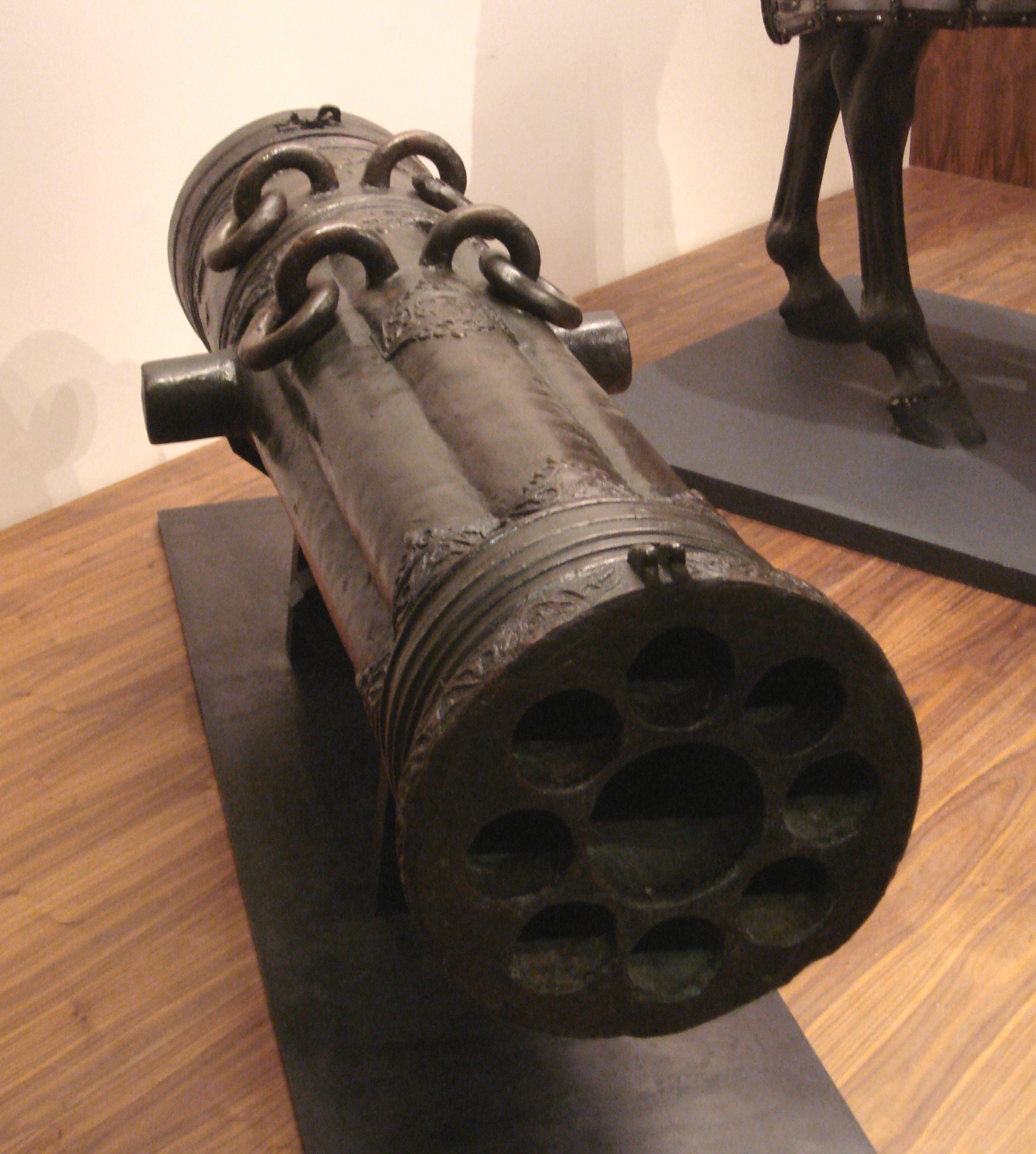
Batterie de l'armée ottomane à 9 fûts, début du XVIe siècle.

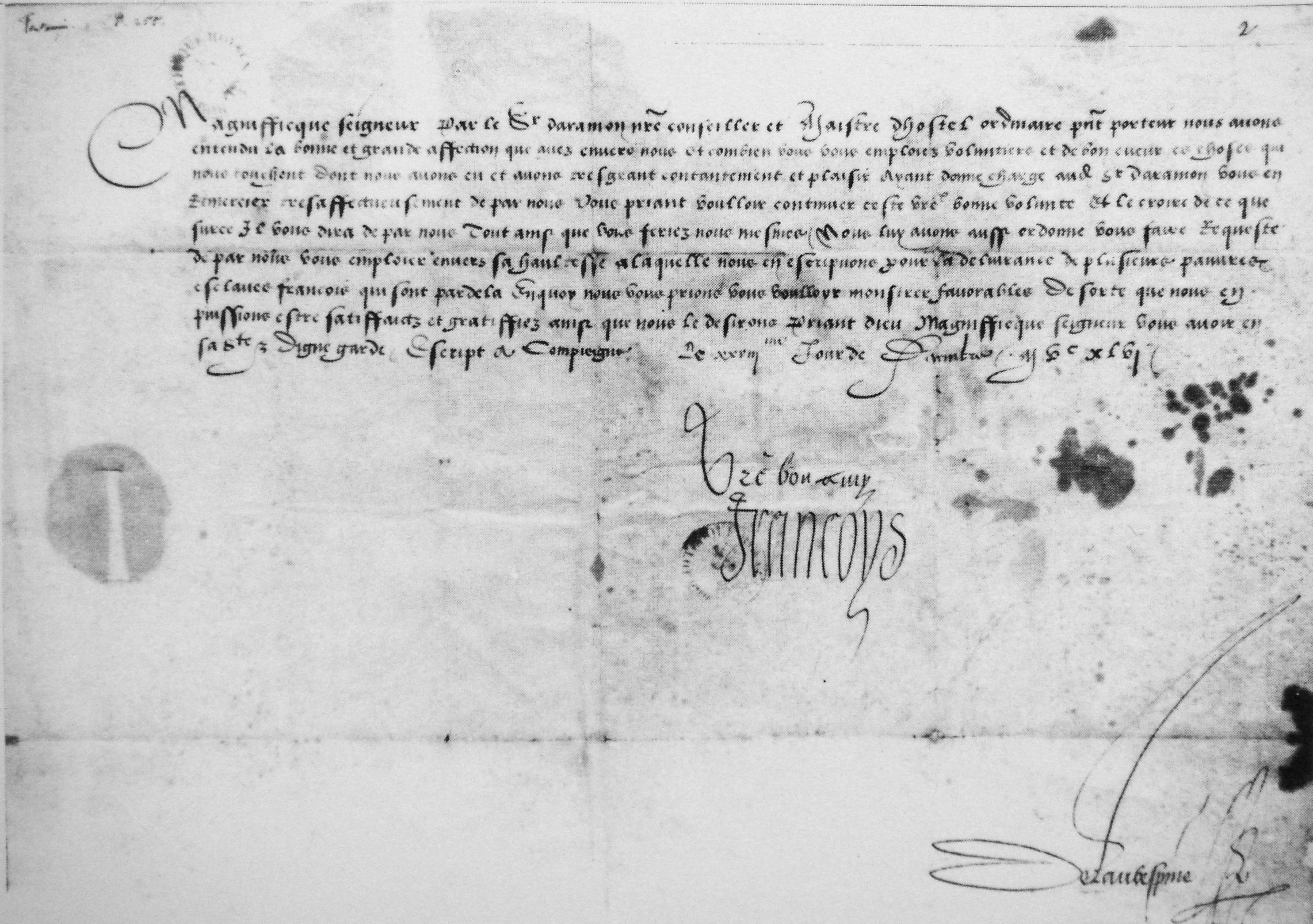
Lettre de François Ier au drogman Janus Bey, 28 décembre 1546, remise par Gabriel de Luetz. La lettre est contresignée par le secrétaire d'État Claude de L'Aubespine (coin en bas, à droite).

Au-delà des implications considérables d'une alliance stratégique encerclant l'empire des Habsbourg, l'intérêt des opérations tactiques conjointes est nettement diminué par la distance, la difficulté de communication, et les changements de plan imprévus d'un côté et de l'autre. Du point de vue financier, des revenus fiscaux sont également générés pour les deux puissances en rançonnant les navires ennemis en Méditerranée. La Maison royale française emprunte aussi de grandes quantités d'or au banquier ottoman Joseph Nassi et à l’Empire ottoman, pour un montant s'élevant à environ 150 000 écus en 1565, dont le remboursement est sujet à contentieux au cours des années suivantes.

#### Soutien français dans la guerre entre Ottomans et Séfévides (1547)
En 1547, lorsque Soliman le Magnifique attaque la Perse au cours de la deuxième campagne de la guerre entre Ottomans et Séfévides, la France lui envoie l'ambassadeur Gabriel de Luetz pour l'accompagner dans sa campagne. Gabriel de Luetz donne des conseils militaires essentiels à Soliman, notamment lorsqu'il le conseille sur l'emplacement de l'artillerie au cours du siège de Van.

### Conséquences
L'alliance apporte un soutien stratégique au royaume de France, qu'elle contribue à protéger des ambitions de Charles Quint. Elle offre également l'occasion à l’Empire ottoman de s'impliquer dans la diplomatie européenne, et de gagner en prestige au sein de ses possessions européennes. Pour l'historien Arthur Hassall, les conséquences de l'alliance franco-ottomane sont considérables : « l'alliance ottomane avait fortement contribué à sauver la France de l'emprise de Charles Quint, elle avait certainement aidé au protestantisme en Allemagne, et d'un point de vue français, elle avait sauvé les alliés de François Ier dans le nord de l'Allemagne. »

#### Controverse politique

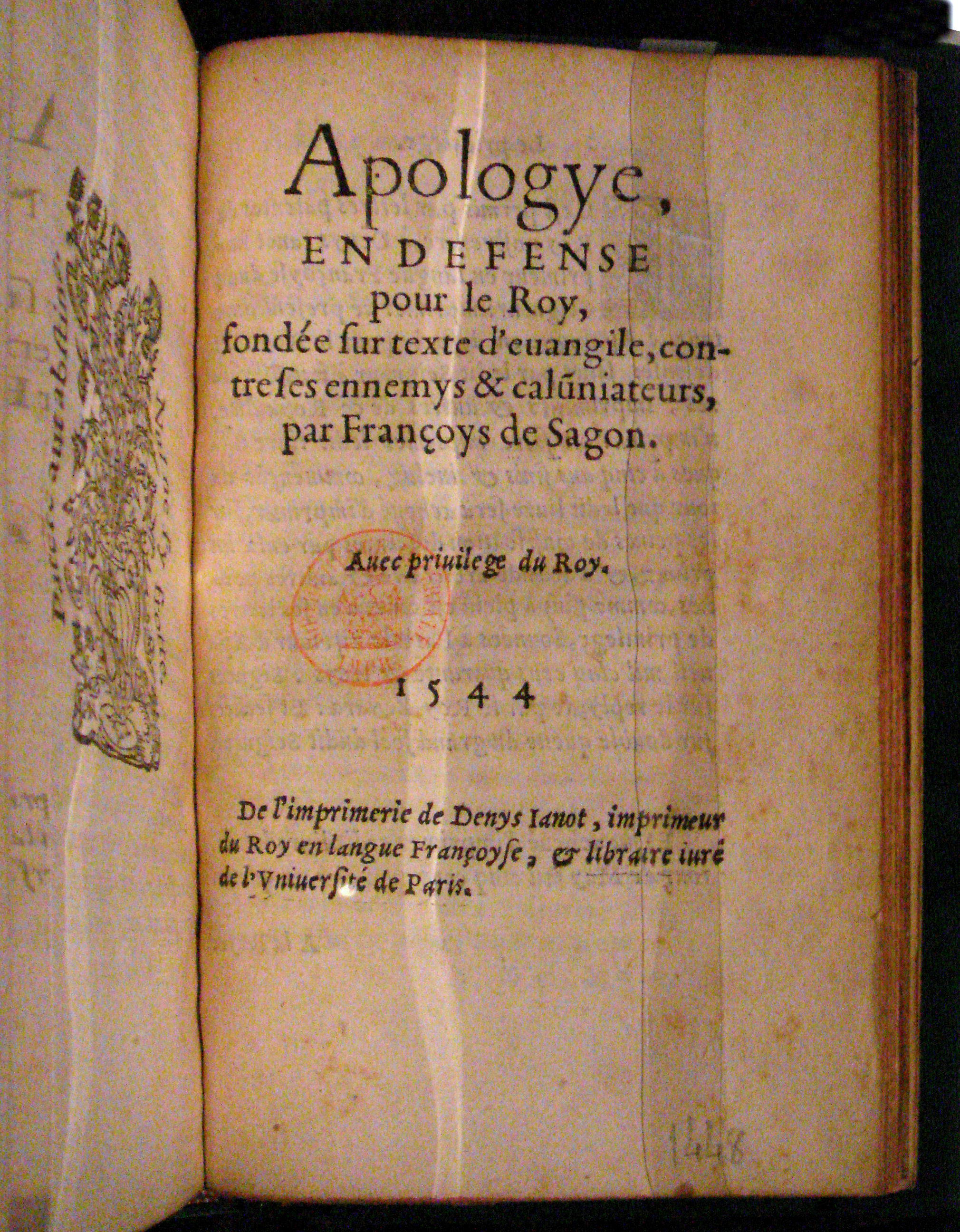
Apologye en défense pour le Roy, fondée sur texte d'évangile, contre ses ennemis et calomniateurs par François de Sagon, 1544.

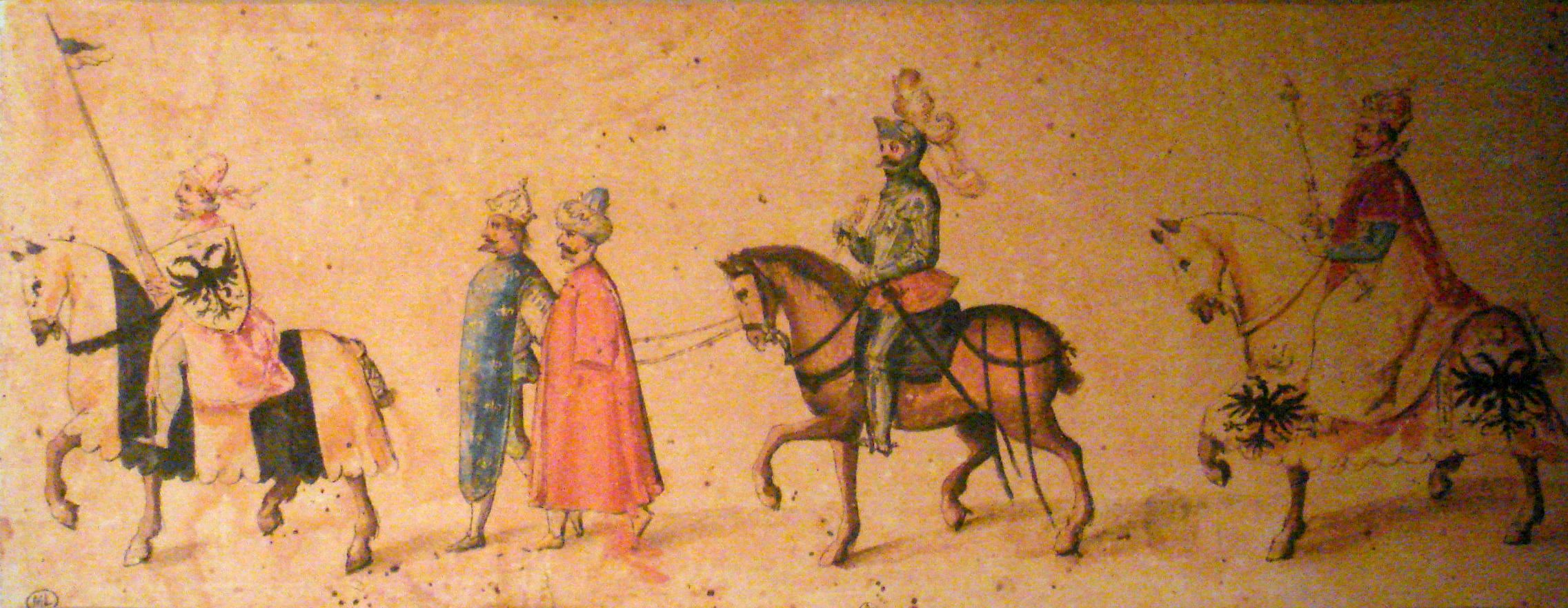
Caricature montrant l'Empereur ramenant le roi de France et le sultan en captivité, attachés l'un à l'autre. Début du XVIIe siècle.

Un des effets néfastes de l'alliance est l'importante propagande à l'encontre de la France et de son alliance « impie » avec une puissance musulmane. Charles Quint demande régulièrement le soutien du reste de l'Europe contre l'alliance de François Ier, et des caricatures montrent la collusion entre la France et l’Empire ottoman.
De nombreux auteurs prennent la défense du roi de France et de son alliance. Certains, comme Guillaume Postel ou Christophe Richer, publient des ouvrages sur la civilisation ottomane, souvent en un sens très favorable. L'auteur François de Sagon écrit en 1544 Apologye en défense pour le Roy, un texte qui défend les actions de François Ier en se référant à la parabole du Bon Samaritain de la Bible. François Ier y est comparé au blessé, l'Empereur aux voleurs, et Soliman au bon Samaritain, qui apporte son aide à François Ier. Guillaume du Bellay et son frère Jean du Bellay défendent également l'alliance en la minimisant et en la légitimant à la fois, arguant que François Ier était contraint de se défendre contre une agression. Jean de Montluc, pour sa part, utilise des exemples de l'histoire chrétienne pour justifier la tentative d'obtenir le soutien des Ottomans. Enfin, en 1551, Pierre Danes publie Apologie, faicte par un serviteur du Roy, contre les calomnies des Impériaulx : sur la descente du Turc.

#### Échanges culturels

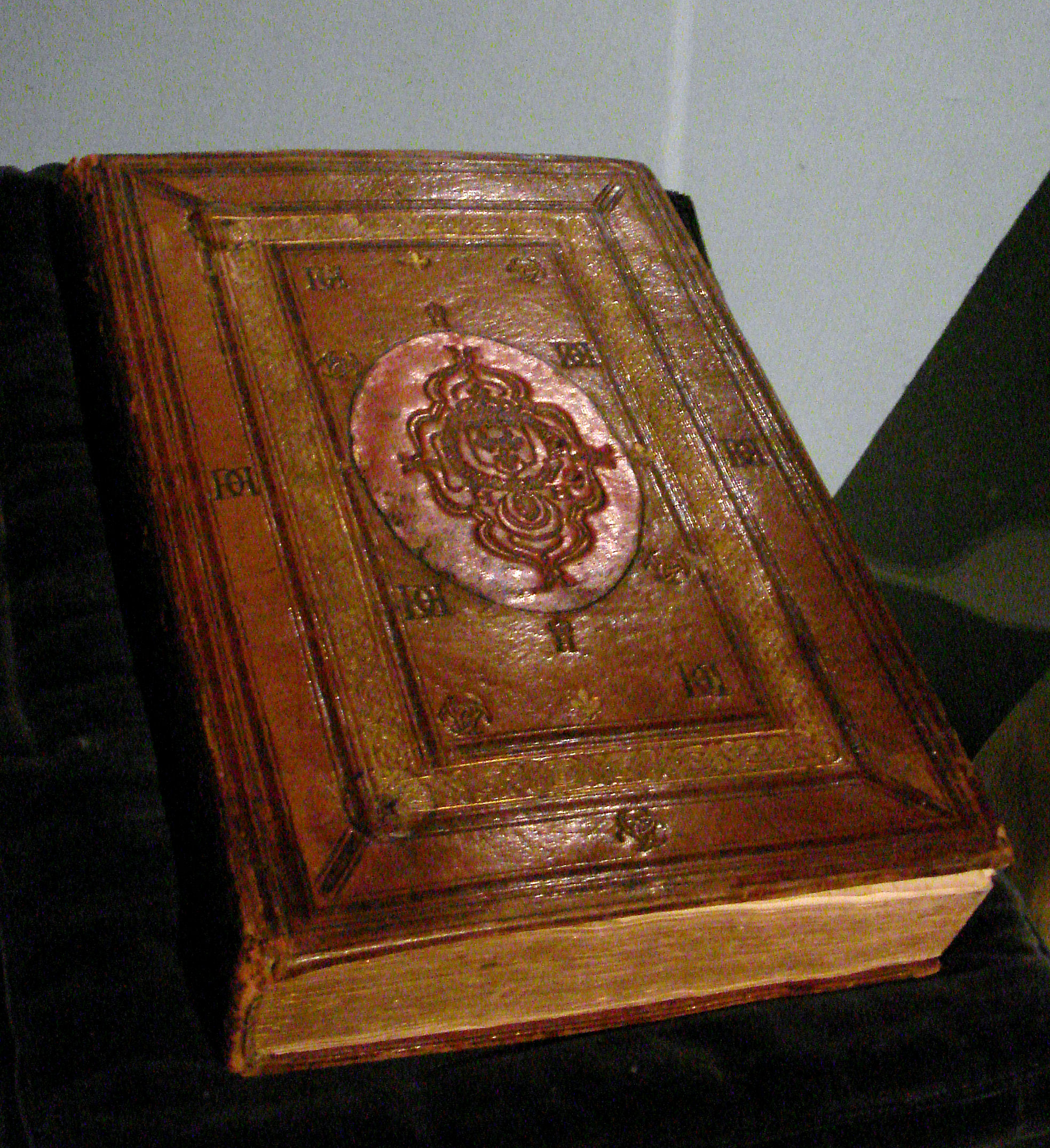
Coran de l’Empire ottoman, copié vers 1536, relié selon les règles en vigueur sous François Ier vers 1549, marqué des armes d'Henri II (roi de France). Bibliothèque nationale de France.

Les échanges culturels se multiplient entre la France et l’Empire ottoman. Des universitaires français comme Guillaume Postel ou Pierre Belon voyagent jusqu'en Asie Mineure et au Moyen-Orient pour y collecter des informations. Des livres, et notamment le Coran, sont rapportés et intègrent les bibliothèques royales, comme la Bibliothèque Royale de Fontainebleau, afin de créer une fondation pour le Collège des lecteurs royaux, qui deviendra le Collège de France. Des romans et des tragédies français ont pour sujet ou pour cadre l’Empire ottoman. En 1561, Gabriel Bounin publie La Soltane, une tragédie qui met en évidence le rôle de Roxelane dans l'exécution de Şehzade Mustapha, le fils aîné de Soliman, en 1553, Cette tragédie marque la première représentation des Ottomans sur scène en France.

#### Commerce international
Du point de vue stratégique, l'alliance avec l’Empire ottoman permet aussi à la France de contrebalancer dans une certaine mesure l'avantage dont bénéficie l'empire des Habsbourg dans les commerce avec le Nouveau Monde. Le commerce français avec la Méditerranée orientale depuis le port de Marseille s'accroît considérablement après 1535. À partir des capitulations de 1569, la France bénéficie également d'une préséance par rapport à tous les autres États chrétiens, et son autorisation est désormais requise lorsqu'un autre état souhaite commercer avec l’Empire ottoman.

## Alliance militaire sousHenriII

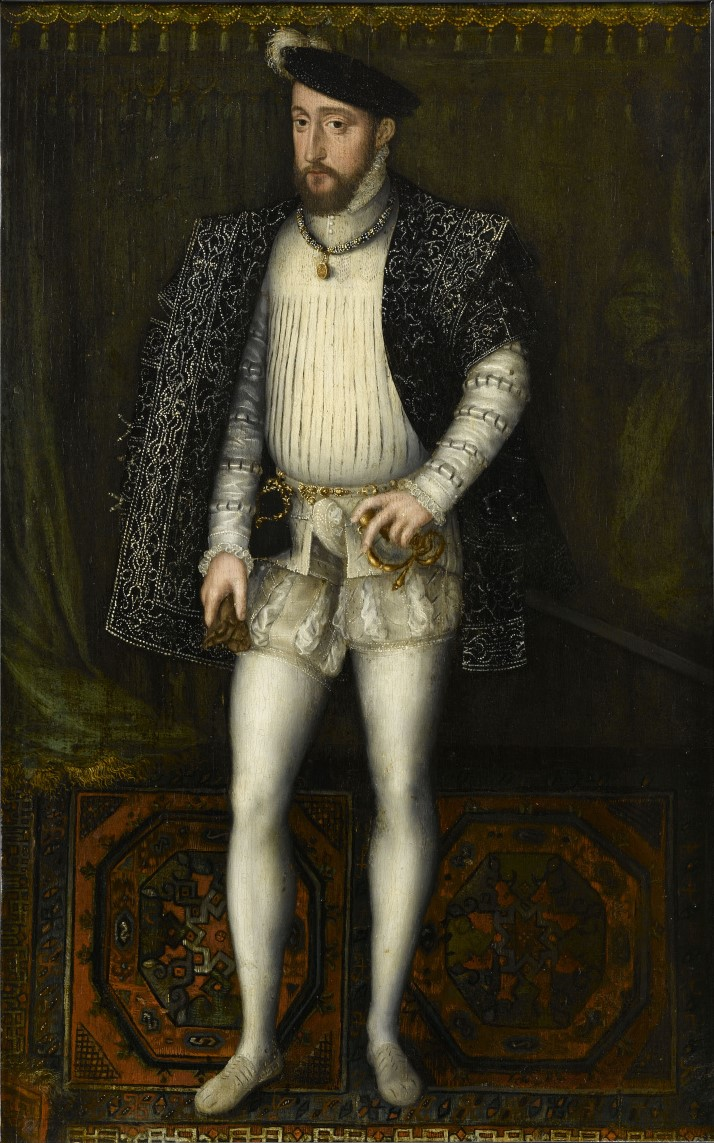
Henri II (roi de France), représenté ici debout sur un tapis d'orient, poursuit la politique d'alliance de son père François Ier. Tableau de François Clouet.

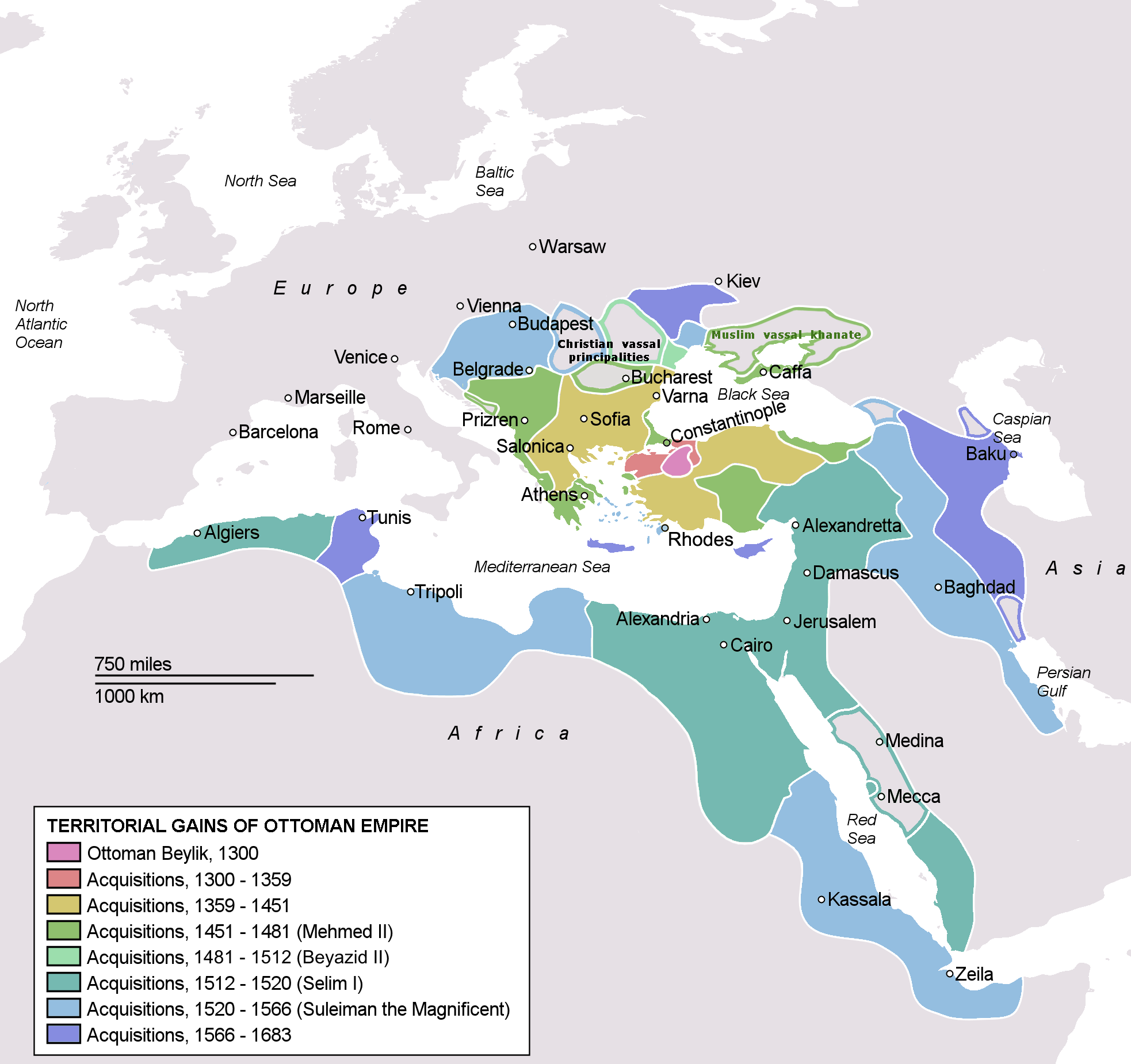
L'Empire ottoman est à l'apogée de sa puissance à la fin du XVIe siècle.

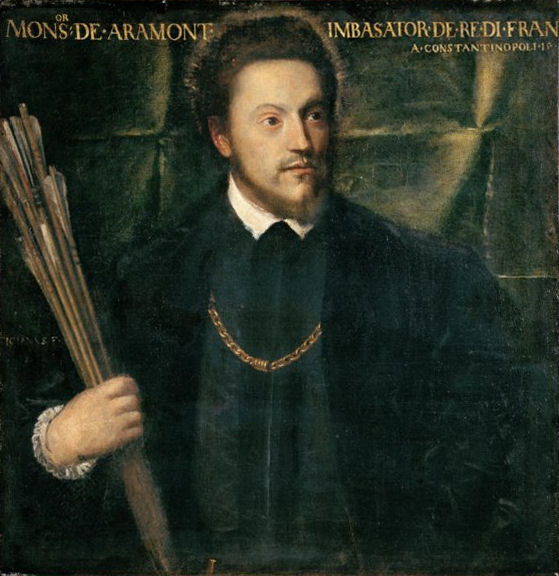
L'ambassadeur français près la Porte Ottomane, Gabriel de Luetz, est présent au siège de Tripoli en 1551, ainsi qu'aux campagnes ottomanes ultérieures. Tableau de Titien.

Le fils de François Ier, Henri II, signe également un traité avec Soliman, pour s'allier contre la marine autrichienne. Cet accord est rendu nécessaire par la prise de Mahdia par l'amiral génois Andrea Doria pour le compte de Charles Quint, le 8 septembre 1550. L'alliance permet à Henri II d'entreprendre une politique d'expansion territoriale vers le Rhin, tandis qu'une flotte franco-ottomane défend le sud de la France.

### Coopération pendant les dixième et onzièmeGuerres d'Italie(1551–1559)
Diverses opérations militaires coordonnées ont lieu pendant les dixième et onzième Guerres d'Italie. En 1551, les Ottomans, accompagnés de l'ambassadeur français Gabriel de Luetz d'Aramon, remportent le siège de Tripoli.

#### Attaques conjointes contre l'Italie (1552)
En 1552, lorsqu'Henri II attaque Charles Quint, les Ottomans envoient cent galères en Méditerranée occidentale. La flotte ottomane est accompagnée de trois galères françaises dirigées par Gabriel de Luez d'Aramon, qui se joint à la flotte ottomane depuis Constantinople dans ses raids contre la côte de Calabre, dans le Sud de l'Italie, et la prise de Reggio de Calabre. Elle avait l'intention de rejoindre la flotte française d'Antoine Escalin des Aimars et les troupes du prince de Salerne, mais ceux-ci sont tous deux retardés, et ne peuvent rejoindre les Ottomans à temps. À la bataille de Ponza, la flotte franco-ottomane parvient à vaincre les quarante galères d'Andrea Doria et à capturer sept d'entre elles, le 5 août 1552. La flotte franco-ottomane quitte Naples pour retourner vers l'est le 10 août, manquant de peu Escalin des Aimars, qui atteint Naples une semaine plus tard avec vingt-cinq galères et des troupes. La flotte ottomane hiverne ensuite à Chios, où elle est rejointe par la flotte d'Escalin des Aimars, et se tient prête pour de nouvelles opérations navales l'année suivante[réf. nécessaire].

#### Invasion conjointe de la Corse (1553)

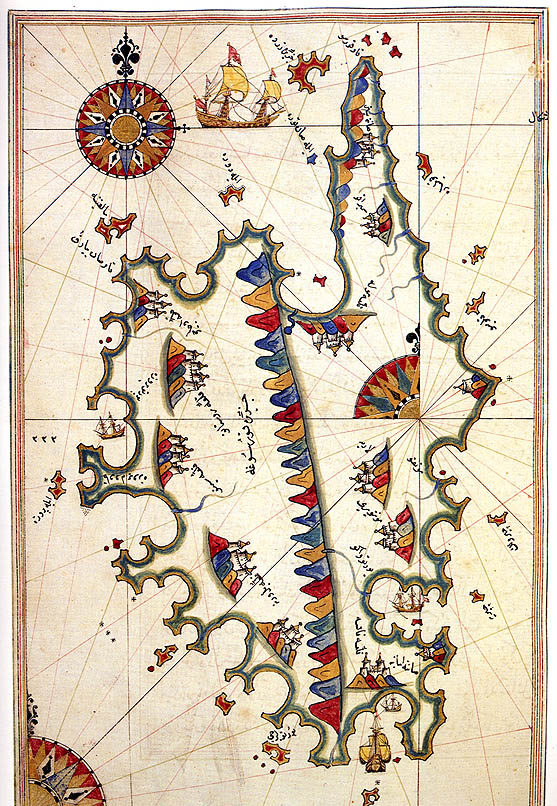
Les forces franco-ottomanes envahissent la Corse en 1553.

Le 1er février 1553, un nouveau traité d'alliance est signé entre la France et l’Empire ottoman. Il prévoit une collaboration navale contre les Habsbourg. En 1553, les amiraux ottomans Dragut et Koca Sinan et l'escadre française attaquent les côtes de Naples, de la Sicile, de l'île d'Elbe et de la Corse,. Une flotte franco-ottomane envahit la Corse au profit de la France. L'alliance militaire atteint vraisemblablement son apogée en 1553.
En 1555, l'ambassadeur français Michel de Codignac, qui a succédé à Gabriel de Luetz d'Aramon, participe à la campagne perse de Soliman, et navigue avec la flotte ottomane au cours de sa campagne contre Piombino, Elbe et la Corse. Du côté ottoman, l'amiral Dragut joue un rôle primordial dans ces offensives.
Le 30 décembre 1557, Henri II écrit à Soliman, lui demandant de l'argent, du salpêtre, et cent cinquante galères qui stationneraient à l'ouest. Le conflit entre le royaume de France et l'Empire se termine finalement par la Paix du Cateau-Cambrésis, en 1559, et la mort accidentelle d'Henri II la même année.

## Soutien au protestantisme sous Charles IX

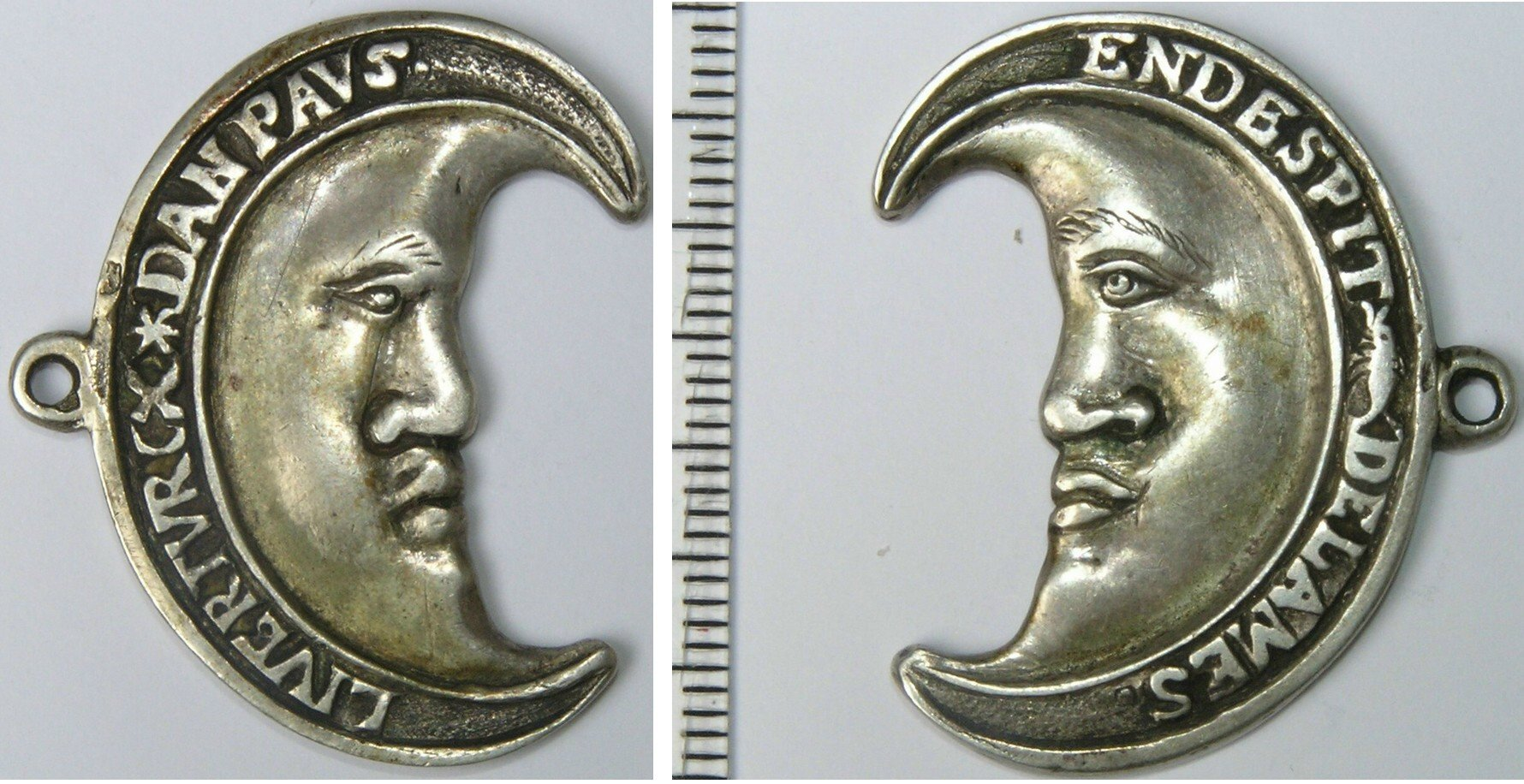
Médaille de gueux hollandaise en forme de croissant datant de la révolte des gueux contre les Espagnols, et portant le slogan Liever Turks dan Paaps (Plutôt les Turcs que les papistes), 1570.

Le pouvoir ottoman est aussi utilisé par les Français dans le cadre des conflits religieux qui agitent la scène européenne. En 1566, sous Charles IX, après que Guillaume Ier d'Orange a demandé de l'aide aux Ottomans, l'ambassadeur de France auprès de ces derniers intervient en faveur de la révolte des gueux contre l'Empire espagnol, afin de soutenir une alliance hollando-ottomane. Une lettre est alors envoyée par Soliman le Magnifique aux luthériens de Flandre, leur proposant des troupes lorsqu'ils le demanderaient. Soliman y affirme sa proximité avec les luthériens « parce qu'ils n'adorent pas les idoles, croient en un seul Dieu, et combattent le Pape et l'Empereur,. » Ainsi, l'Empire ottoman est connu à cette époque pour sa tolérance religieuse. Des réfugiés religieux d'origines diverses, tels que des huguenots, quelques anglicans, des quakers, des anabaptistes ou même des jésuites ou des capucins, ont trouvé refuge à Constantinople et dans l’Empire ottoman, où ils bénéficient de la liberté d'installation et de la liberté religieuse. Les Ottomans soutiennent en outre les calvinistes en Transylvanie et en Hongrie mais aussi en France. L'intellectuel français d'alors, Jean Bodin, écrit :
« Le grand empereur des Turcs honore et observe la religion reçue par lui de ses ancêtres avec une aussi grande dévotion que tout prince dans le monde, et cependant ne déteste pas l'étrange religion d'autrui ; au contraire, il permet à chacun de vivre selon sa conscience : oui, et qui plus est, à proximité de son palais à Pera, il souffre quatre religions différentes, à savoir celle des Juifs, celle des Chrétiens, celle des Grecs et celle des Mahométans. »
— Jean Bodin

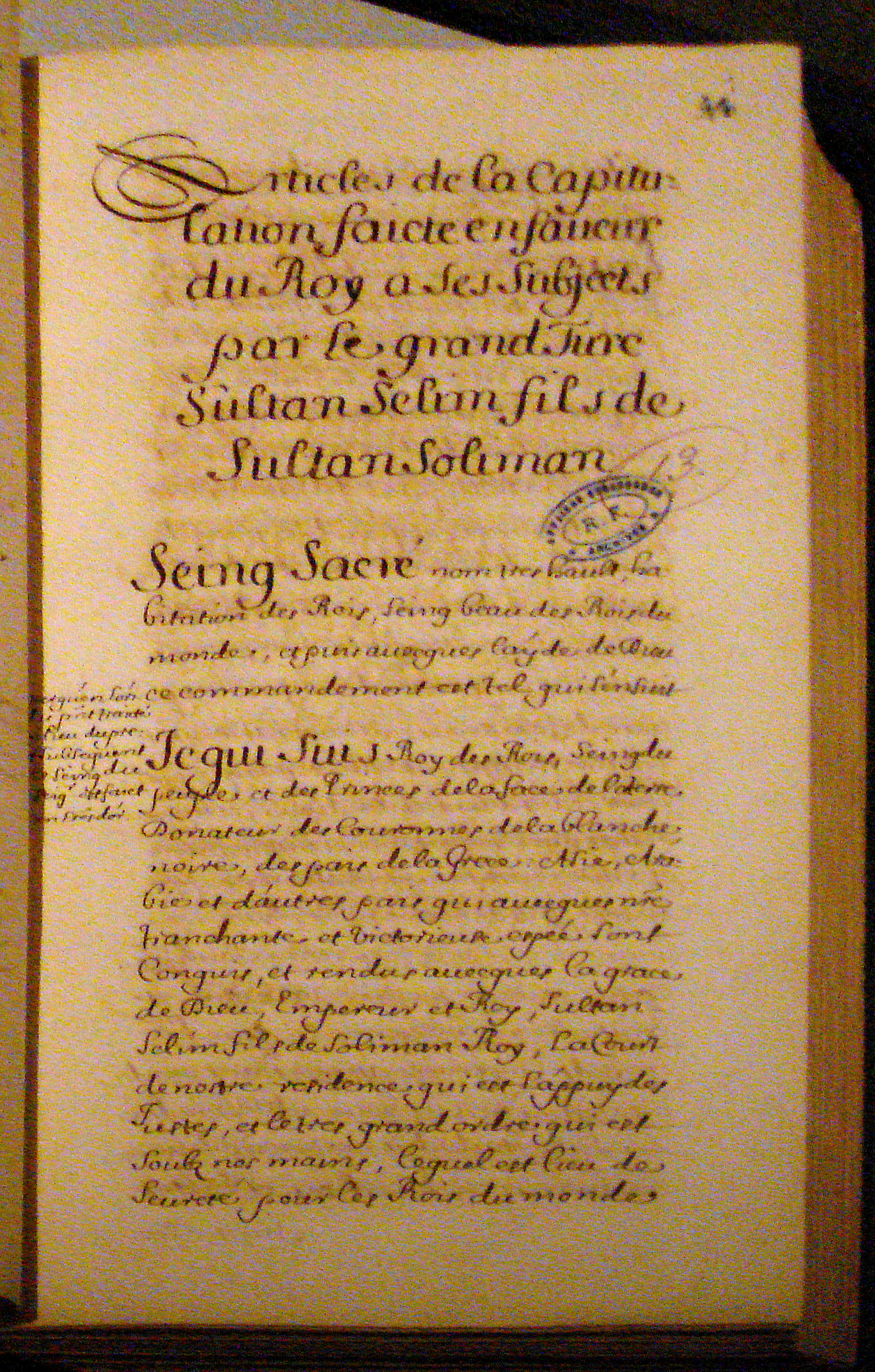
Copie du XVIe siècle des capitulations de 1569 entre Charles IX (roi de France) et Sélim II.

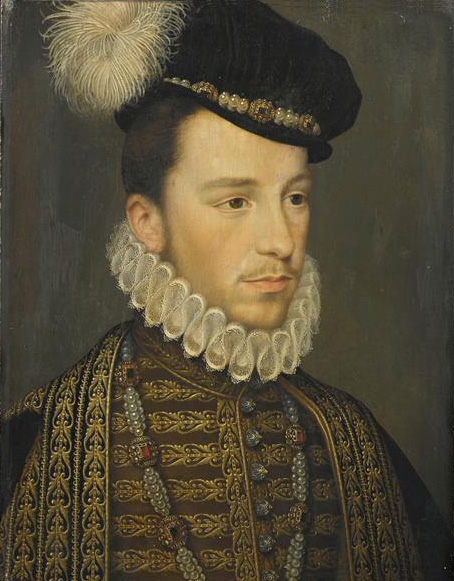
Le prince français Henri de Valois est élu roi de Pologne en 1572, en partie à cause du désir des nobles polonais de plaire à l’Empire ottoman.

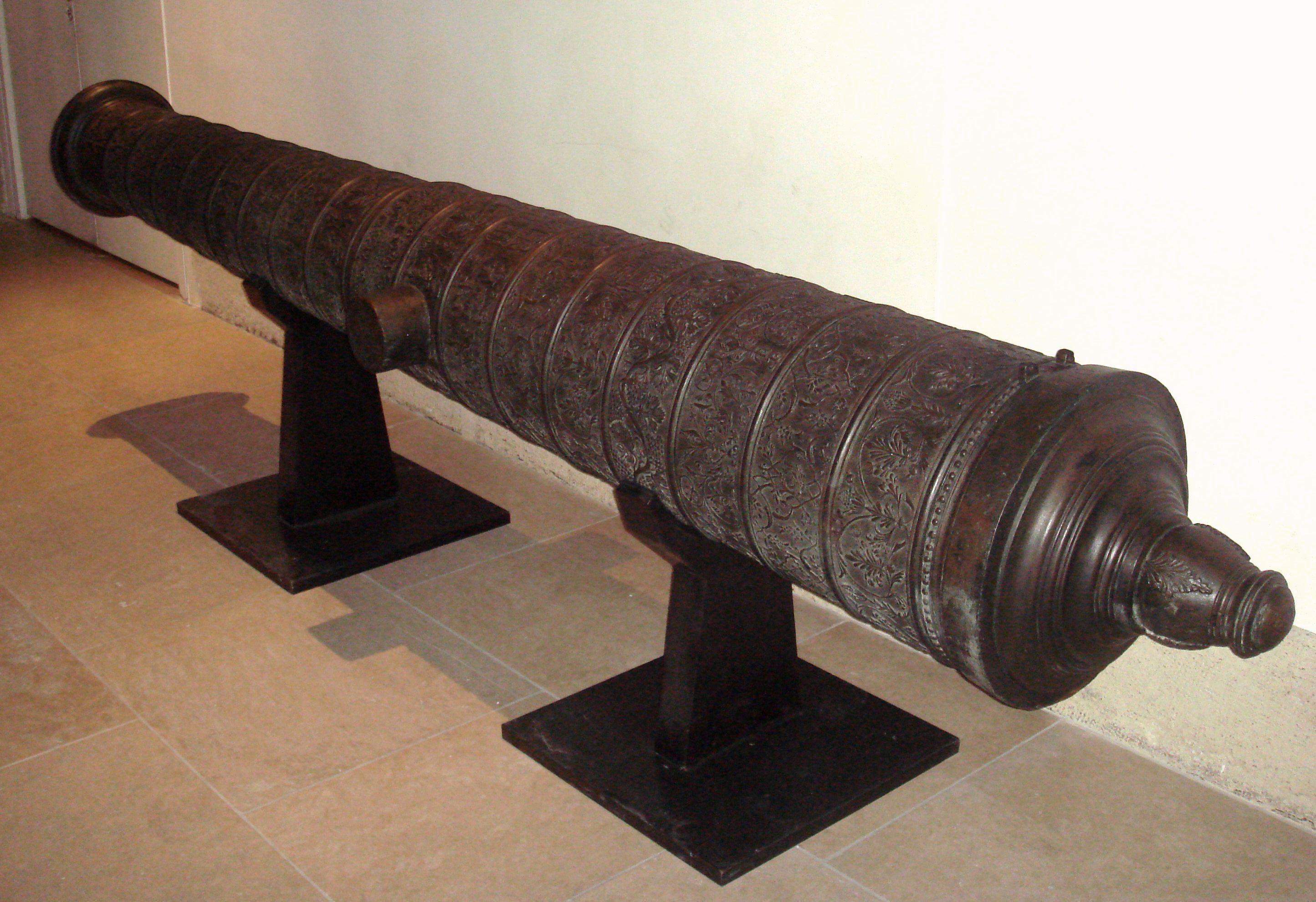
Canon ottoman orné pris le 8 octobre 1581 à Alger. Musée de l'Armée, Paris.

L’Empire ottoman est alors au faîte de sa puissance, mais la France s'engage pour quarante ans dans d'amères guerres de Religion, et le pouvoir ottoman commence à s'affaiblir lentement à partir de la bataille de Lépante en 1571.
En 1572, après la mort du roi de Pologne Sigismond II, lui-même engagé dans une alliance polono-ottomane, la Pologne élit le français Henri de Valois plutôt que les candidats Habsbourg, en partie pour êtes agréables à l’Empire ottoman. Lorsque Henri quitte la Pologne pour la France en 1575, il est remplacé par Étienne Báthory, qui avait déjà été soutenu par les Ottomans pour obtenir le trône de Transylvanie en 1571.
En 1574, Guillaume d'Orange et Charles IX, représenté par son ambassadeur favorable aux huguenots, François de Noailles, évêque de Dax, cherchent à obtenir le soutien du souverain ottoman Sélim II pour ouvrir un nouveau front contre le roi d'Espagne Philippe II Selim II envoie son soutien par un messager, qui tente de mettre les Hollandais en contact avec les rebelles morisques d'Espagne et les pirates d'Alger. Selim envoie également une flotte considérable pour la prise de Tunis en octobre 1574, qui permet de réduire la pression espagnole sur les Hollandais.
Les huguenots français nouent contact avec les Morisques pour lutter contre l'Espagne dans les années 1570. Vers 1575, les morisques aragonais et les huguenots du Béarn dirigés par Henri de Navarre organisent une attaque conjointe de l'Aragon espagnol, en accord avec le roi d'Alger et l'Empire ottoman, mais ces projets s'écroulent avec l'arrivée de Don Juan d'Autriche en Aragon et le désarmement des morisques,. En 1576, une flotte à trois têtes venue de Constantinople doit débarquer entre Murcie et Valence tandis que les Huguenots français doivent envahir le nord, et les morisques se soulever, mais la flotte ottomane n'arrive pas.
Le soutien ottoman à la France continue après 1580, de même que leur soutien aux Hollandais, aux Anglais, et plus généralement aux protestants et calvinistes, afin de s'opposer à la suprématie des Habsbourg en Europe. La guerre entre Ottomans et Séfévides détourne cependant un temps l'attention des Ottomans de la scène européenne.

### Rivalité diplomatique entre Ottomans et Safavides en Europe
Le conflit entre Ottomans et Perses amène ces derniers à chercher à établir une alliance avec d'autres puissances européennes contre l’Empire ottoman, et notamment avec l'empire des Habsbourg, l'Italie et l'Espagne. Elle est formalisée à l'occasion de deux ambassade perses en Europe, en 1599-1602 et 1609-1615. Cette alliance semble cependant avoir eu des résultats limités[réf. nécessaire].

## Suite de l'alliance
Pendant les trois siècles qui suivent le début de l'alliance, les Ottomans continuent à respecter effectivement leur engagement de protéger les communautés chrétiennes dans leur empire. Les rois de France qui succèdent à François Ier maintiennent également le plus souvent leur politique pro-ottomane.
De nombreuses ambassades ottomanes sont reçues à la Cour de France : de Soliman à François Ier en 1533, de Soliman à Charles IX en 1565, de Sélim II à Charles IX en 1571, de Mourad III à Henri III en 1581.

### HenriIV

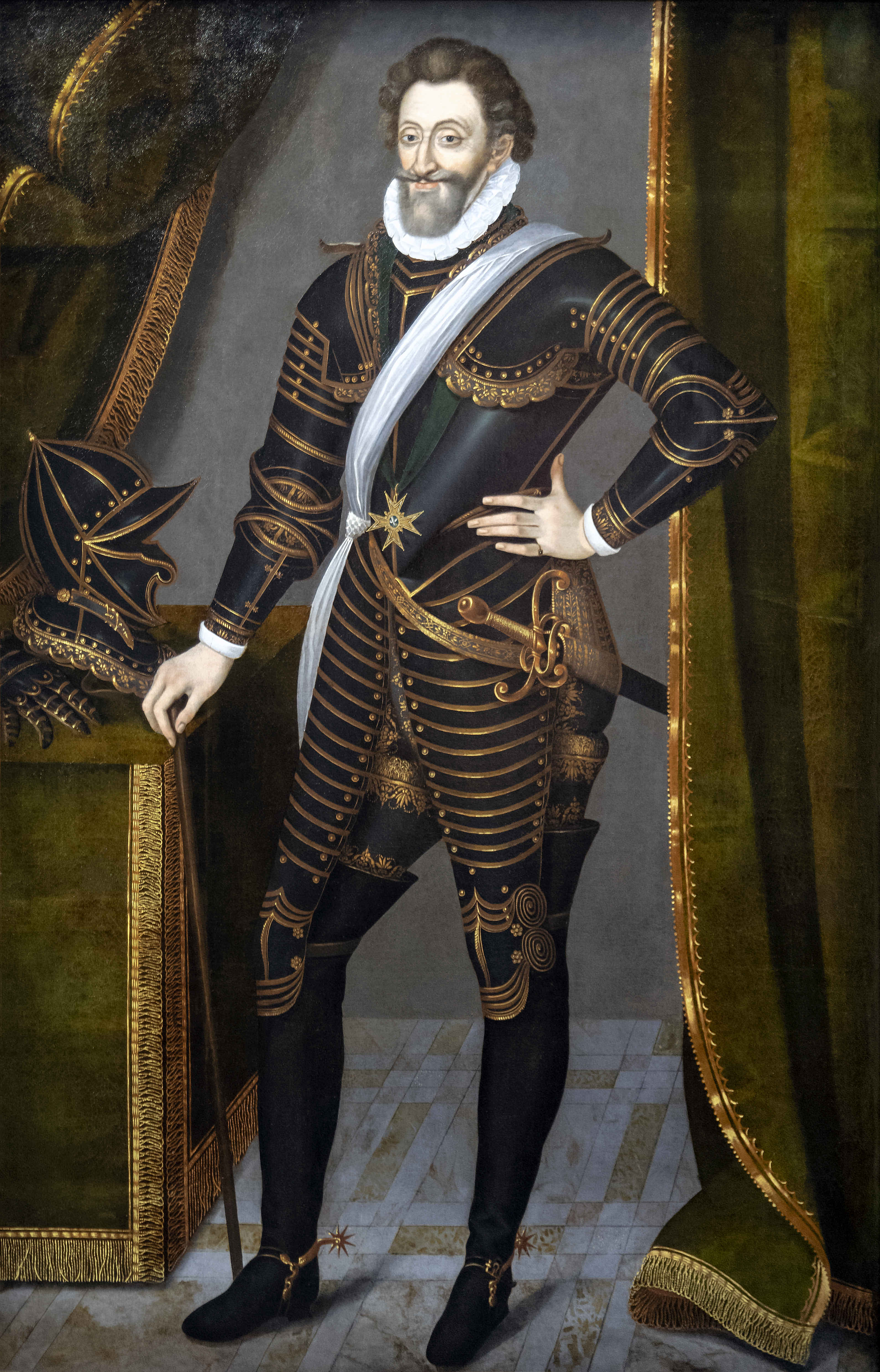
Henri IV (roi de France), Musée des Augustins.

Avant même qu'Henri IV parvienne sur le trône, les Huguenots français sont engagés avec les morisques dans des plans contre l'Espagne des Habsbourg dans les années 1570. Vers 1575, les Morisques aragonais et les huguenots du Béarn dirigés par Henri de Navarre organisent une attaque conjointe de l'Aragon espagnol, en accord avec le roi d'Alger et l'Empire ottoman, mais ces projets s'écroulent avec l'arrivée de l'infant Juan d'Autriche en Aragon et le désarmement des morisques,. En 1576, une flotte à trois têtes venue de Constantinople doit débarquer entre Murcie et Valence tandis que les huguenots français doivent envahir le nord, et les morisques se soulever, mais la flotte ottomane n'arrive pas.

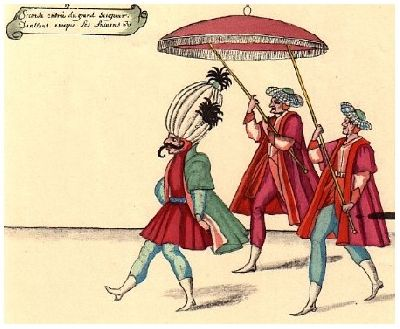
Illustration du Grand Bal de la Douairière de Billebahaut : « L'entrée du Grand Turc », 1626,.

Henri IV poursuit la politique d'alliance franco-ottomane et reçoit une ambassade de Mehmed III en 1601,. En 1604, un « Traité de paix et capitulation » est signé entre Henri IV et le sultan ottoman Ahmed Ier. Il donne de nombreux privilèges à la France dans l’Empire ottoman. Une ambassade est envoyée en Tunisie en 1608, menée par François Savary de Brèves.
Une ambassade est à nouveau envoyée auprès de Louis XIII en 1607, puis par Mehmed IV à Louis XIV en 1669 en la personne de Müteferrika Süleyman Ağa, qui fait sensation à la Cour de France et provoque même une véritable mode turque. L'Orient gagne ainsi une forte influence dans la littérature française, et près de la moitié des guides de voyage français au XVIIe siècle sont consacrés à l’Empire ottoman.
L'influence française reste considérable à Constantinople, et les capitulations sont renouvelées en 1604, contraignant toutes les autres nations à commercer sous bannière et protection françaises, à l'exception de l'Angleterre et de Venise, en concurrence avec la Hollande pour l'influence dans le Levant. Cependant, dans le contexte de la lutte d'influence entre les puissances occidentales, les relations entre la France et l’Empire ottoman se rafraîchissent nettement. En 1643, les Français perdent la garde des Lieux Saints au profit des Grecs.

### Renaissance de l'alliance sousLouisXIV
Louis XIV semble d'abord dans de mauvaises dispositions à l'égard de l’Empire ottoman, et des troupes françaises combattent aux côtés des Autrichiens contre les Turcs à la bataille de Saint-Gothard en 1664, puis aux côtés des Vénitiens au siège de Candie en 1669 sous la direction de François de Vendôme. En effet, Louis XIV est engagé à cette époque dans une alliance avec les Habsbourg à la suite de son mariage avec Marie-Thérèse d'Autriche en 1660. La mère de Louis XIV, Anne d'Autriche, est elle aussi une Habsbourg.

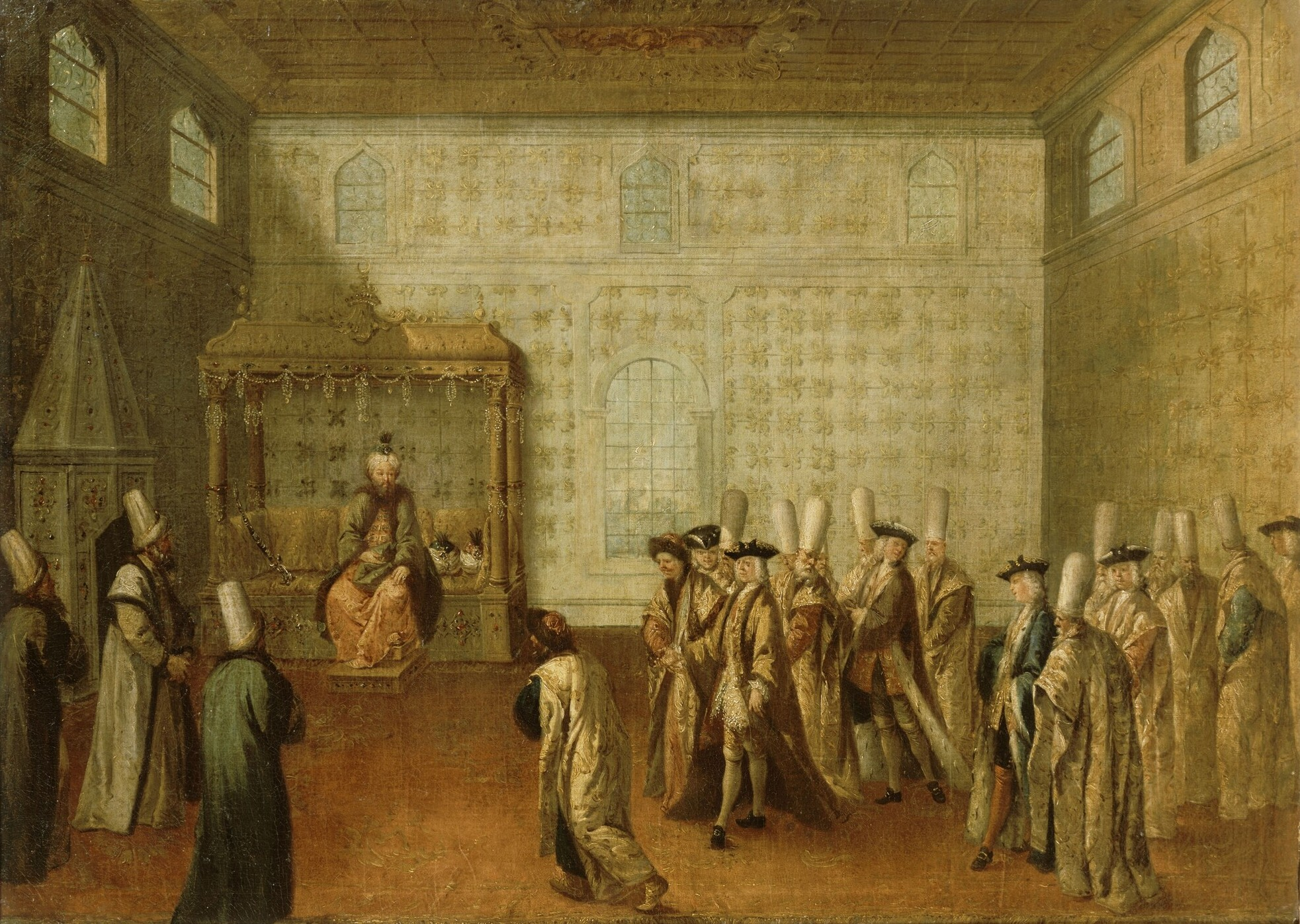
Ahmet III recevant l'ambassade de Charles de Ferriol en 1699; peinture de Jean-Baptiste van Mour.

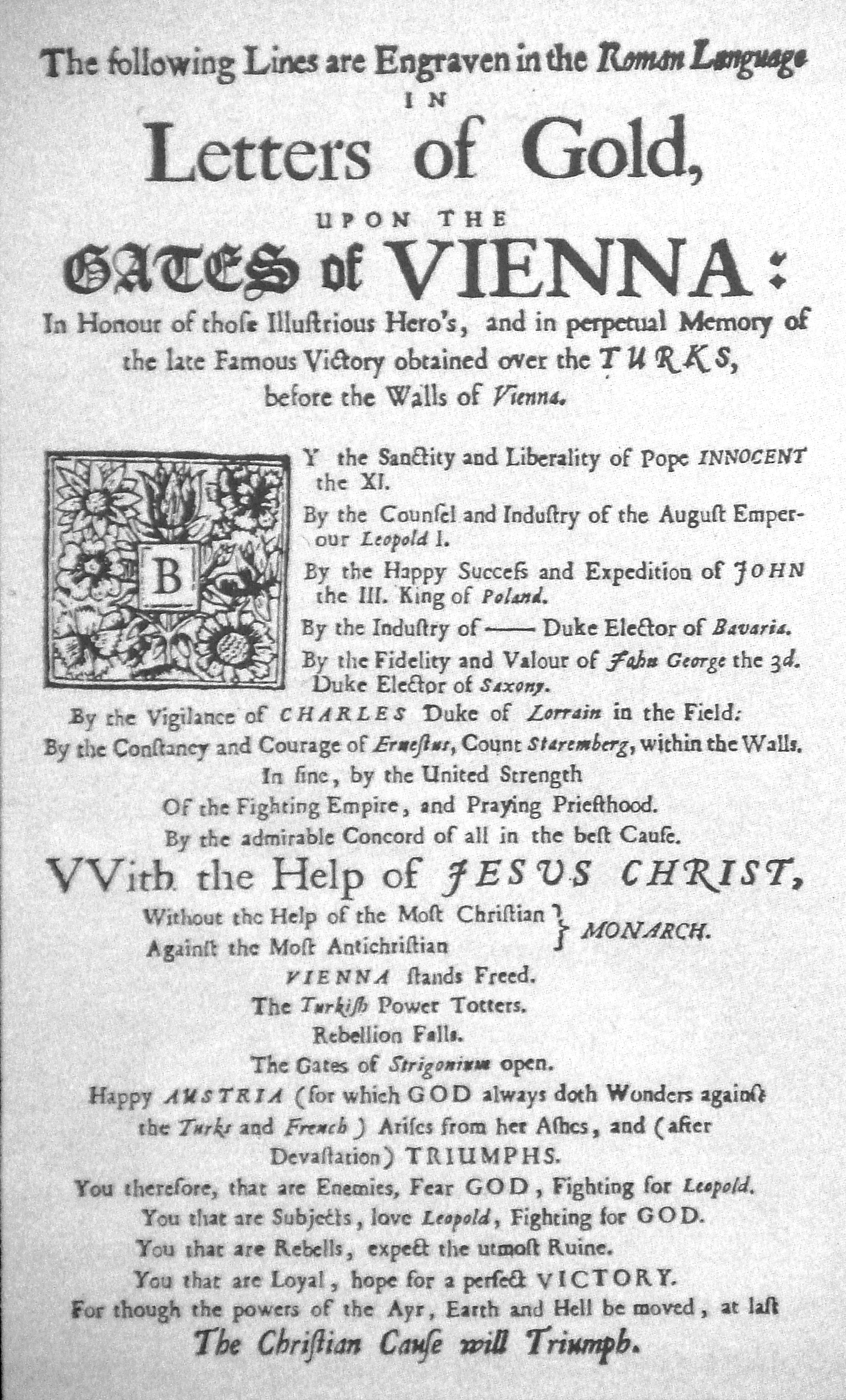
Pamphlet anglais critiquant Louis XIV et Mehmed IV pour leurs rôles respectifs dans la bataille de Vienne de 1683 (Sans l'aide du Très-chrétien/Contre le monarque Très antichrétien).

En 1673, Louis XIV envoie une flotte jusqu'aux Dardanelles et obtient de nouvelles capitulations qui le reconnaissent comme seul protecteur des catholiques. Louis XIV relance rapidement l'alliance pour faciliter sa politique expansionniste. Louis XIV évite de s'engager dans une alliance formelle avec l’Empire ottoman, et maintient une prudente neutralité bienveillante à l'égard des Turcs. Il les encourage à ouvrir un nouveau front contre les Habsbourg, et profite de leur conflit contre le Saint Empire Romain pour favoriser les intérêts territoriaux de la France. En 1679 et 1680, Louis XIV envoie Guilleragues encourager le Grand Vizir ottoman Kara Mustafa à intervenir dans la rébellion magyare contre les Habsbourg, mais sans succès. Louis XIV signale aux Turcs qu'il ne combattra jamais aux côtés de l'empereur d'Autriche Léopold Ier, et amasse des troupes à la frontière orientale de la France. Ces assurances incitent les Turcs à ne pas renouveler la paix de Vasvár, signée en 1664 pour vingt ans avec l'Autriche, et à passer à l'offensive. Pendant seize ans à partir de 1683, le Saint-Empire Romain germanique est occupé à combattre l'Empire ottoman. Louis XIV refuse de participer à la Sainte Ligue, une coalition de puissances européennes contre les Ottomans, choisit de rester neutre, et incite Mehmed IV à persévérer dans son combat contre les Habsbourg, Pamphlétaires et poètes critiquent la position de Louis XIV, et renforcent l'unité de la Ligue en décrivant un affrontement entre la « liberté » européenne d'un côté et le « despotisme oriental » associé à l'« absolutisme français » de l'autre.
Le Grand vizir ottoman Kara Mustafa manque de prendre Vienne, mais est finalement repoussé en 1683. À cette occasion, non seulement Louis XIV refuse d'aider les Autrichiens, mais il essaie même d'empêcher Jean III Sobieski de sauver la ville, et en profite pour attaquer des villes d'Alsace et certaines régions d'Allemagne du sud. Il parvient à obtenir la signature de la trêve de Ratisbonne le 15 août 1684, qui lui donne plusieurs territoires le long de la frontière, qui protègent la France d'une invasion étrangère.
En 1688, Louis XIV attaque à nouveau l'Empire Habsbourg, ce qui permet de réduire la pression sur les Ottomans. Louis XIV est critiqué pour cette action, et est qualifié de :
« Plus chrétien des Turcs, plus chrétien des ravageurs de la Chrétienté, barbare le plus chrétien qui a perpétré de tels outrages sur des chrétiens que même ses alliés infidèles en auraient honte. »
— Journal de la Chambre des communes, 15-16 avril 1689
Les Ottomans parviennent à mettre en place une contre-attaque et remportent le siège de Belgrade, mais sont finalement vaincus en 1699, ce qui aboutit au Traité de Karlowitz.

#### Échanges culturels

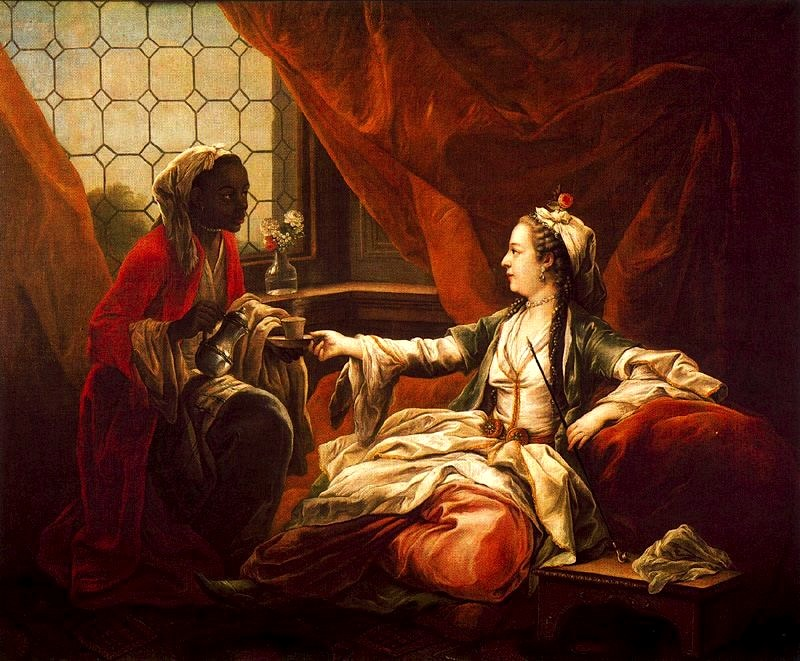
Madame de Pompadour peinte en femme turque en 1747 par Charles André van Loo, exemple de turquerie.

Vers la fin du XVIIe siècle, les premières grandes défaites de l’Empire ottoman réduisent la menace perçue par les esprits européens, ce qui provoque une mode artistique des objets turcs. La mode des objets turcs, ou turqueries, est le pendant de la mode des objets chinois, ou chinoiseries, avec laquelle elle compose le style rococo. L'orientalisme devient très populaire grâce aux œuvres de Jean-Baptiste van Mour, qui a accompagné l'ambassade de Charles de Ferriol à Constantinople en 1699, et y est resté jusqu'à la fin de sa vie en 1737, puis celles de François Boucher et Jean-Honoré Fragonard.

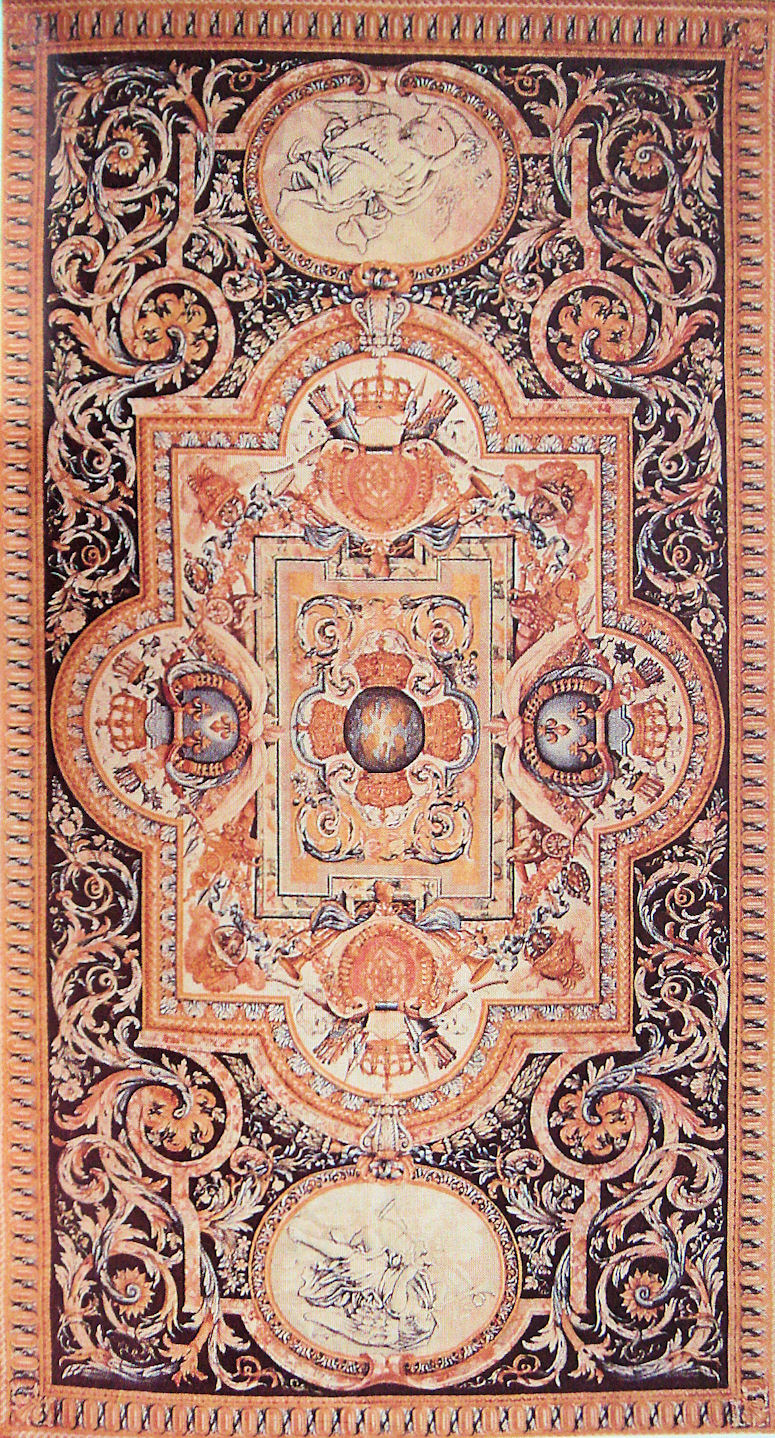
Tapis de Savonnerie Louis XIV, d'après un carton de Charles Le Brun, fait pour la Grande Galerie du Louvre.

La littérature française est aussi très influencée par cette mode. La première version française des Mille et Une Nuits est publiée en 1704. Les auteurs français utilisent l'Orient comme prétexte pour enrichir leur travail philosophique et écrire sur l'Occident. Montesquieu écrit en 1721 les Lettres persanes, un essai satirique sur l'Occident, et Voltaire se sert de la mode de l'Orient dans Zaïre (1731) et Candide (1759). Les voyageurs français du XVIIe siècle, comme Jean de Thévenot ou Jean-Baptiste Tavernier, visitent régulièrement l’Empire ottoman.
Les influences ottomanes sont aussi culinaires. Le café est introduit à Marseille par Pierre de La Roque (proche de Jean de Laroque) en 1664, mais la mode du café à Paris est lancée en 1669 par l'ambassadeur ottoman auprès de Louis XIV, Soliman Aga. Des cafés à la mode se développent, et notamment le célèbre Café Procope, le premier café de Paris, fondé en 1689 Dans la haute société française, la mode des turbans et des caftans se répand, tout comme l'usage de s'allonger sur des tapis et des coussins.
Une industrie du tapis façon de Turquie est développée en France sous le règne d'Henri IV par Pierre Dupont, de retour du Levant. Elle gagne en importance pendant le règne de Louis XIV. La manufacture de la Savonnerie est particulièrement représentative de cette tradition. L'exposition de Londres, en 1851, parle ainsi des « superbes tapis de la Savonnerie, qui ont longtemps rivalisé avec les tapis de Turquie, et ont fini par les surpasser largement ». Ces tapis sont progressivement adaptés au goût local, et développés avec les tapis des Gobelins. La tradition atteint aussi la Grande-Bretagne où elle contribue à la renaissance de l'industrie britannique du tapis au XVIIIe siècle.

### Un soutien qui perdure deLouisXVà la Révolution

#### Ambassades ottomanes

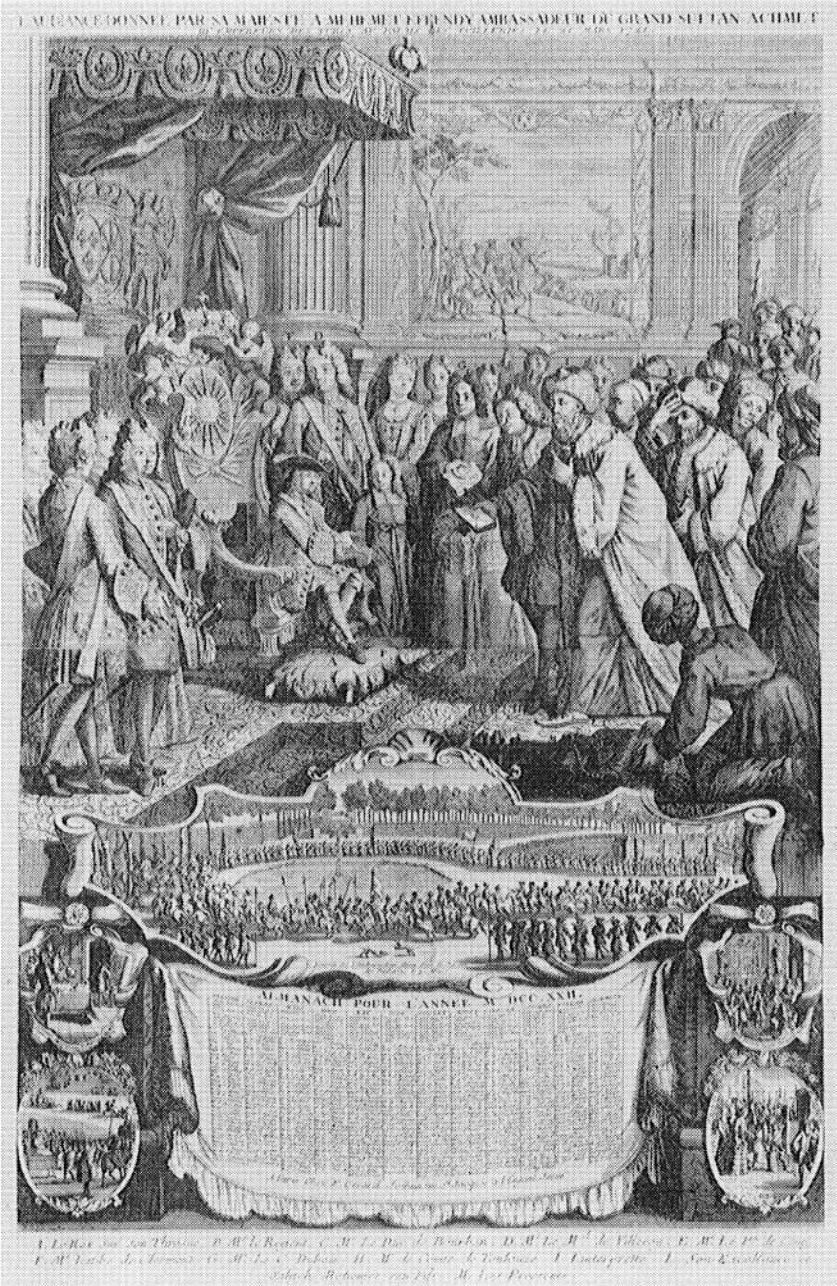
Louis XV enfant recevant l'ambassadeur ottoman Mehmed Efendi en 1721.

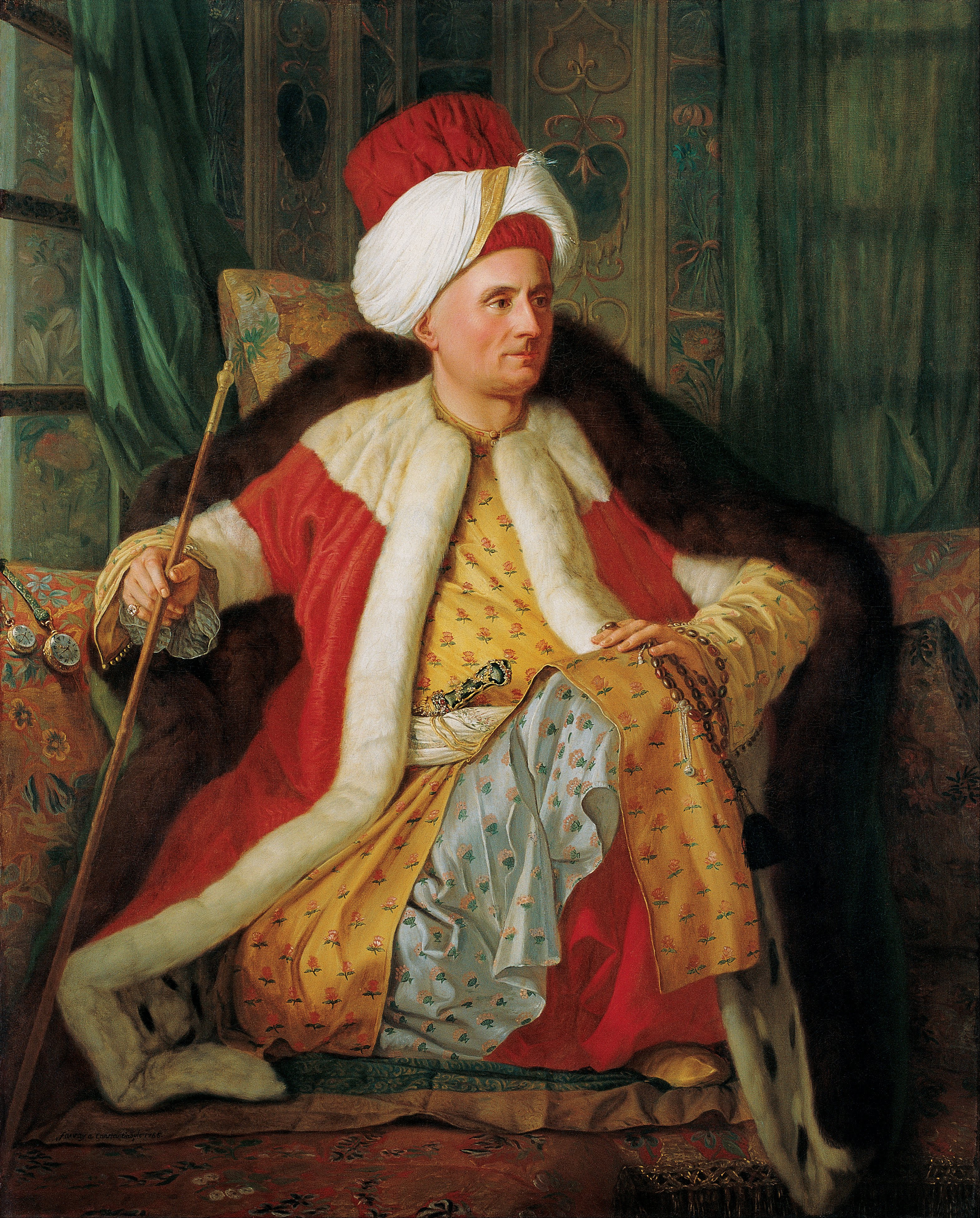
L'ambassadeur de France Charles Gravier de Vergennes en costume ottoman, peint par Antoine Favray, 1766, Musée Pera, Istanbul.

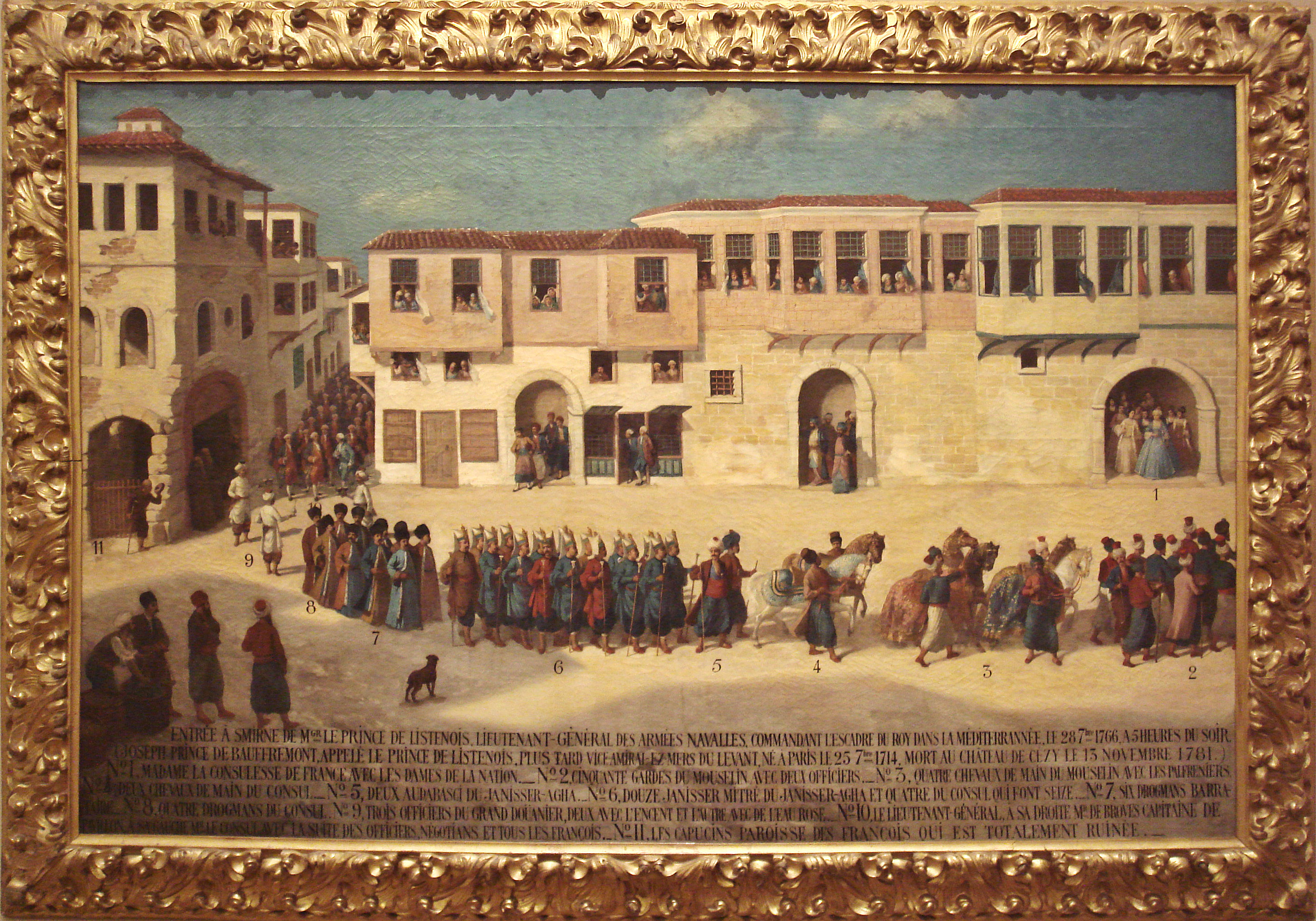
Entrée de Joseph de Bauffremont à Smyrne, 28 septembre 1766.

Au début du XVIIIe siècle, le souverain ottoman Ahmed III (1703–1730) cherche à envoyer une ambassade en France pour établir une alliance stratégique formelle avec la France contre leurs ennemis communs autrichiens et russes. En 1720, Mehmed Efendi est nommé ambassadeur de l’Empire ottoman auprès de Louis XV et envoyé à Paris. Son ambassade de onze mois est connue pour être la première représentation permanente de l'Empire ottoman à l'étranger. En 1721-22, il parcourt la France avec l'intention de réunir des informations pour la modernisation de l’Empire ottoman. À son retour dans la capitale ottomane, Mehmed Efendi rend compte de ses contacts, expériences et observations au Sultan dans un rapport d'ambassade, ou sefâretnâme. Une autre ambassade, menée par Mehmed Efendi se rend en France en 1742.

#### Collaboration diplomatique et technique

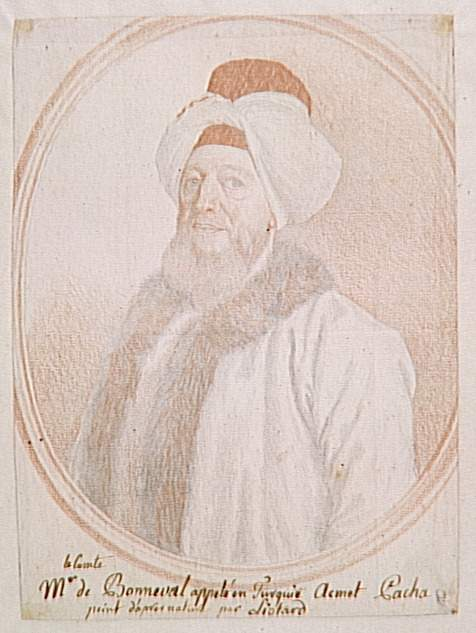
L'officier français Claude Alexandre de Bonneval participe à la modernisation de l'armée ottomane.

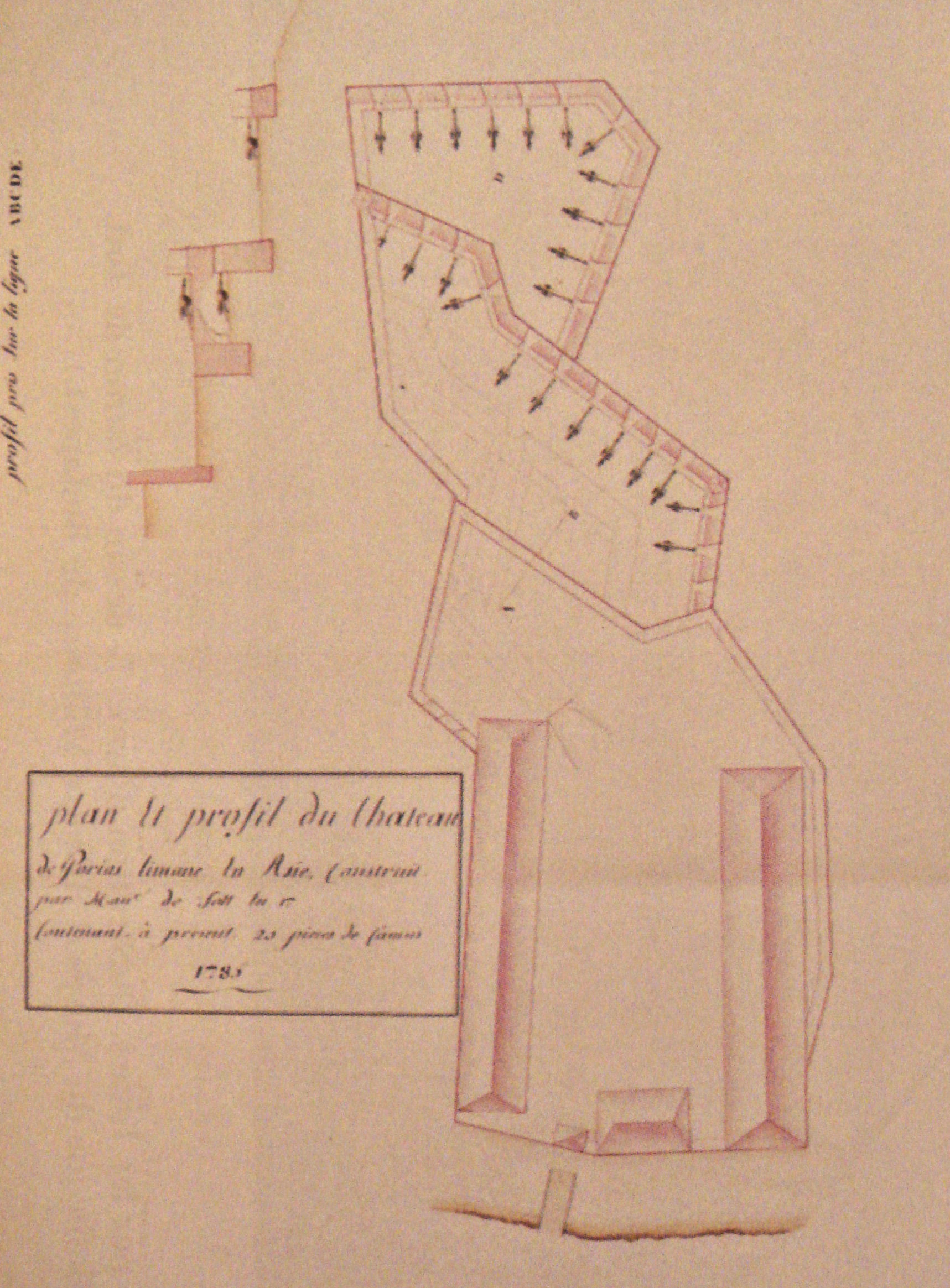
Une fortification bâtie par le François de Tott pour le compte de l'Empire ottoman pendant la Guerre russo-turque de 1768-1774.

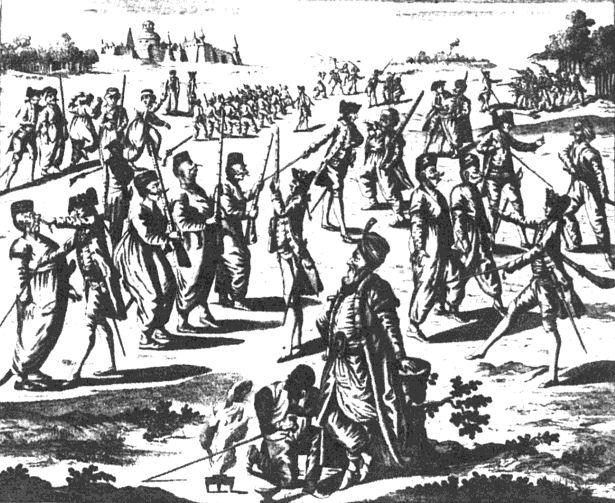
Caricature contemporaine représentant la mission militaire française de 1783 à Constantinople entraînant les troupes ottomanes.

Tout au long du XVIIIe siècle, les deux pays ont des contacts multiples et variés. La France aide l’Empire ottoman pour maintenir l'équilibre stratégique en Europe. Par son intervention et celle de son ambassadeur Louis de Villeneuve dans la négociation du Traité de Belgrade en 1739, la France apporte son soutien à l’Empire ottoman, ce qui lui permet de maintenir une forte présence en Europe contre l'Autriche pendant plusieurs décennies. La France retrouve ainsi son rôle traditionnel de « meilleure amie des Ottomans au sein de la Chrétienté »
L’Empire ottoman perd du terrain en matière militaire au cours du XVIIIe siècle, et s'attache à recruter des spécialistes français pour assurer sa modernisation. L'officier et aventurier français Claude Alexandre de Bonneval (1675–1747) entre au service du sultan Mahmoud Ier, se convertit à l'islam, et cherche à moderniser l'armée ottomane. Il crée des fonderies de canons, des usines de poudre et de mousquets et une école du génie militaire. Un autre officier, François de Tott, est impliqué dans l'effort de réforme de l'armée ottomane. Il parvient à faire construire une nouvelle fonderie pour produire des obusiers, et participe à la création d'unités d'artillerie mobile. Il bâtit des fortifications sur le Bosphore, et crée un enseignement de science maritime qui servira de fondement à la création de l'Académie Navale Turque (en).

##### LouisXVI
Sous Louis XVI, à partir de 1783, une mission militaire française est envoyée dans l’Empire ottoman pour entraîner les Turcs au combat naval et à la construction de fortifications. Jusqu'à la Révolution française, en 1789, environ 300 officiers d'artillerie et ingénieurs français participent à la modernisation et à l'entraînement des unités d'artillerie ottomanes.

##### La France révolutionnaire
Cette politique perdure pendant la Révolution française. La France a manifestement besoin de susciter une diversion à l'Est contre ses ennemis continentaux. Pour l’Empire ottoman, la Révolution française est une aubaine : le conflit entre les puissances européennes ne peut qu'affaiblir ses ennemis traditionnels. Pour le sultan Sélim III, c'est une occasion unique de moderniser l'Empire et de mettre en place son « Ordre Nouveau » (Nizam-i Jedid). Il établit des ambassades permanentes dans plusieurs pays européens, et demande son appui à la France. Divers spécialistes sont envoyés, et en 1795, l'émissaire extraordinaire de la France Raymond de Verninac-Saint-Maur cherche à établir un traité d'alliance.

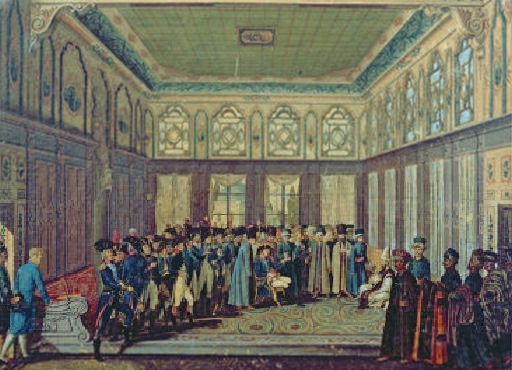
Le général Aubert du Bayet et sa mission militaire, reçus par le Grand Vizir en 1796.

En 1796, le général Aubert du Bayet est envoyé auprès de la Cour ottomane avec des fournitures d'artillerie et des artilleurs et ingénieurs français, pour aider au développement des arsenaux et des fonderies ottomans,. Des officiers d'infanterie et de cavalerie doivent aussi entraîner les spahis et les janissaires, mais sont en butte à l'opposition des janissaires. Cette relation tourne au vinaigre avec l'arrivée au pouvoir de Napoléon Ier.

## Épilogue: NapoléonIer
- Empire français
- États vassaux et protectorats
- États alliés

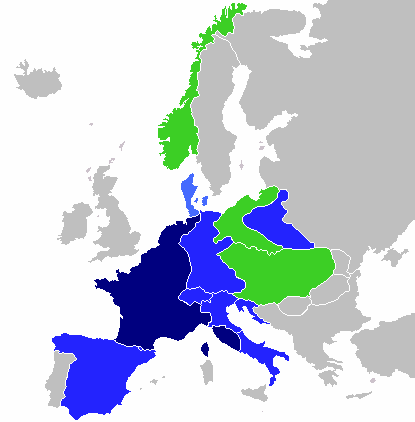
Ses conquêtes (ici, l'empire de Napoléon à son apogée en 1811) mettent Napoléon en contact direct avec l’Empire ottoman
Empire français
États vassaux et protectorats
États alliés.

À l'avènement de Napoléon Ier, la France adopte une politique fortement expansionniste, qui la fait entrer en contact direct avec l’Empire ottoman. Après le Traité de Campo-Formio en 1797, la France acquiert des possessions en Méditerranée, en particulier les îles Ioniennes et les anciens comptoirs vénitiens sur les côtes d'Albanie et de Grèce. Les relations de la France avec l’Empire ottoman deviennent tout à coup plus conflictuelles. Napoléon Bonaparte envahit l'Égypte en 1798 et combat les Ottomans pour établir une présence française au Moyen-Orient, avec le dessein de rejoindre Tipû Sâhib en Inde. Bien que la longue période d'amitié franco-ottomane soit désormais terminée, Napoléon Ier revendique toujours un grand respect pour l'Islam, et se réclame de la longue histoire de relations amicales entre l’Empire ottoman et la France :

« Peuples d'Égypte, on vous dira que je suis venu pour détruire votre religion : ne le croyez pas ! Répondez que je suis venu pour restaurer vos droits et punir les usurpateurs et que, plus que les Mamelouks, je respecte Dieu, son Prophète, et le Coran […] N'avons-nous pas été au travers des siècles les amis du Sultan ? »

— Allocution de Napoléon aux Égyptiens
Napoléon renverse les beys Mamelouks, qui étaient les souverains effectifs de l'Égypte et les vassaux des Ottomans, mais lève toujours les couleurs ottomanes à côté du drapeau français sur tout le territoire égyptien, proclame son affection pour l'Islam, et affirme qu'il a sauvé les Ottomans des Mamelouks. Cependant, Selim III déclare immédiatement le djihad et demande l'aide de la Grande-Bretagne et de la Russie, toutes deux menacées par les conquêtes napoléoniennes. Le 9 janvier 1799, l’Empire ottoman s'allie avec la Russie, puis avec la Grande-Bretagne deux jours plus tard.
L'Angleterre saisit l'occasion de s'allier à l’Empire ottoman afin de repousser l'invasion de Napoléon, et intervient dans l'affrontement, par le biais notamment de l'amiral William Sidney Smith en 1799 lors du siège de Saint-Jean-d'Acre et de Ralph Abercromby à la bataille d'Aboukir en 1801. En 1802, les Français ont complètement disparu du Moyen-Orient.

### Une dernière alliance éphémère

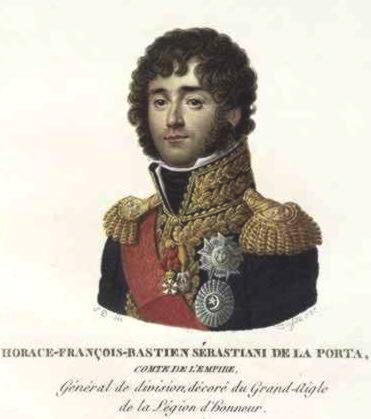
Le général français Horace Sébastiani négocie l'alliance avec Selim III.

Dès 1803, cependant, la France et la Grande-Bretagne entrent à nouveau en guerre, et Napoléon s'efforce de convaincre l’Empire ottoman de s'attaquer à la Russie dans les Balkans et de rejoindre sa coalition anti-russe. La Russie, de son côté, cherche également les faveurs ottomanes, et parvient à signer un traité d'alliance défensive en 1805.
Napoléon persiste dans ses efforts pour convaincre l’Empire ottoman de rallier sa cause. Il envoie le général Horace Sébastiani comme émissaire extraordinaire. Napoléon promet d'aider l’Empire ottoman à recouvrer les territoires qu'il a perdu. Il écrit au Sultan :

« Êtes-vous aveugles à vos propres intérêts ? Avez vous cessé de régner ? […] Si la Russie a une armée de 15 000 hommes à Corfou, pensez-vous que ce soit dirigé contre moi ? Des vaisseaux armés ont l'habitude de se hâter vers Constantinople. Votre dynastie est près de tomber dans l'oubli […] Ne faites confiance qu'à votre véritable amie, la France »

— Lettre de Napoléon à Sélim III

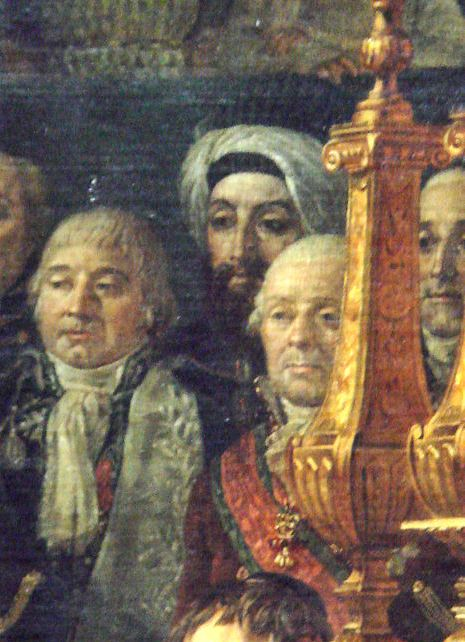
L'ambassadeur ottoman Halet Efendi dans Le Sacre de Napoléon de Jacques-Louis David, 1804 (detail).

En décembre 1805, après la remarquable victoire de Napoléon à la bataille d'Austerlitz, l'empire des Habsbourg est démembré. En février 1806, Selim III refuse finalement de ratifier les alliances avec la Russie et la Grande-Bretagne, reconnaît Napoléon comme empereur, choisit l'alliance formelle avec la France, qu'il qualifie d'« allié sincère et naturel », et la guerre avec la Russie et l'Angleterre. Il envoie aussi Muhib Efendi (en) à Paris comme ambassadeur de 1806 à 1811. Les décisions de Selim III en faveur de la France provoquent la guerre russo-turque de 1806-1812 et la guerre anglo-turque. Selim III repousse la flotte britannique de John Thomas Duckworth avec l'aide de Sebastiani, mais perd plusieurs affrontements importants avec la Russie, et il est finalement renversé par ses janissaires qui lui reprochent de vouloir réformer son armée, et est remplacé par Moustafa IV. Celui-ci poursuit cependant l'alliance franco-ottomane, et envoie l'ambassadeur Halet Efendi à Paris pour convenir des détails. Simultanément, Napoléon forme également une alliance franco-perse en 1807, avec la signature du Traité de Finkenstein.

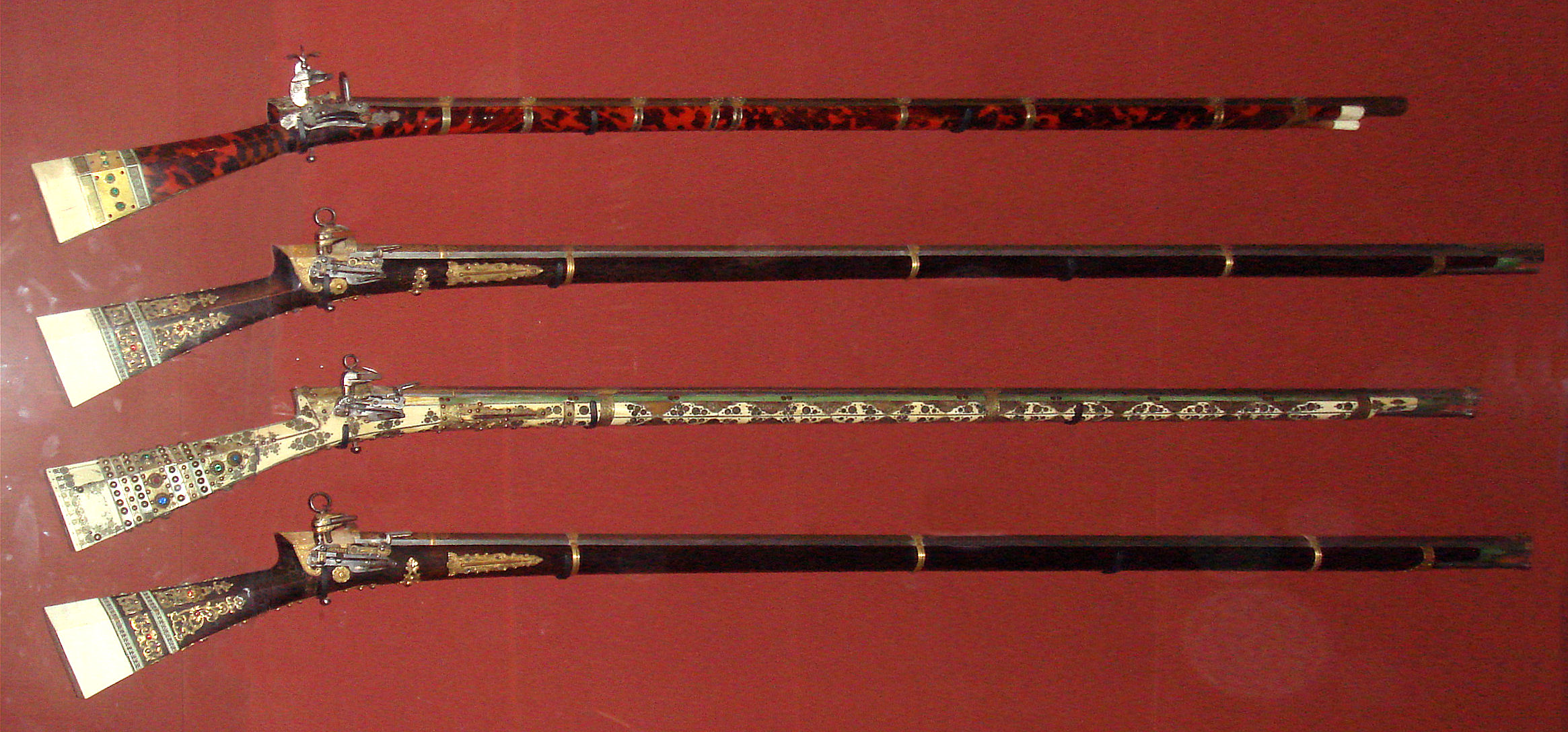
Fusils ottomans, 1750-1800. Musée de l'Armée, Paris.

Napoléon Ier vainc finalement la Russie à la bataille de Friedland en juillet 1807. L'alliance entre la France et l’Empire ottoman est maintenue, et un accord de paix est négocié entre la Russie et les Ottomans, mais les territoires qui avaient été promis aux Ottomans (la Moldavie et la Valachie) au Traité de Tilsit ne leur sont jamais rendus, bien que les Ottomans eux-mêmes aient rempli leur part de l'accord en déplaçant leurs troupes au Sud du Danube. Devant faire face à la trahison de la Russie et à l'incapacité de la France à faire appliquer l'accord, l’Empire ottoman, désormais dirigé par Mahmoud II, signe finalement le 5 janvier 1809 un traité de paix, de commerce et une alliance secrète avec la Grande-Bretagne, qui est désormais en guerre avec la France et la Russie. En 1812, l’Empire ottoman et la Russie font la paix au Traité de Bucarest, alors que la Russie souhaite pacifier son front Sud en prévision de l'invasion de la Russie par Napoléon. La Russie garde la Bessarabie et les Ottomans récupèrent la Valachie et la Moldavie. Dans le monde post-Napoléonien du Congrès de Vienne de 1815, l’Empire ottoman est encore reconnu comme une pièce essentielle du statu quo européen.

## Guerre de Crimée
Lors de la guerre de Crimée, une alliance entre France, Grande-Bretagne et Empire ottoman contre la Russie est signée le 12 mars 1854.

## Sources et bibliographie
- (en) Robert A. Kann, A History of the Habsburg Empire, 1526-1918, University of California Press, 1980, 646 p. (ISBN 0-520-04206-9, lire en ligne)
- (en) William Miller, The Ottoman Empire and Its Successors, 1801-1927, Routledge, 1966, 616 p. (ISBN 0-7146-1974-4, lire en ligne)
- (en) Roger Bigelow Merriman, Suleiman the Magnificent 1520-1566, READ BOOKS, 2007, 348 p. (ISBN 978-1-4067-7272-2 et 1-4067-7272-0, lire en ligne)
- (en) Kenneth M. Setton, The Papacy and the Levant (1204-1571), DIANE Publishing, 1984 (ISBN 0-87169-162-0, lire en ligne)
- (en) Fatma Müge Göçek, East encounters West : France and the Ottoman empire in the eighteenth century, États-Unis, Oxford University Press, 1987, 192 p. (ISBN 0-19-504826-1, lire en ligne)
- (en) Jack Goody, Islam in Europe, Wiley-Blackwell, 2004, 192 p. (ISBN 0-7456-3193-2, lire en ligne)
- (en) Ina Baghdiantz, Orientalism in early Modern France : Eurasian trade, exoticism, and the Ancien Régime, Oxford, Berg, 2008, 409 p. (ISBN 978-1-84520-374-0, lire en ligne)
- (en) Peter Malcolm Holt, Ann K. S. Lambton et Bernard Lewis, The Cambridge History of Islam, Cambridge, Cambridge University Press, 1977, 523 p. (ISBN 0-521-29135-6)
- (en) Inari Karsh, Empires of the Sand : The Struggle for Mastery in the Middle East, 1789-1923, Harvard University Press, 2001 (ISBN 0-674-00541-4, Modèle:Goole Livres)
- (en) Harold Lamb, Suleiman the Magnificent : Sultan of the East, READ BOOKS, 2008, 388 p. (ISBN 978-1-4437-3144-7 et 1-4437-3144-7, lire en ligne)
- (en) Daniel Goffman, The Ottoman Empire and early modern Europe, Cambridge University Press, 2002, 273 p. (ISBN 0-521-45908-7, lire en ligne)
- (en) William E. Watson, Tricolor and crescent : France and the Islamic World, Greenwood Publishing Group, 2003, 295 p. (ISBN 978-0-275-97470-1, lire en ligne)
- (en) Roger Crowley, Empire of the sea, Faber & Faber, 2008 (ISBN 978-0-571-23231-4)
- (en) Sir Adolphus William Ward, The Cambridge modern history, vol. 12, Cambridge University Press, 1929 (lire en ligne)
- Édith Garnier, L'Alliance Impie : François Ier et Soliman le Magnifique contre Charles Quint, 1529-1547, Paris, Éditions du Félin, 2008, 299 p. (ISBN 978-2-86645-678-8, lire en ligne)
- Yann Bouvier, « Antoine Escalin des Aimars. De la Garde-Adhémar au siège de Nice : le parcours d'un ambassadeur de François Ier », Recherches Régionales des Alpes-Maritimes (n° 188),‎ 2007, pp. 75-102 (ISSN 2105-2891, lire en ligne)
- Mathieu Grenet, « Muslim missions to early modern France, c.1610-c.1780 : notes for a social history of cross-cultural diplomacy », Journal of Early Modern History, Vol. 19, No. 2-3 (2015), pp. 223-244.